# Liste der Bände der Bibliothek Suhrkamp

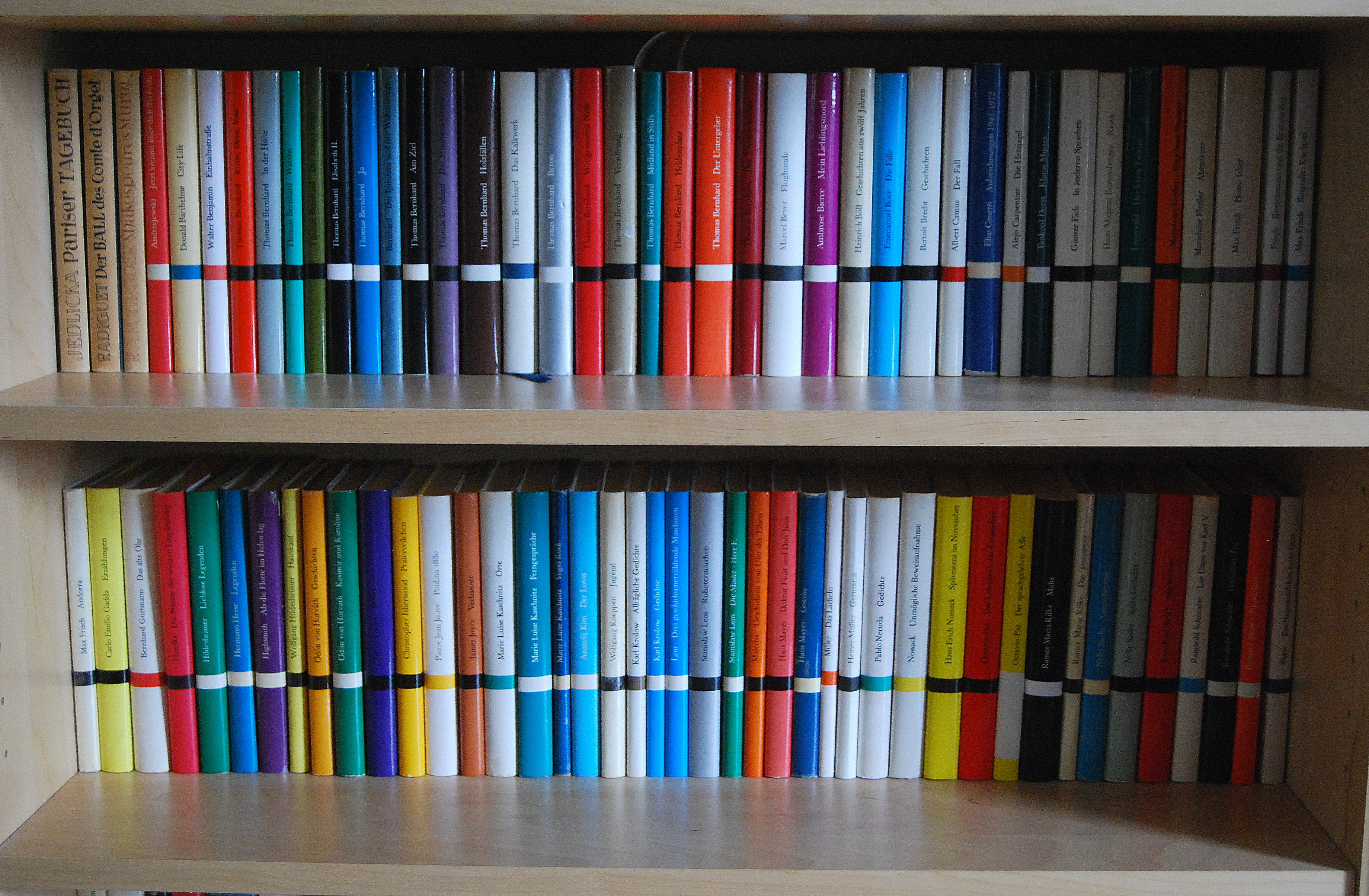
Bände der Bibliothek Suhrkamp

Dies ist eine Liste der Bände der Bibliothek Suhrkamp. Die Bibliothek Suhrkamp (BS) ist eine Buchreihe des Suhrkamp Verlages mit Texten der Weltliteratur, die seit 1951 erscheint und anfangs von dem Verleger Peter Suhrkamp persönlich herausgegeben wurde. Inzwischen umfasst die Reihe rund 1500 Titel. Die folgende Übersicht ist nach Nummern sortiert. Unter einigen Nummern – derzeit (2023) sind dies 59 – ist kein Band erschienen, sieben Bände hingegen sind unter derselben Nummer doppelt verzeichnet. 1968 und 1979 ist je ein Sonderband ohne Nummer erschienen. 2016 kam unter dem Titel Notizbuch ein Band mit 120 leeren Seiten heraus, natürlich ebenfalls ohne Nummer.

## Übersicht
- 0001 – Hermann Hesse: Die Morgenlandfahrt – eine Erzählung, 1951, 124 S., Ill.
- 0002 – Editha Klipstein: Das Hotel in Kastilien – Novelle, 1951, 129 S.
- 0002 – Walter Benjamin: Berliner Kindheit um Neunzehnhundert, 1962, 171 S.
- 0003 – Rudolf Alexander Schröder: Der Wanderer und die Heimat, 1951, 153 S.
- 0004 – Bertolt Brechts Hauspostille, 1951, 164 S., mit Anleitungen, Gesangsnoten und einem Anhang
- 0005 – Herbert Read: Wurzelgrund der Kunst – vier Vorträge, aus dem Engl. v. Friedrich Hundt, 1951, 182 S., Ill.
- 0006 – Paul Valéry: Tanz, Zeichnung und Degas, Übertr. von Werner Zemp, 1951, 166 S., Ill.
- 0007 – C. F. Ramuz: Der junge Savoyarde – Roman, Deutsch von Werner Joh. Guggenheim, 1952, 182 S.
- 0008 – Max Frisch: Bin oder Die Reise nach Peking, 1952, 123 S.
- 0009 – Ernst Penzoldt: Die portugalesische Schlacht – Komödie der Unsterblichkeit, 1952, 152 S., Ill.
- 0010 – T. S. Eliot: Old Possums Katzenbuch, 1952, 99 S.; erw. A. 1984, 142 S.
- 0011 – Palinurus: Das Grab ohne Frieden, aus dem Englischen von Leonharda Gescher, 1952, 198 S.
- 0012 – Rudolf Borchardt: Villa und andere Prosa, 1952, 185 S.
- 0013 – Raymond Radiguet: Der Ball des Comte d’Orgel – Roman, 1953, 201 S.
- 0014 – Richard Hughes: Das Walfischheim – Märchen, Übertr.: Käthe Rosenberg. Zeichn.: George G. Kobbe, 1953, 154 S.
- 0015 – Konstantin Kavafis: Gedichte, aus dem Neugriechischen übertragen und herausgegeben von Helmut von den Steinen, 1953, 143 S.
- 0016 – Günter Eich: Träume – vier Spiele, 1953, 186 S.
- 0017 – C. F. Ramuz: Erinnerungen an Igor Strawinsky, Deutsch von Werner Joh. Guggenheim, 1953, 103 S.
- 0018 – Gotthard Jedlicka: Pariser Tagebuch, 1953, 183 S., Ill.
- 0019 – Jean Giraudoux: Eglantine – Roman, 1954, 211 S.
- 0020 – Anna Seghers: Aufstand der Fischer von St. Barbara, 1954, 133 S.
- 0021 – T. S. Eliot: Der Privatsekretär – Komödie, Dt. von Nora Wydenbruck und Peter Suhrkamp, 1954, 156 S.
- 0022 – Dámaso Alonso: Söhne des Zorns – Gedichte, Aus dem Span. übertr. und hrsg. von Karl August Horst, 1954, 124 S.
- 0023 – Alain Fournier: Jugendbildnis Alain-Fournier – Briefe, Ausw. u. Übers. bes. Ernst Schoen, 1954, 211 S.
- 0024 – Wjatscheslaw Iwanow: Das alte Wahre – Essays, Hrsg., rev. u. mit e. Nachw. vers. von Victor Wittkowski, 1954, 198 S.
- 0025 – Ernst Penzoldt: Der dankbare Patient – mit Zeichnungen des Patienten, 1955, 138 S., Ill.
- 0026 – Monique Saint-Hélier: Quick – Erzählung, Dt. v. Leonharda Gescher, 1955, 111 S.
- 0027 – Walter Benjamin: Einbahnstrasse, 1955, 125 S.
- 0028 – Ernst Robert Curtius: Marcel Proust, 1952, 154 S., Ill.
- 0029 – Gotthard Jedlicka: Anblick und Erlebnis – Bildbetrachtungen, 1955, 190 S., Ill.
- 0029 – George Bernard Shaw: Ein Negermädchen sucht Gott, dt. v. Siegfried Trebitsch, 1962, 124 S.
- 0030 – Fritz Ernst: Aus Goethes Freundeskreis und andere Essays, 1955, 231 S.
- 0030 – E. M. Forster: Ansichten des Romans, dt. v. Walter Schürenberg, 1962, 180 S.
- 0031 – William Goyen: Zamour und andere Erzählungen, Aus d. Amerikan. ins Dt. übertr. von Elisabeth Schnack, 1956, 157 S.
- 0032 – Richard Hughes: Hurrikan im Karibischen Meer – eine Seegeschichte, Aus d. Engl. v. Richard Möring, 1956, 218 S.
- 0033 – Bertolt Brechts Gedichte und Lieder, Auswahl Peter Suhrkamp, 1956, 163 S.
- 0034 – Hugo Ball: Hermann Hesse – sein Leben und sein Werk, 1956, 214 S.
- 0035 – Wilhelm Lehmann: Bewegliche Ordnung – Aufsätze, 1956, 207 S.
- 0036 – Antonio Machado: Juan de Mairena – Sentenzen, Späße, Aufzeichnungen und Erinnerungen eines apokryphen Lehrers, Ins Dt. übertr. von Georg Rudolf Lind, 1956, 180 S.
- 0037 – Peter Suhrkamp: Munderloh – fünf Erzählungen, 1957, 179 S.
- 0038 – Ivo Andrić: Der verdammte Hof, Autoris. Übers. aus d. Serbischen von Milo Dor, 1957, 173 S.
- 0039 – Oskar Loerke: Anton Bruckner – ein Charakterbild, 1957, 177 S.
- 0040 – Ezra Pound: ABC des Lesens, Deutsch von Eva Hesse, 1957, 135 S.
- 0041 – Bertolt Brecht: Schriften zum Theater – über eine nicht-aristotelische Dramatik, Zsgest. v. Siegfried Unseld, 1957, 291 S.
- 0042 – George Bernard Shaw: Musik in London, Ausw. u. Einl.: H. H. Stuckenschmidt. Übers. aus d. Engl. u. Fußnoten von Ernst Schoen, 1957, 156 S.
- 0042 – George Bernard Shaw: Helden, dt. v. Wolfgang Hildesheimer, 1970, 104 S.
- 0043 – Hermann Hesse: Klein und Wagner – Erzählung, 1958, 157 S.
- 0044 – Sherwood Anderson: Winesburg, Ohio – Roman um eine kleine Stadt, Aus dem Amerikan. von Hans Erich Nossack, 1958, 193 S.
- 0045 – Julien Green: Der andere Schlaf – Roman, dt. v. Carlo Schmid, 1958, 144 S.
- 0046 – Shakespeares Sturm, dt. v. Rudolf Alexander Schröder, 1958, 142 S.
- 0046 – Ernst Penzoldt: Squirrel – Erzählung, 1962, 178 S.
- 0047 – Theodor W. Adorno: Noten zur Literatur, 1958, 192 S.
- 0048 – Harold Nicolson: Die Kunst der Biographie – und andere Essays, deutsch von Hans Erich Nossack, 1958, 143 S.
- 0049 – Hans Erich Nossack: Unmögliche Beweisaufnahme, 1956, 211 S.
- 0050 – Ramón Pérez de Ayala: Artemis – zwei Novellen, Aus dem Span. von Wilhelm Muster, 1959, 140 S.
- 0051 – Marguerite Duras: Moderato cantabile – Roman, Aus dem Franz. von Leonharda Gescher und W. M. Guggenheimer, 1959, 121 S.
- 0052 – Karl Krolow: Fremde Körper – neue Gedichte, 1959, 104 S.
- 0053 – Paul Valery: Über Kunst – Essays, 1959, 179 S.
- 0054 – Ernst Bloch: Spuren, 1959, 287 S.
- 0055 – Peter Suhrkamp: Der Leser – Reden und Aufsätze, herausgegeben und mit einem Nachwort versehen von Hermann Kasack, 1960, 211 S.
- 0056 – William Faulkner: Der Bär, 1953, 180 S.
- 0057 – Robert Walser: Prosa, Ausw. u. Nachw. von Walter Höllerer nach den von Carl Seelig hrsg. Dichtungen in Prosa, 1960, 214 S.
- 0058 – Wladimir Majakowski: Mysterium buffo und andere Stücke, Dt. Nachdichtung von Hugo Huppert, 1960, 274 S.
- 0059 – Virginia Woolf: Granit und Regenbogen – Essays, Dt. von Herberth E. Herlitschka, 1963, 188 S.
- 0060 – Rafael Alberti: Zu Lande zu Wasser – Gedichte, Übertr. und Nachw. von Erwin Walter Palm, 1960, 152 S.
- 0061 – Theodor W. Adorno: Mahler – eine musikalische Physiognomik, 1960, 226 S., Faks.
- 0062 – Truman Capote: Die Grasharfe – Roman, Aus d. Amerikan. Dt. von Annemarie Seidel u. Friedrich Podszus, 1960, 207 S.
- 0063 – Bertolt Brecht: Flüchtlingsgespräche, 1961, 161 S.
- 0064 – André Gide: Paludes, 1960, 127 S.
- 0065 – Hermann Hesse: Schön ist die Jugend – Zwei Erzählungen, 1961, 120 S.
- 0065 – Hermann Hesse: Narziß und Goldmund – Erzählung, 1970, 320 S.
- 0066 – Henry Green: Schwärmerei – Roman, 1961, 246 S.
- 0066 – Bernard Shaw: Pygmalion, Aus d. Engl. v. Harald Mueller, 1970, 132 S.
- 0067 – Hamza Humo: Trunkener Sommer, aus dem Serbokroatischen von Manfred Jähnichen, Zeichn. von Gunter Böhmer, 1961, 177 S., Ill.
- 0068 – William Goyen: Haus aus Hauch, Übertr. u. Nachw. von Ernst Robert Curtius, 195 S.
- 0069 – Ramón José Sender: Der Verschollene – Roman, Dt. von Walter Boehlich, 1961, 215 S.
- 0070 – Giuseppe Ungaretti: Gedichte, Übertragung und Nachwort von Ingeborg Bachmann, 1961, 156 S.
- 0071 – Theodor W. Adorno: Noten zur Literatur, 1961, 235 S.
- 0072 – Hans Erich Nossack: Nekyia – Bericht eines Überlebenden, 1961, 153 S.
- 0073 – Jean Giraudoux: Simon – Roman, Dt. von Walter Boehlich, 1961, 199 S.
- 0074 – Wenjamin Kawerin: Unbekannter Meister, Aus dem Rus. von Gisela Drohla, 174 S.
- 0075 – Hermann Hesse: Knulp – drei Geschichten aus dem Leben Knulps, 1962, 127 S.
- 0076 – William Carlos Williams: Gedichte, Übertr. u. Nachw. von Hans Magnus Enzensberger, 1962, 198 S.
- 0077 – Ernst Bloch: Thomas Müntzer als Theologe der Revolution, 1962, 241 S.
- 0078 – Ernst Penzoldt: Prosa eines Liebenden, 1962, 178 S.
- 0079 – Joseph Roth: Beichte eines Mörders erzählt in einer Nacht – Roman, 1962, 173 S.
- 0080 – William Faulkner: Wilde Palmen, Dt. von Helmut M. Braem, 202 S.
- 0081 – Bertolt Brecht: Geschichten, 1962, 200 S.
- 0082 – Samuel Beckett: Erzählungen und Texte um Nichts, Dt. von Elmar Tophoven, 1962, 167 S.
- 0083 – Marcel Proust: Gegen Sainte-Beuve, Dt. von Helmut Scheffel, 1962, 165 S.
- 0084 – Wolfgang Hildesheimer: Lieblose Legenden, 1962, 171 S.
- 0085 – Ernst Bloch: Verfremdungen 1, 1962, 230 S.
- 0086 – George Bernard Shaw: Sechzehn selbstbiographische Skizzen, Autoris. dt. Übers. von Siegfried Trebitsch, 1962, 201 S., Ill.
- 0087 – Max Frisch: Homo faber – Ein Bericht, 1962, 251 S.
- 0088 – Maurice Blanchot: Die Frist – ein Bericht, 1962, 124 S.
- 0089 – Maxim Gorki: Erinnerungen an Zeitgenossen, 1962, 220 S.
- 0090 – Robert Musil: Aus den Tagebüchern, Ausw. v. Karl Markus Michel, 1965, 189 S.
- 0091 – F. Scott Fitzgerald: Der letzte Taikun – Roman, Dt. von Walter Schürenberg, 1975, 190 S.
- 0092 – Hermann Broch: Pasenow oder die Romantik – Roman, 1962, 201 S.
- 0093 – Giuseppe Ungaretti: Reisebilder, Dt. von Silvia Hildesheimer, 1963, 196 S.
- 0094 – Osip Mandelstam: Die ägyptische Briefmarke, Deutsch v. Gisela Drohla, 1965, 153 S.
- 0095 – Hermann Hesse: Demian – Die Geschichte von Emil Sinclairs Jugend, 1962, 213 S.
- 0096 – Cesare Pavese: Die Verbannung, Dt. von Arianna Giachi, 1963, 152 S.
- 0097 – Franz Kafka: Er – Prosa, Ausw. u. Nachw. von Martin Walser, 1968, 224 S.
- 0098 – Samuel Beckett: Glückliche Tage – und andere Stücke, Dt. von Erika Tophoven, 1963, 148 S.
- 0099 – Pablo Neruda: Gedichte, Übertr. u. Nachwort von Erich Arendt, 1963, 260 S.
- 0100 – Peter Suhrkamp: Briefe an die Autoren, Hrsg. u. mit einem Nachw. von Siegfried Unseld, 1963, 168 S.
- 0101 – Max Frisch: Andorra – Stück in zwölf Bildern, 1963, 132 S.
- 0102 – Elio Vittorini: Im Schatten des Elefanten, Deutsch von Otto Eugen Zöller, 1963, 137 S.
- 0103 – William Faulkner: Als ich im Sterben lag – Roman, Deutsch von Albert Hess, 1963, 212 S.
- 0104 – Arno Schmidt: Leviathan – Erzählungen, 1963, 126 S.
- 0105 – Hans Henny Jahnn: 13 nicht geheure Geschichten, 1963, 233 S.
- 0106 – Gershom Scholem: Judaica, Hrsg. von Rolf Tiedemann, 1963, 233 S
- 0107 – Siegfried Kracauer: Ginster, 1963, 271 S.
- 0108 – Jean Giraudoux: Juliette im Lande der Männer, dt. v. Otto F. Best, 1963, 175 S. (2. A. 1979 unter der Nr. 308)
- 0108 – Bernard Shaw: Haus Herzenstod, Dt. Übertr.: Günter Michelsen, 1971, 174 S.
- 0109 – Marguerite Duras: Der Nachmittag des Herrn Andesmas, Dt. von Walter Boehlich, 1963, 116 S.
- 0110 – César Vallejo: Gedichte, Übertr. u. Nachw. von Hans Magnus Enzensberger, 1963, 120 S.
- 0111 – Cesare Pavese: Junger Mond – Roman, Dt. von Charlotte Birnbaum, 1963, 187 S.
- 0112 – Hugo von Hofmannsthal: Florindo, Hrsg. u. mit e. Nachw. vers. von Martin Stern, 1963, 202 S.
- 0113 – Albert Camus: Der Fall – Roman, Ins Dt. übertr. von Guido G. Meister, 1961, 138 S.
- 0114 – Oskar Loerke: Gedichte, Ausgew. von Günter Eich, 1963, 126 S.
- 0115 – Maxim Gorki: Italienische Märchen, 1963,
- 0116 – Kateb Yacine: Nedschma – Roman, Dt. von Walter Maria Guggenheimer, 1963, 274 S.
- 0117 – Hans Erich Nossack: Interview mit dem Tode, 1963, 257 S.
- 0118 – Samuel Beckett: Wie es ist, Dt. von Elmar Tophoven, 1963, 182 S.
- 0119 – André Gide: Corydon – vier sokratische Dialoge, Deutsch von Joachim Moras, 1964, 162 S.
- 0120 – Ernst Bloch: Verfremdungen 2, 1964, 204 S.
- 0121 – William Golding: Die Erben, Dt. von Hermann Stiehl, 1964, 234 S.
- 0122 – Saint-John Perse: Winde – französisch und deutsch, Übertr. u. Nachw. von Friedhelm Kemp, 1964, 174 S.
- 0123 – Miroslav Krleža: Beisetzung in Theresienburg – Erzählung, Aus d. Serbokroat. von Klaus Winkler, 1964, 115 S.
- 0124 – Italo Calvino: Erzählungen, Dt. von Julia M. Kirchner, 1964, 172 S.
- 0125 – Daniel Watton: Der Feldzugsplan – Roman, Deutsch von Eva Moldenhauer, 1964, 169 S.
- 0126 – Jarosław Iwaszkiewicz: Der Höhenflug, Dt. von Kurt Harrer, 1964, 108 S.
- 0127 – Jurij Olescha: Neid – Roman, Dt. von Gisela Drohla, 1978, 183 S.
- 0128 – Virginia Woolf: Die Wellen – Roman, 1964, 294 S.
- 0129 – Henry Green: Lieben – Roman, Dt. von Friedrich Burschell, 1964, 285 S.
- 0130 – T. S. Eliot: Gedichte, 1964, 223 S.
- 0131 – Sigmund Freud: Der Mann Moses und die monotheistische Religion, 1964, 175 S.
- 0132 – William Goyen: Savata – Roman, Dt. von Kurt Heinrich Hansen, 1964, 145 S.
- 0133 – Ramón José Sender: Requiem für einen spanischen Landmann, Aus dem Span. Dt. von Walter Boehlich, 1964, 104 S.
- 0134 – Claude Simon: Das Seil, Dt. v. Eva Moldenhauer, 1985, 171 S.
- 0135 – Günter Eich: In anderen Sprachen – vier Hörspiele, 1964, 223 S.
- 0136 – Elio Vittorini: Die rote Nelke – Roman, 1964, 239 S.
- 0137 – Yasushi Inoue: Das Jagdgewehr, Aus d. Japan. von Oskar Benl, 1964, 97 S.
- 0138
- 0139 – Maurice Blanchot: Warten vergessen, 1964, 120 S.
- 0140 – Bertolt Brecht: Dialoge aus dem Messingkauf, 1964, 180 S.
- 0141 – Karl Kraus: Sprüche und Widersprüche, 1965, 190 S.
- 0142 – Alain-Fournier: Der große Meaulnes, Deutsch von Walter Widmer, 1965, 260 S.
- 0143 – Knut Hamsun: Hunger – Roman, Berecht., rev. Übers. von J. Sandmeier u. S. Angermann, 1965, 215 S.
- 0144
- 0145 – Nathalie Sarraute: Martereau – Roman, Deutsch von Elmar Tophoven, 1965, 236 S.
- 0146 – Theodor W. Adorno: Noten zur Literatur, 1965, 208 S.
- 0147 – Raymond Radiguet: Den Teufel im Leib – Roman, Aus dem Franz. Dt. von Friedhelm Kemp, 1965, 170 S.
- 0148 – Raymond Queneau: Stilübungen, Dt. von Ludwig Harig, 1964, 157 S.
- 0149 – Arthur Schnitzler: Erzählungen, 1965, 218 S.
- 0150 – Wladimir Majakowski: Frühe Gedichte, Dt. von Alfred E. Thoss, 1965, 167 S.
- 0151 – Oskar Loerke: Essays über Lyrik, 1965, 112 S.
- 0152 – Isaak E. Babel: Budjonnys Reiterarmee, Von Dimitrij Umanskij ins Dt. übers., 150 S.
- 0153 – Gunnar Ekelöf: Spaziergänge und Ausflüge, Dt. von Thabita von Bonin, 1966, 148 S.
- 0154 – George Bernard Shaw: Vorwort für Politiker – Über Demokratie; zwei Vorreden, Autoris. dt. Übers. Siegfried Trebitsch, 1965, 129 S.
- 0155 – Paul Valéry: Die fixe Idee oder Zwei Männer am Meer, Deutsch von Franz Wurm, 1982, 146 S.
- 0156 – Tudor Arghezi: Kleine Prosa, Dt. von Edith Horowitz, 1965, 119 S.
- 0157 – Hermann Broch: Die Schlafwandler – 1903. Esch oder die Anarchie, 1969, 221 S.
- 0158 – Herbert Marcuse: Triebstruktur und Gesellschaft – ein philosophischer Beitrag zu Sigmund Freud, 1965, 271 S.
- 0159 – Marguerite Duras: Die Verzückung der Lol V. Stein, 1966, 158 S.
- 0160 – Carlo Emilio Gadda: Erzählungen, Dt. von Heinz Riedt, 1965, 212 S.
- 0161 – Nelly Sachs: Späte Gedichte, 1965, 220 S.
- 0162 – Paul Valéry: Herr Teste, Deutsch von Max Rychner, 1965, 95 S.
- 0163 – Stanislaw Witkiewicz: Das Wasserhuhn; Narr und Nonne, Dt. von Heinrich Kunstmann, 1965, 110 S.
- 0164 – Marcel Proust: Tage der Freuden, Deutsch von Ernst Weiss, 1965, 213 S.
- 0165 – Joseph Roth: Das falsche Gewicht – die Geschichte eines Eichmeisters, 1965, 153 S.
- 0166 – Tage Aurell: Martina, Dt. von H. C. Artmann, 1965, 104 S.
- 0167 – Sherwood Anderson: Dunkles Lachen – Roman, Dt. von Helene Henze, 263 S.
- 0168 – Slavko Kolar: Das Narrenhaus, Dt. von Ruth Hirschmann, 106 S.
- 0169 – Tarjei Vesaas: Nachtwache, Dt. von Elisabeth Stahlschmidt, 1966, 146 S.
- 0170 – Georges Poulet: Marcel Proust – Zeit und Raum, 1966
- 0171 – Jean Cocteau: Kinder der Nacht – Roman, Dt. von Friedhelm Kemp, 1966, 119 S.
- 0172 – Carlos Droguett: Eloy – Roman, Dt. von Helmut Frielinghaus, 1966, 148 S.
- 0173 – Hjalmar Söderberg: Doktor Glas – Roman, Dt. von Günter Dallmann, 1966, 164 S.
- 0174 – Hugo von Hofmannsthal: Gedichte und kleine Dramen, 1966, 232 S.
- 0175 – Jean-Paul Sartre: Die Kindheit eines Chefs, Deutsch von Heinrich Wallfisch, 1966, 123 S.
- 0176 – Witold Gombrowicz: Die Ratte und andere Erzählungen, Deutsch von Walter Tiel, 1966, 129 S.
- 0177 – Seumas O’Kelly: Das Grab des Webers, Dt. von Kurt Heinrich Hansen, 1966, 102 S.
- 0178 – Jaroslaw Iwaszkiewicz: Heydenreich; Mephisto-Walzer, Dt. von Kurt Staemmler, 127 S.
- 0179 – Georg Heym: Gedichte, Hrsg. von Stephan Hermlin, 1966, 150 S.
- 0180
- 0181 – Hermann Hesse: Der vierte Lebenslauf Josef Knechts – zwei Fassungen, Hrsg. von Ninon Hesse, 1966, 161 S.
- 0182 – Wladimir Majakowski: Politische Poesie, Deutsche Nachdichtung von Hugo Huppert, 1966, 206 S.
- 0183 – Max Aub: Der Aasgeier – Erzählungen, Dt. von Susanne Felkau, 1966, 146 S.
- 0184 – Rainer Maria Rilke: Ausgewählte Gedichte – einschließlich der Duineser Elegien und der Sonette an Orpheus, Ausw. u. Nachw. von Erich Heller, 1966, 201 S.
- 0185 – Tommaso Landolfi: Erzählungen, Dt. von Charlotte Jenny, 1966, 202 S.
- 0186 – Anna Seghers: Wiedereinführung der Sklaverei in Guadeloupe – Erzählung, 1966, 106 S.
- 0187 – Hermann Broch: 1918 – Huguenau oder die Sachlichkeit, 1970, 324 S.
- 0188 – Ivan Olbracht: Wunder mit Julka, Aus dem Tschech. v. August Scholtis, 1967, 208 S.
- 0189 – Tadeusz Różewicz: Der unterbrochene Akt und andere Stücke – deutsch von Ilka Boll, 1966, 148 S.
- 0190 – Léon-Paul Fargue: Der Wanderer durch Paris, Dt. von Katharina Spann, 1967, 223 S.
- 0191 – Wright Morris: Die gläserne Insel – Roman, (Deutsch von Hedda Soellner), 1967, 264 S.
- 0192 – Hans Christian Branner: Erzählungen, 1967, 173 S.
- 0193 – Aimé Césaire: Zurück ins Land der Geburt, Übertr. von Janheinz Jahn, 1967, 116 S.
- 0194 – Italo Svevo: Vom guten alten Herrn und vom schönen Mädchen, Deutsch von Piero Rismondo, 1967, 100 S.
- 0195 – John Millington Synge: Der Held der westlichen Welt und andere Stücke, Dt. von Norbert Miller, 1967, 127 S.
- 0196 – Richard Weiner: Der leere Stuhl und andere Prosa, 1968, 144 S.
- 0197 – Willy Kyrklund: Meister Ma, Dt. von Senta Kapoun, 1967, 103 S.
- 0198 – Henry Miller: Das Lächeln am Fuße der Leiter, Aus dem Amerikan. von Herbert Zand, 1969, 73 S.
- 0199 – Hermann Broch: Demeter, 1967, 239 S.
- 0200 – James Joyce: Dubliner, Dt. von Georg Goyert, 1967, 246 S.
- 0201 – Gottfried Benn: Der Neger, 1967, 101 S.
- 0202 – Gottfried Benn: Weinhaus Wolf – und andere Prosa, 1967, 91 S.
- 0203 – Veijo Meri: Der Töter und andere Erzählungen, Aus d. Finn. v. Manfred Peter Hein, 1967, 104 S.
- 0204 – Hermann Broch: Die Erzählung der Magd Zerline, 1967, 79 S.
- 0205 – Jean-Jacques Mayoux: Joyce, 1967, 158 S.
- 0206 – Bertolt Brecht: Turandot oder Der Kongreß der Weißwäscher, 1968, 107 S.
- 0207 – Leszek Kołakowski: Der Himmelsschlüssel – erbauliche Geschichten, Aus dem Poln. von Wanda Bronska-Pampuch, 1973, 104 S.
- 0208 – Sylvia Plath: Die Glasglocke, Aus dem Engl. von Christiane Grote, 1969, 233 S.
- 0209 – Heinrich Mann: Politische Essays, 1968, 202 S.
- 0210 – Scholem Alejchem: Tewje, der Milchmann, Aus dem Jiddischen übertr. v. Alexander Eliasberg; Max Reich, 1969, 195 S.
- 0211 – Werner Kraft: Franz Kafka – Durchdringung und Geheimnis, 1968, 214 S.
- 0212 – Katherine Anne Porter: Was vorher war, Aus d. Amerikan. von Karin Reese, 1968, 151 S.
- 0213 – Rudolf Borchardt: Ausgewählte Gedichte, Auswahl und Einl. von Theodor W. Adorno, 1968, 114 S.
- 0214 – Ernest Hemingway: Der alte Mann und das Meer, Aus d. Amerikan. von Annemarie Horschitz-Horst, 1968, 121 S.
- 0215 – Zofia Nałkowska: Medaillons, Aus d. Poln. übers. von Henryk Bereska, 1968, 99 S.
- 0216 – Lars Gyllensten: Kains Memoiren, 1968, 150 S.
- 0217 – James Joyce: Verbannte – ein Stück in drei Akten, Übers. von Klaus Reichert, 1968, 133 S.
- 0218 – Viktor Šklovskij: Kindheit und Jugend, Aus d. Russ. v. Alexander Kaempfe, 1968, 214 S.
- 0219 – Karl Krolow: Alltägliche Gedichte, 1968, 95 S.
- 0220 – Max Jacob: Der Würfelbecher – Gedichte in Prosa, 1968, 89 S.
- ohne – Samuel Beckett, Paul Celan u. a.: Aus aufgegebenen Werken, 1968, 195 S.
- 0221 – Heinrich Böll: Geschichten aus zwölf Jahren, 1969, 182 S.
- 0222 – Konstanty Ildefons Gałczyński: Die grüne Gans – das kleinste Theater der Welt, 1969, 179 S., Ill.
- 0223 – Marieluise Fleißer: Abenteuer aus dem Englischen Garten – Geschichten, 1969, 159 S.
- 0224 – John Fletcher: Die Kunst des Samuel Beckett, 1969, 173 S.
- 0225 – Max Frisch: Biografie – ein Spiel, 1969, 117 S.
- 0226 – Hermann Hesse: Der Steppenwolf, 1969, 237 S.
- 0227 – Hermann Hesse: Siddhartha – eine indische Dichtung, 1969, 135 S.
- 0228 – Bertolt Brecht: Me-ti, Buch der Wendungen, 1969, 173 S.
- 0229 – Thomas Bernhard: Verstörung, 1969, 193 S.
- 0230 – Marcel Proust: Pastiches – die Lemoine-Affäre, Ins Dt. übertr. u. mit e. Nachw. vers. von Ludwig Harig, 1969, 111 S.
- 0231 – Marie Luise Kaschnitz: Vogel Rock – unheimliche Geschichten, 1969, 90 S.
- 0232 – Walter Benjamin: Über Literatur, 1969, 205 S.
- 0233 – Alexander Mitscherlich: Die Idee des Friedens und die menschliche Aggressivität – vier Versuche, 1969, 137 S.
- 0234 – Ernst Bloch: Die Kunst, Schiller zu sprechen – und andere literarische Aufsätze, 1969, 161 S.
- 0235 – Marcel Jouhandeau: Pariser Bilder, Deutsch von Friedhelm Kemp, 1969, 127 S.
- 0236 – Theodor W. Adorno: Minima Moralia – Reflexionen aus dem beschädigten Leben, 1969, 338 S.
- 0237 – Andor Endre Gelléri: B. und andere Prosa, Aus d. Ungar. übers. von Barbara Frischmuth, 1969, 189 S.
- 0238 – Wladimir W. Majakowskij: Liebesbriefe an Lilja. Hrsg. u. übertr. von Karl Dedecius, 1969, 150 S., Ill.
- 0239 – Marcel Proust: Briefwechsel mit der Mutter, Ausgew. u. übers. von Helga Rieger, 1970, 161 S.
- 0240 – James Joyce: Giacomo Joyce, hrsg. von Richard Ellmann. Übers. von Klaus Reichert, 1970, 80 S.
- 0241 – Djuna Barnes: Antiphon, 1972, 157 S.
- 0242 – Bertolt Brecht: Politische Schriften, Ausgew. von Werner Hecht, 1978, 178 S.
- 0243 – Thomas Mann: Schriften zur Politik, Ausgew. von Walter Boehlich, 1970, 208 S.
- 0244 – Hermann Hesse: Politische Betrachtungen, Die Auswahl besorgte Siegfried Unseld, 1970, 167 S.
- 0245 – Hermann Broch: Gedanken zur Politik, Ausgew. von Dieter Hildebrandt, 188 S.
- 0246 – Alexander Mitscherlich: Versuch, die Welt besser zu bestehen – fünf Plädoyers in Sachen Psychoanalyse, 1970, 173 S.
- 0247 – Ödön von Horváth, Peter Handke: Geschichten aus dem Wienerwald – Volksstück in drei Teilen mit einer Nacherzählung, 1970, 137 S.
- 0248
- 0249 – Wselwolod Iwanow: Panzerzug 14-69, Aus dem Russ. von Margarete Obermann, 132 S.
- 0250 – Ludwig Wittgenstein: Über Gewißheit, Hrsg. von G. E. M. Anscombe, 1970, 179 S.
- 0251 – Walter Benjamin: Berliner Chronik, Mit einem Nachw. hrsg. von Gershom Scholem, 1970, 133 S.
- 0252 – Hans Kudszus: Jaworte, Neinworte, Aphorismen, 1970, 101 S.
- 0253 – James Joyce: Anna Livia Plurabelle, 1971, 173 S.
- 0254 – Samuel Beckett: Residua – Prosadichtungen in drei Sprachen, Dt. von Elmar Tophoven
- 0255 – Peter Weiss: Trotzki im Exil – Stück in zwei Akten, 1970, 144 S.
- 0256 – Bertolt Brecht: Die Bibel und andere frühe Einakter, 1970,
- 0257 – Charles Baudelaire: Ausgewählte Gedichte, Dt. Übertr. mit einem Vorw. über die Aufgabe des Übers. von Walter Benjamin, 1979, 172 S.
- 0258 – Konrad Bayer: Der Kopf des Vitus Bering, 1970, 76 S.
- 0259 – Lucebert: Wir sind Gesichter – Gedichte und Zeichnungen, Autoris. Übertragung aus d. Niederl., Ausw. u. Nachw. von Ludwig Kunz, 1972, 96 S.
- 0260 – Theodor W. Adorno: Über Walter Benjamin, 1970, 187 S.
- 0261 – Max Frisch: Tagebuch 1946–1949, 1970, 463 S.
- 0262 – Karl Krolow: Nichts weiter als Leben – neue Gedichte mit einem Anhang „Über ein eigenes Gedicht“, 1970, 115 S.
- 0263 – Gershom Scholem: Judaica 2, Hrsg. von Rolf Tiedemann, 1970, 226 S.
- 0264 – Paul Celan: Ausgewählte Gedichte, Auswahl von Klaus Reichert, 1970, 190 S.
- 0265 – Jürgen Habermas: Philosophisch-politische Profile, 1937, 253 S.
- 0266 – Wiesław Brudziński: Die rote Katz, Auf Deutsch aus dem Sack gelassen v. Karl Dedecius, 1980, 147 S., Ill.
- 0267 – Marcel Proust: Eine Liebe von Swann, Dt. von Eva Rechel-Mertens, 1975, 258 S.
- 0268
- 0269 – H. C. Artmann: Von denen Husaren und anderen Seil-Tänzern – alß da sein: Schnapp-Hähner, commentiret und auffgetragen von H. C. Artmann, 1971, 157 S.
- 0270 – Hans Erich Nossack: Dem unbekannten Sieger, 1970, 199 S.
- 0271 – Pierre J. Jouve: Paulina 1880 – Roman, 1970, 220 S.
- 0272 – Thomas Bernhard: Midland in Stilfs – drei Erzählungen, 1971, 116 S., 19 cm
- 0273 – Yasushi Inoue: Der Stierkampf, Aus dem Japan. von Oskar Benl, 1971, 126 S.
- 0274 – Juri Kasakow: Larifari, 1971, 180 S.
- 0275 – Robert Minder: Wozu Literatur? Reden und Essays, 1971, 176 S.
- 0276 – Nelly Sachs: Verzauberung – späte szenische Dichtungen, 1970, 156 S.
- 0277 – Samuel Beckett: Premier amour / Erste Liebe – französisch und deutsch, Dt. Übertr. von Elmar Tophoven, 1971, 137 S.
- 0278 – Gertrude Stein: Erzählen – vier Vorträge, Übertr. v. Ernst Jandl. Einl. v. Thornton Wilder, 1971, 103 S.
- 0279 – Ezra Pound: Wort und Weise „motz el son“, Ausgew. u. deutsch von Eva Hesse, 1971, 175 S.
- 0280 – James Joyce: Briefe an Nora, Aus dem Engl. übers von Kurt Heinrich Hansen und Fritz Senn. Hrsg. u. mit e. Vorw. vers. von Fritz Senn, 1971, 173 S., Ill.
- 0281 – Wolfgang Hildesheimer: Zeiten in Cornwall – mit Zeichnungen des Autors, 1971, 109 S.
- 0282 – Andrej Platonov: Die Baugrube – Dezember 1929 - April 1930, Deutsch v. Aggy Jais, 1971, 167 S.
- 0283 – Jaroslav Hašek: Die Partei des massvollen Fortschritts in den Grenzen der Gesetze, Auswahl, Anmerk. und Nachw. v. Walter Schamschula, 1971, 159 S.
- 0284 – Hans Mayer: Brecht in der Geschichte – drei Versuche, 1971, 250 S.
- 0285 – Ödön von Horváth: Von Spießern, Kleinbürgern und Angestellten, Auswahl und Nachw. von Traugott Krischke, 1971, 168 S.
- 0286 – André Maurois: Auf den Spuren von Marcel Proust, 1971, 365 S.
- 0287 – Bertolt Brecht: Über Klassiker, Ausgew. von Siegfried Unseld, 140 S.
- 0288 – Jiří Kolář: Das sprechende Bild – Poeme-Collagen-Poeme, Mit einem Nachwort von Konrad Balder Schäuffelen. Auswahl und Übers. aus dem Tschech. von Konrad Balder Schäuffelen und Tamara Kafková, 1971, 152 S.
- 0289 – Alfred Döblin: Die beiden Freundinnen und ihr Giftmord, 1971, 96 S.
- 0290 – Alexander Block: Der Sturz des Zarenreichs, 1971, 174 S.
- 0291
- 0292 – Ludwig Hohl: Nächtlicher Weg – Erzählungen, 1971, 107 S.
- 0293 – Djuna Barnes: Nachtgewächs – Roman, 1982, 191 S.
- 0294 – Paul Valéry: Windstriche – Aufzeichnungen und Aphorismen, Aus d. Franz. von Bernhard Böschenstein, 1971, 182 S.
- 0295 – George Bernard Shaw: Die Heilige Johanna – dramatische Chronik in sechs Szenen und einem Epilog, deutsch von Wolfgang Hildesheimer, 1971, 221 S.
- 0296 – Hermann Kasack: Die Stadt hinter dem Strom – Roman, 1971, 437 S.
- 0297 – Peter Weiss: Hölderlin – Stück in zwei Akten, 1971, 180 S.
- 0298 – Henri Michaux: Turbulenz im Unendlichen – die Wirkungen des Meskalins, acht Versuche mit zwölf graphischen Blättern des Autors, Übers. u. Nachw. von Kurt Leonhard, 1971, 252 S., Ill.
- 0299 – Boris Pasternak: Initialen der Leidenschaft – Gedichte, 1971, 99 S.
- 0300 – Hermann Hesse: Mein Glaube, Auswahl und Nachwort von Siegfried Unseld, 1971, 151 S.
- 0301 – Italo Svevo: Ein Mann wird älter, Deutsch von Piero Rismondo, 1971, 263 S.
- 0302 – Siegfried Kracauer: Über die Freundschaft – Essays, 1971, 105 S.
- 0303 – Samuel Beckett: Le dépeupleur – französisch und deutsch, Deutsche Übertr.: Elmar Tophoven, 1972, 133 S.
- 0304
- 0305 – Ramón José Sender: Der König und die Königin – Roman, Dt. von Maria v. Wevell, 1972, 253 S.
- 0306 – Hermann Broch: James Joyce und die Gegenwart – Essay, 1972, 80 S.
- 0307 – Sigmund Freud: Briefe, Ausgew. u. mit e. Vorw. versehen von Margarete Mitscherlich-Nielsen, 1972, 209 S.
- 0308 – Jean Giraudoux: Juliette im Lande der Männer, Dt. Übertr.: Otto F. Best, 1979, 175 S.
- 0309 – George Bernard Shaw: Handbuch des Revolutionärs, Deutsch v. Annemarie u. Heinrich Böll, 1972, 128 S.
- 0310 – Adolf Neuwert Nowaczyński: Der schwarze Kauz – Eulen-Spiegel-Glas-Splitter, aufgelesen u. a. d. Poln. herübergetragen von Karl Dedecius, 1972, 135 S.
- 0311 – Donald Barthelme: City life – Erzählungen, Dt. von Marianne Oellers, 1972, 196 S., Ill.
- 0312 – Günter Eich: Gesammelte Maulwürfe, 1972, 137 S.
- 0313 – James Joyce: Kritische Schriften, 1972, 225 S.
- 0314 – Oscar Wilde: Das Bildnis des Dorian Gray – Roman, Aus d. Engl. von Hedwig Lachmann u. Gustav Landauer, 1972, 285 S.
- 0315 – Tschingis Aitmatow: Dshamilja – Erzählung, Mit e. Vorw. v. Louis Aragon. Aus d. Russ. v. Gisela Drohla, 1972, 123 S.
- 0316 – Ödön von Horváth: Kasimir und Karoline, Hrsg. und mit einem Nachwort versehen von Traugott Krischke, 1972, 179 S.
- 0317 – Thomas Bernhard: Der Ignorant und der Wahnsinnige, 1972, 98 S.
- 0318 – Marthe Bibesco: Begegnung mit Marcel Proust, Aus dem Franz. übertr. von Eva Rechel-Mertens, 1972, 163 S., Ill.
- 0319 – John Millington Synge: Die Aran-Inseln, 1972, 218 S.
- 0320 – George Bernard Shaw: Der Aufstand gegen die Ehe, Autoris. dt. Übers. von Siegfried Trebitsch, 1972, 151 S.
- 0321 – Henry James: Die Tortur, Aus d. Amerikan. von Christian Grote, 1972, 181 S.
- 0322 – Edward Bond: Lear, Dt. von Christian Enzensberger. Mit einem Nachw. des Autors. Nachw. übers. von Jörg Wehmeier, 1972, 137 S.
- 0323 – Ludwig Hohl: Vom Erreichbaren und vom Unerreichbaren, Die Texte wurden für diese Ausg. neu durchgesehen, 1972, 205 S.
- 0324 – Alexander Solschenizyn: Matrjonas Hof – Erzählung, 1972, 101 S.
- 0325 – Jerzy Andrzejewski: Appellation – Roman, Aus d. Poln. v. Peter Lachmann, 1972, 139 S.
- 0326 – Pio Baroja: Shanti Andía, der Ruhelose – Roman, Aus d. Span. von Ina Reiss. Mit e. Nachw. von Hans Hinterhäuser, 1972, 334 S.
- 0327 – Samuel Beckett: Mercier und Camier, Aus dem Franz. von Elmar Tophoven, 1972, 188 S.
- 0328 – Mircea Eliade: Auf der Mântuleasa-Strasse, Aus d. Rumän. von Edith Horowitz-Silbermann, 1972, 166 S.
- 0329 – Hermann Hesse: Kurgast und die «Aufzeichnungen bei einer Kur in Baden», 1972, 131 S.
- 0330 – Peter Szondi: Celan-Studien, Hrsg. von Jean Bollack, 1972, 153 S.
- 0331 – Hans Erich Nossack: Spätestens im November – Roman, 1972, 276 S.
- 0332 – Weniamin Alexandrowitsch Kawerin: Das Ende einer Bande – Erzählung, Aus d. Russ. v. Marianne Wiebe, 1973, 186 S.
- 0333 – Gershom Scholem: Judaica 3. Studien zur jüdischen Mystik, Hrsg. von Rolf Tiedemann, 1973, 272 S.
- 0334 – Ricarda Huch: Michael Bakunin und die Anarchie, 1972, 258 S.
- 0335 – Bertolt Brecht: Svendborger Gedichte, 1973, 117 S.
- 0336 – Francis Ponge: Im Namen der Dinge, Mit e. Nachw. von Jean-Paul Sartre. Aus d. Franz. übers. von Gerd Henninger, 1973, 148 S.
- 0337 – George Bernard Shaw: Ein Wagner-Brevier – Kommentar zum Ring des Nibelungen, Aus d. Engl. von Bruno Vondenhoff, 1973, 197 S.
- 0338 – James Joyce: Stephen der Held, Übers. von Klaus Reichert, 1973, 249 S.
- 0339 – Zbigniew Herbert: Im Vaterland der Mythen – Griechisches Tagebuch, 1973, 218 S.
- 0340
- 0341 – Nathalie Sarraute: Tropismen, Dt. von Max Hölzer, 1972, 64 S.
- 0342 – Hermann Hesse: Stufen – ausgewählte Gedichte, 1972, 239 S.
- 0343 – Rainer Maria Rilke: Die Aufzeichnungen des Malte Laurids Brigge, 1973, 233 S.
- 0344 – Hermann Hesse: Glück – späte Prosa; Betrachtungen, 1973, 143 S.
- 0345 – Peter Huchel: Ausgewählte Gedichte, Auswahl und Nachw. von Peter Wapnewski, 1973, 138 S.
- 0346 – Adolf Portmann: Vom Lebendigen – Versuche zu einer Wissenschaft vom Menschen, 1973, 264 S.
- 0347
- 0348 – Knut Hamsun: Mysterien, Mit e. Nachw. von Henry Miller. Aus d. Norweg. übertr. von J. Sandmeier. Das Nachw. aus d. Amerikan. von Ursula Michels-Wenz, 1973, 341 S.
- 0349
- 0350 – James Joyce: Ein Porträt des Künstlers als junger Mann, Übers. von Klaus Reichert, 1972, 284 S.
- 0351 – Franz Kafka: Die Verwandlung, 1973, 90 S.
- 0352 – Hans-Georg Gadamer: Wer bin Ich und wer bist Du? – ein Kommentar zu Paul Celans Gedichtfolge ›Atemkristall‹, 1973, 134 S.
- 0353 – Hermann Hesse: Eigensinn – autobiographische Schriften, Ausw. u. Nachw. von Siegfried Unseld, 1972, 247 S.
- 0354 – Wladimir Majakovskij: Ich – ein Selbstbildnis, Collagiert u. kommentiert von Karl Dedecius, 1973, 251 S., Ill.
- 0355
- 0356 – Werner Kraft: Spiegelung der Jugend, 1973, 163 S.
- 0357 – Edouard Roditi: Dialoge über Kunst, Aus d. Engl. v. A. E. Leroy, 1973, 229 S.
- 0358 – Miguel Angel Asturias: Legenden aus Guatemala, Illustrationen nach alten indianischen Motiven. Vorw. von Paul Valéry. Deutsch von Fritz Vogelgsang, 1973, 135 S., Ill.
- 0359 – George Bernard Shaw: Der Kaiser von Amerika – eine politische Extravaganz, Dt. von Annemarie Böll, 1973, 177 S.
- 0360 – Bohumil Hrabal: Moritaten und Legenden, Aus dem Tschech. von Franz Peter Künzel, 1973, 156 S.
- 0361 – Ödön von Horváth: Glaube Liebe Hoffnung, Hrsg. und mit einem Nachw. versehen von Traugott Krischke, 1973, 193 S.
- 0362 – Jean Piaget: Weisheit und Illusionen der Philosophie, Aus dem Franz. v. Friedhelm Herborth, 1974, 286 S.
- 0363 – Richard Hughes: Ein Sturmwind auf Jamaika – Roman, Dt. von Annemarie Seidel, 1973, 296 S.
- 0364
- 0365 – Wolfgang Hildesheimer: Tynset, 1973, 268 S.
- 0366 – Stanisław Lem: Robotermärchen, Aus d. Poln. von Irmtraud Zimmermann-Göllheim Hrsg. von Franz Rottensteiner, 1973, 219 S.
- 0367 – Hans Mayer: Goethe – ein Versuch über den Erfolg, 1973, 160 S.
- 0368 – Günter Eich: Gedichte, Ausgew. von Ilse Aichinger, 19738, 140 S.
- 0369 – Hermann Hesse: Iris – ausgewählte Märchen, 1973, 169 S.
- 0370 – Paul Valéry: Eupalinos oder Der Architekt, eingeleitet durch Die Seele und der Tanz, Übertr. von Rainer Maria Rilke, 1973, 183 S.
- 0371 – Paul Ludwig Landsberg: Die Erfahrung des Todes, 1973, 170 S.
- 0372 – Rainer Maria Rilke: Der Brief des jungen Arbeiters – aus den kleinen Schriften 1906–1926, 1974, 111 S.
- 0373 – Albert Camus: Ziel eines Lebens – Essays, Dt. von Guido G. Meister, 1974, 148 S.
- 0374
- 0375 – Marieluise Fleißer: Ein Pfund Orangen und neun andere Geschichten, 1974, 138 S.
- 0376 – Thomas Bernhard: Die Jagdgesellschaft, 1974, 112 S.
- 0377 – Bruno Schulz: Die Zimtläden, 1974, 265 S.
- 0378 – Roland Barthes: Die Lust am Text, Aus d. Franz. von Traugott König, 1974, 98 S.
- 0379 – Joachim Ritter: Subjektivität – sechs Aufsätze, 1974, 191 S.
- 0380 – Sylvia Plath: Ariel – Gedichte, Dt. von Erich Fried, 1974, 176 S.
- 0381 – Stephan Hermlin: Der Leutnant Yorck von Wartenburg – Erzählungen, 1974, 115 S.
- 0382 – Erhart Kästner: Zeltbuch von Tumilat, 1974, 248 S.
- 0383 – Yasunari Kawabata: Träume im Kristall – Erzählungen, Aus d. Japan. u. mit e. Nachw. von Siegfried Schaarschmidt, 1974, 162 S.
- 0384 – Zbigniew Herbert: Inschrift – Gedichte, 1973, 184 S.
- 0385 – Hermann Broch: Hofmannsthal und seine Zeit – eine Studie, 1974, 145 S.
- 0386 – Joseph Conrad: Jugend – ein Bericht, Dt. von Fritz Lorch, 1973, 92 S.
- 0387 – Karl Kraus: Nestroy und die Nachwelt, Mit e. Nachwort von Hans Mayer, 1975, 216 S.
- 0388 – Ernst Bloch: Erbschaft dieser Zeit, 1973, 415 S.
- 0389 – Thomas Mann: Leiden und Größe der Meister, 1974, 223 S.
- 0390 – Viktor B. Šklovskij: Sentimentale Reise, Aus dem Russ. von Ruth-Elisabeth Riedt, 1974, 385 S.
- 0391 – Max Horkheimer: Die gesellschaftliche Funktion der Philosophie – ausgewählte Essays, 1974, 298 S.
- 0392 – Heinrich Mann: Die kleine Stadt – Roman, 1974, 441 S.
- 0393 – Wolfgang Koeppen: Tauben im Gras – Roman, 1974, 209 S.
- 0394 – Cesare Pavese: Das Handwerk des Lebens – Tagebuch 1935–1950, 1974, 389 S.
- 0395 – Theodor W. Adorno: Noten zur Literatur, 1974, 159 S.
- 0396 – Kenzaburo Oe: Der Tag, an dem Er selbst mir die Tränen abgewischt – Roman, Aus dem Japan. übers. und mit einem Nachw. versehen von Siegfried Schaarschmidt, 1995, 161 S.
- 0397 – Ferruccio Busoni: Entwurf einer neuen Ästhetik der Tonkunst, Mit Anm. von Arnold Schoenberg u. e. Nachw. von H. H. Stuckenschmidt, 1974, 85 S., Notenbeisp.
- 0398 – Ernst Bloch: Zur Philosophie der Musik, 1974, 333 S.
- 0399 – Oscar Wilde: Die romantische Renaissance – zwei kleine Schriften und ein Epilog, Übertr. u. mit e. Vorw. vers. von Franz Blei, 1974, 70 S.
- 0400 – Marcel Proust: Tage des Lesens – drei Essays, Deutsch von Helmut Scheffel, 1974, 134 S.
- 0401
- 0402 – Paul Nizan: Das Leben des Antoine B. – Roman, Dt. von Gerda Scheffel, 1974, 260 S.
- 0403 – Hermann Heimpel: Die halbe Violine – eine Jugend in der Haupt- und Residenzstadt München, 1974, 302 S.
- 0404 – Octavio Paz: Das Labyrinth der Einsamkeit – Essay, 1974, 220 S.
- 0405 – Stanisław Lem: Das hohe Schloß, Dt. von Caesar Rymarowicz, 1974, 161 S.
- 0406 – André Breton: Nadja, aus d. Franz. u. mit einem Nachwort v. Max Hölzer, 1974, 130 S.
- 0407 – Walter Benjamin: Denkbilder, 1974, 138 S.
- 0408 – Mircea Eliade: Die Sehnsucht nach dem Ursprung – von den Quellen der Humanität, Aus d. Amerikan. von Hella Bronold, 1976, 249 S.
- 0409 – Rainer Maria Rilke: Über Dichtung und Kunst. Hrsg. Hartmut Engelhardt, 1974, 320 S.
- 0410 – Ödön von Horváth: Italienische Nacht, Edition und Nachw. von Traugott Krischke, 1974, 187 S.
- 0411 – Jorge Guillén: Ausgewählte Gedichte, Auswahl, Uebers. und Nachw. von Hildegard Baumgart, 1974, 128 S.
- 0412 – Paul Celan: Gedichte 1. Mohn und Gedächtnis. Von Schwelle zu Schwelle. Sprachgitter. Die Niemandsrose, 1975, 301 S.
- 0413 – Paul Celan: Gedichte 2. Atemwende. Fadensonnen. Lichtzwang. Schneepart, 1975, 445 S.
- 0414 – Rainer Maria Rilke: Das Testament, hg. u. mit einem Nachwort von Ernst Zinn, 1973, 75 S.
- 0415 – Thomas Bernhard: Die Macht der Gewohnheit – Komödie, 1974, 145 S.
- 0416 – Zbigniew Herbert: Herr Cogito – Gedichte, Ed., Übers. u. Nachw. von Karl Dedecius, 1974, 130 S.
- 0417 – Wolfgang Hildesheimer: Hauskauf – Hörspiel, 1974, 82 S.
- 0418 – James Joyce: Dubliner, Dt. von Dieter E. Zimmer, 1974, 228 S.
- 0419 – Carl Einstein: Bebuquin oder die Dilettanten des Wunders, Nachw. von Ewald Wasmuth, 1974, 94 S.
- 0420 – Georg Trakl: Gedichte, 1974, 159 S.
- 0421 – Günter Eich: Katharina – Erzählungen, 1974, 98 S.
- 0422 – Alejo Carpentier: Das Reich von dieser Welt, Dt. von Doris Deinhard, 1974, 119 S.
- 0423 – Albert Camus: Jonas oder der Künstler bei der Arbeit, Dt. von Guido G. Meister, 1974, 83 S.
- 0424 – Jesse Thoor: Gedichte, Hrsg. u. mit e. Nachw. von Peter Hamm, 1975, 107 S.
- 0425 – T. S. Eliot: Das wüste Land, Übersetzt von Ernst Robert Curtius; mit einem Vorwort von Hans Egon Holthusen, 1975, 95 S.
- 0426 – Carlo E. Gadda: Die Erkenntnis des Schmerzes – Roman, 1975, 202 S.
- 0427 – Michel Leiris: Mannesalter, Dt. von Kurt Leonhard, 1975, 216 S.
- 0428 – Hermann Lenz: Der Kutscher und der Wappenmaler – Roman, 1975, 176 S.
- 0429 – Mircea Eliade: Das Mädchen Maitreyi – Roman, Dt. von Edith Silbermann, 1975, 205 S.
- 0430 – Ramón del Valle-Inclán: Tyrann Banderas – Roman, Dt. von Anton M. Rothbauer, 1975, 276 S.
- 0431 – Raymond Queneau: Zazie in der Metro, Dt. von Eugen Helmlé, 1975, 191 S.
- 0432
- 0433 – William Butler Yeats: Die geheime Rose – Erzählungen, Dt. von Susanne Schaup u. Ernst E. Stein nach der Übers. von Herbert E. Herlitschka, 1975, 96 S.
- 0434 – Juan Rulfo: Pedro Páramo – Roman, Autorisierte Übers. aus dem Span. von Mariana Frenk, 1975, 133 S.
- 0435 – André Breton: L’ amour fou, Dt. von Friedhelm Kemp, 1975, 147 S., Ill.
- 0436 – Marie Luise Kaschnitz: Gedichte, ausgewählt von Peter Huchel, 1975, 146 S.
- 0437 – Jerzy Szaniawski: Der weiße Rabe – Professor Tutkas Geschichten, Eingel., übers. und hrsg. von Karl Dedecius. Mit 14 Zeichnungen von Daniel Mróz, 1975, 139 S., Ill.
- 0438 – Ludwig Hohl: Nuancen und Details, 1975, 140 S.
- 0439 – Mario Vargas Llosa: Die kleinen Hunde – Erzählung, Dt. von Wolfgang Alexander Luchting. Mit einem Nachw. von José Miguel Oviedo. Dt. Übers. des Nachw. von Mechtild Strausfeld, 1975, 93 S.
- 0440 – Thomas Bernhard: Der Präsident, 1975, 163 S.
- 0441 – Hermann Hesse / Thomas Mann: Briefwechsel. Hrsg. von Anni Carlsson, erw. von Volker Michels, 1975, 314 S.
- 0442 – Hugo Ball: Flametti oder vom Dandysmus der Armen – Roman, 1975, 182 S.
- 0443 – Adolfo Bioy-Casares: Morels Erfindung – Roman, Mit e. Nachw. von Jorge Luis Borges. Aus d. Span. übers. von Karl August Horst, 1975, 178 S.
- 0444 – Hermann Hesse: Wanderung – Aufzeichnungen, Mit farb. Bildern vom Verfasser, 1975, 129 S., Ill.
- 0445 – Ödön von Horváth: Don Juan kommt aus dem Krieg, 1975, 193 S.
- 0446 – Flann O’Brien: Der dritte Polizist – Roman, Dt. von Harry Rowohlt, 1975, 259 S.
- 0447 – Giuseppe Tomasi di Lampedusa: Der Leopard – Roman, Aus d. Ital. von Charlotte Birnbaum, 1975, 264 S.
- 0448 – Robert Musil: Die Verwirrungen des Zöglings Törleß, 1975, 185 S.
- 0449 – Elias Canetti: Der Überlebende, 1975, 92 S.
- 0450 – Robert Walser: Geschwister Tanner, 1975, 332 S.
- 0451 – Alfred Döblin: Berlin Alexanderplatz – die Geschichte vom Franz Biberkopf, 1975, 527 S.
- 0452 – Gertrude Stein: Paris, Frankreich – persönliche Erinnerungen, Berecht. Übertr. von Marie-Anne Stiebel, 1975, 117 S.
- 0453 – Johannes R. Becher: Gedichte, Ausgew. und mit einem Nachw. von Hans Mayer, 1975, 143 S.
- 0454 – Federico García Lorca: Bluthochzeit. Yerma, aus d. Span. v. Enrique Beck 1975, 125 S.
- 0455 – Ilja Ehrenburg: Die ungewöhnlichen Abenteuer des Julio Jurenito und seiner Jünger – in den Tagen des Friedens, des Krieges und der Revolution in…, Aus d. Russ. von Alexander Eliasberg, 1976, 297 S.
- 0456 – Boris L. Pasternak: Die Geschichte einer Kontra-Oktave, 1975, 81 S.
- 0457 – Juan Carlos Onetti: Die Werft – Roman, Aus dem Spanischen u. mit einem Nachw. von Curt Meyer-Clason, 1976, 227 S.
- 0458 – Anna Seghers: Die schönsten Sagen vom Räuber Woynok – Sagen und Legenden, 1975, 105 S.
- 0459 – Harry Levin: James Joyce, eine kritische Einführung, 1977, 281 S.
- 0460
- 0461
- 0462
- 0463
- 0464 – Franz Kafka: Der Heizer, Mit einem Nachw. von Benno von Wiese, 1975, 84 S.
- 0465 – Wolfgang Hildesheimer: Masante, 1975, 376 S.
- 0466 – Evelyn Waugh: Wiedersehen mit Brideshead – die heiligen und profanen Erinnerungen des Hauptmanns Charles Ryder; Roman, Ins Dt. übertr. von Franz Fein, 1975, 427 S.
- 0467 – Gershom Scholem: Walter Benjamin, die Geschichte einer Freundschaft, 1975, 299 S.
- 0468 – Rainer Maria Rilke: Duineser Elegien – mit einem Essay von Peter Szondi, 1975, 85 S.
- 0469 – Hugo von Hofmannsthal / Rainer Maria Rilke: Briefwechsel – 1899–1925. Hrsg. von Rudolf Hirsch u. Ingeborg Schnack, 1978, 280 S., 8 Ill.
- 0470 – Alain: Die Pflicht, glücklich zu sein, Aus dem Franz. übertr. von Albrecht Fabri, 1975, 232 S.
- 0471 – Wolfgang Schadewaldt: Der Gott von Delphi und die Humanitätsidee, 1975, 153 S.
- 0472 – Hermann Hesse: Legenden, 1975, 183 S.
- 0473 – H. C. Artmann: Gedichte über die Liebe und über die Lasterhaftigkeit, ausgew. v. Elisabeth Borchers, 1975, 190 S.
- 0474 – Paul Valéry: Zur Theorie der Dichtkunst – Aufsätze und Vorträge, dt. von Kurt Leonhard, 1975, 236 S.
- 0475
- 0476 – Erhart Kästner: Aufstand der Dinge – byzantinische Aufzeichnungen, 1976, 354 S.
- 0477 – Stanislaw Lem: Der futurologische Kongreß – aus Ijon Tichys Erinnerungen, Aus d. Poln. von Irmtraud Zimmermann-Göllheim, 1975, 165 S.
- 0478 – Theodor Haecker: Tag- und Nachtbücher – 1939–1945, 1975, 266 S.
- 0479 – Peter Szondi: Satz und Gegensatz. Sechs Essays, 1976, 102 S.
- 0480 – Tania Blixen: Babettes Gastmahl, 1976, 77 S.
- 0481 – Friedo Lampe: Septembergewitter, 1976, 114 S.
- 0482 – Heinrich Zimmer: Kunstform und Yoga im indischen Kultbild, Hrsg. von Friedrich Wilhelm, 1976, 287 S., Ill.
- 0483 – Hermann Hesse: Musik – Betrachtungen, Gedichte, Rezensionen und Briefe, Mit einem Essay von Hermann Kasack, 1976, 273 S. (1993 als Nr. 1142)
- 0484
- 0485 – Paul Celan: Der Meridian und andere Prosa, 1988, 71 S.
- 0486 – Marie Luise Kaschnitz: Orte – Aufzeichnungen, 1976, 244 S.
- 0487 – Hans-Georg Gadamer: Vernunft im Zeitalter der Wissenschaft – Aufsätze, 1976, 149 S.
- 0488 – Yukio Mishima: Nach dem Bankett – Roman, 1976, 220 S.
- 0489 – Thomas Bernhard: Amras, 1976, 98 S.
- 0490 – Robert Walser: Der Gehülfe, 1976, 313 S.
- 0491 – Patricia Highsmith: Als die Flotte im Hafen lag – ausgewählte Erzählungen, Aus dem Amerikan. von Anne Ude, 1976, 163 S.
- 0492 – Julien Green: Der Geisterseher – Roman, Mit e. Nachw. von Hermann Hesse u.e. Essay von Walter Benjamin. Aus d. Franz. übers. von Franz Hessel, 1976, 262 S.
- 0493 – Stefan Zweig: Die Monotonisierung der Welt – Aufsätze und Vorträge, Ausgewählt und mit einem Nachwort von Volker Michels, 1976, 254 S.
- 0494 – Samuel Beckett: That Time, 1976, 81 S.
- 0495 – Thomas Bernhard: Die Berühmten, 1976, 130 S.
- 0496 – Günter Eich: Marionettenspiele, 1976, 92 S.
- 0497 – August Strindberg: Am offenen Meer, Mit einem Nachwort von Olof Lagercrantz. Aus dem Schwedischen übers. von Tabitha von Bonin. Das Nachw. aus dem Schwed. von Helene Ritzerfeld, 1976, 252 S.
- 0498 – Joseph Roth: Die Legende vom heiligen Trinker, 1976, 71 S.
- 0499 – Hermann Lenz: Dame und Scharfrichter – Erzählung, 1976, 133 S.
- 0500 – Wolfgang Koeppen: Jugend, 1976, 146 S.
- 0501 – Andrej Belyj: Petersburg – Roman, 1976, 443 S.
- 0502
- 0503 – Julio Cortázar: Geschichten der Cronopien und Famen, 1977, 156 S.
- 0504 – Juan Rulfo: Der Llano in Flammen – Erzählungen, 1976, 159 S.
- 0505 – Carlos Fuentes: Zwei Novellen, 1976, 159 S.
- 0506 – Augusto Roa Bastos: Menschensohn – Roman, 1976, 359 S.
- 0507 – André Pieyre de Mandiargues: Schwelende Glut – Erzählungen, Aus d. Franz. übers. von Ernst Sander, 1988, 148 S.
- 0508 – Alejo Carpentier: Barockkonzert – Novelle, Aus d. Span. von Anneliese Botond, 1976, 111 S., Ill.
- 0509 – Elisabeth Borchers: Gedichte, Ausgewählt von Jürgen Becker, 1976, 109 S.
- 0510 – Jurek Becker: Jakob der Lügner – Roman, 1969, 283 S.
- 0511 – Donald Barthelme: Der tote Vater – Roman, Aus d. Amerikan. übers. von Marianne Frisch u. Martin Kluger, 1989, 225 S.
- 0512 – James Joyce: Die Toten / The Dead, Dt. Übertr. von Dieter E. Zimmer. Mit Nachw. von Richard Ellmann u. Eberhard Späth, 1976, 169 S.
- 0513 – August Strindberg: Fräulein Julie – ein naturalistisches Trauerspiel, Deutsche Übertr. und Nachw. von Peter Weiss, 1976, 87 S.
- 0514 – Sigmund Freud: Eine Kindheitserinnerung des Leonardo da Vinci, 1976, 110 S.
- 0515 – Robert Walser: Jakob von Gunten. Ein Tagebuch, 1976, 164 S.
- 0516 – Wolfgang Hildesheimer: Vergebliche Aufzeichnungen, Mit 8 Rastercollagen d. Autors, 1989, 66 S., 8 Ill.
- 0517 – Luigi Pirandello: Mattia Pascal – Roman, 1976, 268 S.
- 0518 – Michel Butor: Fenster auf die innere Passage – französisch und deutsch, Übers. von Helmut Scheffel, 1988, 176 S.
- 0519 – Rainer M. Rilke: Gedichte an die Nacht, Hrsg. Anthony Stephens, 1976, 96 S.
- 0520 – Else Lasker-Schüler: Mein Herz – ein Liebesroman mit Bildern und wirklich lebenden Menschen, Mit Zeichn. d. Autorin aus d. Ausg. von 1912, 1976, 164 S., Ill.
- 0521 – Marcel Schwob: Der Roman der zweiundzwanzig Lebensläufe, 1976, 136 S.
- 0522 – Mircea Eliade: Die Pelerine – Erzählung, Dt. von Edith Silbermann, 1976, 95 S.
- 0523 – Hans E. Nossack: Der Untergang, 1976, 81 S.
- 0524 – Jerzy Andrzejewski: Jetzt kommt über dich das Ende – Erzählung, Aus d. Poln. von Peter Lachmann, 1977, 113 S.
- 0525 – Günter Eich: Aus dem Chinesischen, 1976, 160 S.
- 0526 – Gustaf Gründgens: Wirklichkeit des Theaters, 1982,
- 0527 – Martin Walser: Ehen in Philippsburg – Roman, 1977, 343 S.
- 0528 – René Schickele: Die Flaschenpost – Roman, 1976, 168 S.
- 0529 – Flann O’Brien: Das Barmen – eine arge Geschichte vom harten Leben, 1977, 162 S., Ill.
- 0530 – Octavio Paz: Der sprachgelehrte Affe, Aus dem Span. von Anselm Maler und Maria Antonia Alonso-Maler, 1982, 131 S., Ill.
- 0531
- 0532
- 0533 – Wolfgang Hildesheimer: Biosphärenklänge – ein Hörspiel, 1977, 75 S.
- 0534 – Ingeborg Bachmann: Malina – Roman, 1971, 355 S.
- 0535 – Ludwig Wittgenstein: Vermischte Bemerkungen – eine Auswahl aus dem Nachlaß, hrsg. von Georg Henrik von Wright, 1977, 167 S.
- 0536 – Zbigniew Herbert: Ein Barbar in einem Garten, Die ersten 7 Kap. sind aus d. Poln. übers. von Walter Tiel, d. folgenden 6 Kap. von Klaus Staemmler, 1977, 321 S.
- 0537 – Rainer Maria Rilke: Ewald Tragy, 1977, 94 S.
- 0538 – Robert Walser: Die Rose, 1977, 111 S.
- 0539 – Malcolm Lowry: Die letzte Adresse, Deutsch u. mit einem Nachw. von Martin Kluger, 1977, 116 S.
- 0540 – Boris Vian: Die Gischt der Tage – Roman, Ins Deutsche übertr. von Antje Pehnt, 1977, 229 S.
- 0541 – Hermann Hesse: Josef Knechts Lebensläufe, 1977, 431 S.
- 0542 – Hermann Hesse: Magie des Buches – Betrachtungen, 1977, 132 S.
- 0543 – Hermann Lenz: Spiegelhütte, 1977, 245 S.
- 0544 – Federico García Lorca: Gedichte, Ausgew. u. übertr. von Enrique Beck, 1981, 139 S.
- 0545 – Ricarda Huch: Der letzte Sommer – eine Erzählung in Briefen, 1977, 121 S.
- 0546 – Wilhelm Lehmann: Gedichte, 1977, 145 S.
- 0547 – Walter Benjamin: Deutsche Menschen – eine Folge von Briefen, Ausw. u. Einl. von Walter Benjamin, 1977,
- 0548 – Bohumil Hrabal: Tanzstunden für Erwachsene und Fortgeschrittene, Autoris. Übers. aus dem Tschech. von Franz Peter Künzel, 1977, 88 S.
- 0549 – Nelly Sachs: Gedichte, Hrsg., Nachw. Hilde Domin, 1977, 138 S.
- 0550 – Ernst Penzoldt: Kleiner Erdenwurm – romantische Erzählung, 1977, 230 S.
- 0551 – Octavio Paz: Gedichte, Übertr. und Nachw. von Fritz Vogelgsang, 1980, 319 S.
- 0552 – Luigi Pirandello: Einer, Keiner, Hunderttausend – Roman, 1977, 236 S.
- 0553 – August Strindberg: Ein Traumspiel, 1977, 103 S.
- 0554 – Carl Seelig: Wanderungen mit Robert Walser, 1977, 186 S.
- 0555 – Gershom Scholem: Von Berlin nach Jerusalem – Jugenderinnerungen, 1977, 220 S., Ill.
- 0556 – Thomas Bernhard: Immanuel Kant – Komödie, 1978, 132 S.
- 0557 – Ludwig Hohl: Varia, 1977, 141 S.
- 0558 – Bohumil Hrabal: Die Schur – Erzählung, Aus dem Tschech. von Franz Peter Künzel, 1983, 157 S.
- 0559 – Raymond Roussel: Locus Solus, 1977, 300 S.
- 0560 – Jean Gebser: Rilke und Spanien, 1977, 111 S.
- 0561 – Stanisław Lem: Die Maske; Herr F. – Zwei Erzählungen, Aus d. Poln. von Klaus Staemler,
- 0562 – Raymond Chandler: Straßenbekanntschaft Noon Street – ausgewählte Detektivgeschichten und der Essay "Die simple Kunst des Mordes, Dt. Übertr. von Hans Wollschläger, 279 S.
- 0563 – Konstantin Paustowskij: Erzaehlungen vom Leben, Auswahl, Übersetzung und Nachwort von Wolfgang Kasack, 1978, 185 S.
- 0564 – Rudolf Kassner: Zahl und Gesicht – nebst einer Einleitung „Der Umriss einer universalen Physiognomik“, Mit e. Nachw. von Ernst Zinn, 1979, 251 S.
- 0565 – Hugo von Hofmannsthal: Das Salzburger grosse Welttheater, 1977, 78 S.
- 0566
- 0567 – Siegfried Kracauer: Georg, 1977, 326 S.
- 0568 – Valery Larbaud: Glückliche Liebende …, Übertr. und Nachw. von Nino Erné, 267 S.
- 0569
- 0570 – Graciliano Ramos: Angst – Roman, Aus dem Brasilian. von Willy Keller, 1978, 290 S.
- 0571 – Karl Kraus: Ueber die Sprache – Glossen, Aphorismen und Gedichte, Auswahl u. Nachw. v. Heinrich Fischer, 1982, 89 S.
- 0572 – Rudolf Alexander Schröder: Ausgewählte Gedichte, Hrsg. Hans E. Holthusen, 1978, 120 S.
- 0573 – Hans Carossa: Rumänisches Tagebuch, 1978, 155 S.
- 0574 – Marcel Proust: Combray, Dt. von Eva Rechel-Mertens, 1977, 248 S.
- 0575 – Theodor W. Adorno: Berg – der Meister des kleinen Übergangs, 1977, 177 S., Notenbeisp.
- 0576 – Vladislav Vančura: Der Baecker Jan Marhoul, 1978, 165 S.
- 0577 – Mircea Eliade: Die drei Grazien, Deutsche Übertr. von Edith Silbermann, 101 S.
- 0578 – Georg Kaiser: Villa Aurea – Roman, 1977, 195 S.
- 0579 – Gertrude Stein: Zarte Knöpfe, Dt. Übers. v. Marie-Anne Stiebel, 1979, 101 S.
- 0580 – Elias Canetti: Aufzeichnungen 1942–1972, 1978, 248 S.
- 0581 – Max Frisch: Montauk – eine Erzählung, 1975, 206 S.
- 0582 – Samuel Beckett: Um abermals zu enden und anderes Durchgefallenes – Prosadichtungen in drei Sprachen, Dt. Übertr. von Elmar Tophoven. Engl. u. franz. Übertr. von Samuel Beckett, 1978, 143 S.
- 0583 – Mao Tse-tung: 39 Gedichte, Übersetzt und mit einem politisch-literarischen Essay erl. von Joachim Schickel, 202 S.
- 0584 – Ernst Kreuder: Die Gesellschaft vom Dachboden – Erzählung, 1978, 203 S.
- 0585 – Peter Weiss: Der Schatten des Körpers des Kutschers, 1978, 91 S., Ill.
- 0586 – Herman Bang: Das weisse Haus, Aus d. Dän. von Walter Boehlich, 1978, 129 S.
- 0587 – Herman Bang: Das graue Haus, Aus d. Dän. u. mit e. Nachw. von Walter Boehlich, 1978, 182 S.
- 0588 – Hermann Broch: Menschenrecht und Demokratie – politische Schriften, Hrsg. u. eingel. von Paul Michael Lützeler, 1978, 285 S.
- 0589 – D. H. Lawrence: Auferstehungsgeschichte – Erzählung, Übertr. aus dem Engl. und Nachw. von Helmut Viebrock, 1978, 92 S.
- 0590 – Flann O’Brien: Zwei Vögel beim Schwimmen, Dt. von Lore Fiedler, 1978, 283 S.
- 0591 – André Gide: Die Rückkehr des verlorenen Sohnes, Übertr. von Rainer Maria Rilke, 1989, 63 S.
- 0592 – Jean Gebser: Lorca oder das Reich der Mütter – Erinnerungen an Federico García Lorca, Mit 13 Zeichn. d. Dichters, 1978, 75 S., Ill.
- 0593 – Robert Walser: Der Spaziergang, 1978, 85 S.
- 0594 – Natalia Ginzburg: Caro Michele – der Roman einer Familie, Aus d. Ital. von Arianna Giachi, 1978, 192 S.
- 0595 – Rachel de Queiroz: Das Jahr 15 – Roman, Aus dem Brasilian. von Ingrid Schwamborn, 1978, 163 S.
- 0596 – Hans Carossa: Ausgewählte Gedichte, Ausw. u. Nachw. von Emil Staiger, 1978, 91 S.
- ohne – Poesie. Aus den Gedichtbüchern der Bibliothek Suhrkamp. Vorbemerkung von Siegfried Unseld, 1979, 184 S.
- 0597 – Mircea Eliade: Der Hundertjaehrige – Roman, Ins Dt. übertr. von Edith Silbermann, 1979, 158 S.
- 0598 – Gertrude Stein: Kriege, die ich gesehen habe, Aus dem Amerikan. von Marie-Anne Stiebel, 1984, 313 S.
- 0599 – Hans Mayer: Doktor Faust und Don Juan, 1979, 159 S.
- 0600 – Thomas Bernhard: Ja, 1978, 148 S.
- 0601 – Marcel Proust: Der Gleichgültige – Erzählung in zwei Sprachen, In d. Übers. von Elisabeth Borchers, 1979, 99 S.
- 0602 – Hans Magnus Enzensberger: Mausoleum – siebenunddreissig Balladen aus der Geschichte des Fortschritts, 1978, 127 S.
- 0603 – Stanisław Lem: Golem XIV und andere Prosa, Autor. Übers. aus d. Poln. von Klaus Staemmler, 1978, 193 S.
- 0604 – Max Frisch: Der Traum des Apothekers von Locarno – Erzählungen aus dem Tagebuch 1966–1971, 1978, 91 S.
- 0605 – Ludwig Hohl: Vom Arbeiten; Bild, 1978, 143 S.
- 0606 – Herman Bang: Exzentrische Existenzen, 1978, 170 S.
- 0607 – Guillaume Apollinaire: Bestiarium oder das Gefolge des Orpheus, Mit Holzschn. von Raoul Dufy. Ins Dt. übertr. von Karl Krolow, 1978, 77 S., Ill.
- 0608 – Hermann Hesse: Klingsors letzter Sommer – Erzählung mit Bildern vom Verfasser, 1978, 139 S.
- 0609 – René Schickele: Die Witwe Bosca – Roman, 1978, 296 S.
- 0610 – Machado de Assis: Der Irrenarzt – Erzählung, Übers. aus d. Brasilian. u. Nachw. von Curt Meyer-Clason, 1978, 120 S.
- 0611 – Wladimir Tendrjakow: Die Nacht nach der Entlassung, Aus d. Russ. v. Heddy Pross-Weerth, 1978, 152 S.
- 0612 – Peter Handke: Die Angst des Tormanns beim Elfmeter – Erzählung, 1978, 127 S.
- 0613 – André Gide: Die Aufzeichnungen und Gedichte des André Walter, Mit e. Nachw. von Hans J. Kesting, 1979, 228 S.
- 0614 – Bernhard Guttmann: Das alte Ohr, 1979, 328 S.
- 0615 – Jan Józef Szczepański: Die Insel, Aus d. Poln. übers. von Klaus Staemmler, 1988, 349 S.
- 0616 – Ludwig Wittgenstein: Bemerkungen über die Farben, Hrsg. v. G. E. M. Anscombe, 1979, 128 S., 19 cm
- 0617 – Paul Nizon: Stolz – Roman, 1978, 191 S.
- 0618 – Alexander Lernet-Holenia: Die Auferstehung des Maltravers – Roman, 1979, 262 S.
- 0619 – Jean Tardieu: Mein imaginäres Museum, Aus d. Franz. übers. von Gerhard M. Neumann u. Werner Spies. Mit e. Nachw. vers. von Werner Spies, 1979, 91 S.
- 0620 – Arno Holz; Johannes Schlaf: Papa Hamlet, 1979, 171 S.
- 0621 – Hans Erich Nossack: Vier Etueden, 1979, 83 S.
- 0622 – Reinhold Schneider: Las Casas vor Karl V. – Szenen aus der Konquistadorenzeit, 1979, 155 S.
- 0623 – Flann O’Brien: Aus Dalkeys Archiven – Roman, Aus d. Engl. von Harry Rowohlt, 1982, 282 S.
- 0624 – Ludwig Hohl: Bergfahrt, 1978, 97 S.
- 0625 – Hermann Lenz: Das doppelte Gesicht – drei Erzählungen, 1978, 300 S.
- 0626 – Hugo von Hofmannsthal: Buch der Freunde, 1985, 101 S.
- 0627 – Vladimir Nabokov: Lushins Verteidigung – Roman, Aus d. Russ. v. Dietmar Schulte, 1979, 283 S.
- 0628 – Donald Barthelme: Komm wieder Dr. Caligari, Dt. von Hans Wollschläger, 1979, 195 S.
- 0629 – Louis Aragon: Libertinage, die Ausschweifung, Aus dem Franz. von Lydia Babilas, 225 S.
- 0630 – Ödön von Horváth: Sechsunddreissig Stunden – die Geschichte vom Fräulein Pollinger. Roman, Ed. und Nachw. von Traugott Krischke, 1979, 163 S.
- 0631 – George Bernard Shaw: Sozialismus fuer Millionaere – drei Essays, 1979, 166 S.
- 0632 – Meinrad Inglin: Werner Amberg – die Geschichte seiner Jugend; Roman, Mit einem Nachw. von Beatrice von Matt, 1979, 297 S.
- 0633 – Lloyd DeMause: Über die Geschichte der Kindheit, Aus dem Engl. übertr. von R. und R. Wiggershaus, 1979, 151 S., Ill.
- 0634 – Rainer M. Rilke: Die Sonette an Orpheus, 1979, 82 S.
- 0635 – Aldous Huxley: Das Lächeln der Gioconda; Jung-Archimedes – Zwei Novellen, Aus d. Engl. übertr. von Herberth E. Herlitschka, 1979, 113 S.
- 0636 – François Mauriac: Die Tat der Thérèse Desqueyroux – Roman, 1985, 145 S.
- 0637 – Wolf von Niebelschütz: Über Dichtung, 1979, 223 S.
- 0638 – Henry de Montherlant: Die kleine Infantin, Aus d. Franz. von Gerhard Heller,
- 0639 – Yasushi Inoue: Eroberungszüge – Gedichte, Mit e. Vorw. von Yasushi Inoue. Ausgew., aus d. Japan. übertr. u. mit e. Nachw. versehen von Siegfried Schaarschmidt, 1979, 110 S., Ill.
- 0640 – August Strindberg: Das rote Zimmer – Schilderungen aus den Leben der Künstler und Schriftsteller, Aus dem Schwed. übertr. von Hilde Rubinstein, 1979, 334 S.
- 0641 – Ernst Simon: Entscheidung zum Judentum – Essays und Vorträge, 1980, 402 S.
- 0642 – Albert Ehrenstein: Briefe an Gott, Hrsg. u. mit einem Nachw. vers. von Jörg Drews, 1979, 123 S.
- 0643 – E. M. Cioran: Über das reaktionäre Denken – zwei Essays, 1980, 114 S.
- 0644 – Julien Green: Jugend, Aus d. Franz. von Rein A. Zondergeld, 1980, 267 S.
- 0645 – Marie Luise Kaschnitz: Beschreibung eines Dorfes, 1979, 105 S., Ill.
- 0646 – Thomas Bernhard: Der Weltverbesserer, 1979, 117 S.
- 0647 – Wolfgang Hildesheimer: Exerzitien mit Papst Johannes – vergebliche Aufzeichnungen, 1979, 139 S.
- 0648 – Volker Braun: Unvollendete Geschichte, 1979, 97 S.
- 0649 – Hans Carossa: Ein Tag im Spätsommer 1947 – Erzählung, 1979, 105 S.
- 0650 – Jean Paul Sartre: Die Wörter, Übers. u. mit e. Nachbemerkung vers. von Hans Mayer, 1980, 205 S.
- 0651 – Regina Ullmann: Ausgewählte Erzählungen, Hrsg. u. mit e. Nachw. versehen v. Friedhelm Kemp, 1979, 202 S.
- 0652 – Stéphane Mallarmé: Eines Faunen Nachmittag, Dt. Nachdichtung u. Nachw. von Edwin Maria Landau. 5 Radierungen u. Frontispiz von Maurice Barraud, 1979, 54 S., 6 Ill.
- 0653 – Flann O’Brien: Das harte Leben – Roman, Aus d. Irischen uebertr. von Annemarie u. Heinrich Boell, 1979, 162 S.
- 0654 – Valery Larbaud: Fermina Márquez – Roman, Übertr. u. Nachw. von Nino Erné, 1979, 157 S.
- 0655 – Robert Walser: Geschichten, 1979, 155 S.
- 0656 – Max Kommerell: Der Lampenschirm aus den drei Taschentuechern – eine Erzählung von gestern, 1979, 280 S.
- 0657 – Samuel Beckett: Bruchstücke, Deutsche Übertragung von Erika Tophoven, 1980, 82 S.
- 0658 – Carl Spitteler: Imago, 1979, 184 S.
- 0659 – Wolfgang Koeppen: Das Treibhaus, 1980, 212 S.
- 0660 – Ernst Weiss: Franziska – Roman, 1979, 230 S.
- 0661 – Grigol Robakidse: Kaukasische Novellen, Mit e. Vorw. d. Autors. Aus d. Georg. von Käthe Rosenberg u. Richard Meckelein, 1979, 105 S.
- 0662 – Muriel Spark: Die Ballade von Peckham Rye – Roman, Aus d. Engl. von Elisabeth Schnack, 1980, 167 S.
- 0663 – Hans Erich Nossack: Der Neugierige, 1980, 87 S.
- 0664
- 0665 – Mircea Eliade: Fräulein Christine, Aus dem Rumän. übertr. von Edith Silbermann, 218 S.
- 0666 – Yasushi Inoue: Die Berg-Azaleen auf dem Hira-Gipfel – Erzählung, Aus dem Japan. von Oskar Benl, 2001, 205 S.
- 0667 – Max Herrmann-Neisse: Der Todeskandidat – Erzaehlung, 1979, 107 S.
- 0668 – Ramón del Valle-Inclán: Frühlingssonate – Memoiren des Marqués de Bradomín, 1980, 113 S.
- 0669 – Marguerite Duras: Ganze Tage in den Bäumen – Erzählung, Dt. von Elisabeth Schneider, 1980, 82 S.
- 0670 – Ding Ling: Das Tagebuch der Sophia, Aus dem Chines. übers. von dem Arbeitskreis Moderne Chines. Literatur am Ostasiat. Seminar der FU Berlin (Bernd Fischer), 1980, 102 S.
- 0671 – Yehudi Menuhin: Kunst und Wissenschaft als verwandte Begriffe, Übers. Fritz Lorch, 1979, 81 S.
- 0672 – Karl Krolow: Gedichte, 1980, 91 S.
- 0673 – Giovanni Papini: Ein erledigter Mensch, Aus d. Ital. übertr. von Anna von Nostitz. Vorw. von Curt Hohoff, 1980, 249 S.
- 0674 – Bernhard Kellermann: Der Tunnel – Roman, 1980, 374 S.
- 0675 – Ludwig Hohl: Das Wort fasst nicht jeden – über Literatur, 1980, 123 S.
- 0676 – Mircea Eliade: Neunzehn Rosen, Aus d. Rumän. von Edith Silbermann, 1982, 180 S.
- 0677 – Erich Kästner: Gedichte, Ausw. u. Nachw. von Peter Rühmkorf, 1981, 197 S.
- 0678 – Julien Green: Moira – Roman, Aus d. Franz. übertr. von Georg Goyert, 244 S.
- 0679 – Georges Simenon: Der Präsident – Roman, Ins Dt. übertr. von Renate Nickel, 178 S.
- 0680 – Rudolf J. Humm: Die Inseln – Roman, 1980, 180 S.
- 0681 – Misia Sert: Pariser Erinnerungen, Aus d. Franz. von Hedwig Andertann, 1980, 311, [16] S., Ill.
- 0682 – Hans Henny Jahnn: Die Nacht aus Blei – Roman, 1980, 127 S.
- 0683 – Luigi Malerba: Geschichten vom Ufer des Tibers, Aus d. Ital. von Alice Vollenweider, 1980, 116 S.
- 0684 – Robert Walser: Kleine Dichtungen, 1980, 209 S.
- 0685 – Reinhold Schneider: Verhuellter Tag, Mit einem Nachwort von Josef Rast, 1980, 182 S.
- 0686 – Andrej Platonov: Dshan, Aus d. Russ. übertr. von Maria Riwkin, 152 S.
- 0687
- 0688 – Hans Carossa: Führung und Geleit – ein Lebensgedenkbuch, 1980, 167 S.
- 0689 – Ferdinand Ebner: Das Wort und die geistigen Realitäten – pneumatologische Fragmente, 1980, 293 S.
- 0690 – Hugo Ball: Zur Kritik der deutschen Intelligenz, 1980, 326 S.
- 0691 – H. C. Artmann: Fleiss und Industrie, 1989, 65 S.
- 0692
- 0693 – Viktor Šklovskij: Zoo oder Briefe nicht über die Liebe, Aus d. Russ. v. Alexander Kaempfe, 1980, 122 S.
- 0694 – Yves Bonnefoy: Rue Traversière, Aus d. Franz. u. mit e. Nachw. von Friedhelm Kemp, 107 S.
- 0695 – Gertrude Stein: Ida – ein Roman, Aus d. Amerikan. von Marie-Anne Stiebel, 1984, 143 S.
- 0696 – Odysseas Elytis: Ausgewählte Gedichte, Ausgew. und übertr. von Barbara Vierneisel-Schlörb, 1979, 195 S.
- 0697 – Wisława Szymborska: Deshalb leben wir – Gedichte, Übertr. und hrsg. von Karl Dedecius, 1996, 171 S.
- 0698 – Otto Flake: Nietzsche – Rückblick auf eine Philosophie, 1980, 189 S.
- 0699 – Machado de Assis: Dom Casmurro – Roman, Aus d. Brasilianischen von Harry Kaufmann, 1980, 277 S.
- 0700 – Peter Weiss: Abschied von den Eltern – Erzählung, Mit 8 Collagen von Peter Weiss, 1980, 167 S., 8 Ill.
- 0701 – Wladimir Tendrjakow: Die Abrechnung – Roman, Aus dem Russ. v. Wolfgang Kasack, 224 S.
- 0702 – Ernst Weiss: Der Aristokrat – Boëtius von Orlamünde; Roman, 1980, 228 S.
- 0703 – Christian Wagner: Gedichte, Ausgew. und eingel. von Hermann Hesse. Mit einem Nachw. von Peter Handke, 1980, 131 S.
- 0704 – August Strindberg: Plädoyer eines Irren – Roman, Übers. aus d. Franz. u. Nachw. von Hans Joachim Maass, 354 S.
- 0705 – Ernesto Cardenal: Gedichte, Übertr. von Stefan Baciu, 1980, 253 S.
- 0706 – Ernst Penzoldt: Zugänge – Erzählung, 1982, 183 S., Ill.
- 0707 – Mercè Rodoreda: Reise ins Land der verlorenen Mädchen – poetische Prosastücke, Übertr. von Angelika Maass. Nachw. von Carme Arnau, 1981, 207 S.
- 0708 – Jean Giraudoux: Elpenor, Aus dem Franz. von Otto F. Best, 123 S.
- 0709 – Yasushi Inoue: Das Tempeldach – ein historischer Roman, Übertr. aus dem Japan. und Nachw. von Oscar Benl, 1981, 214 S.
- 0710 – Bertolt Brecht: Mutter Courage und ihre Kinder – eine Chronik aus dem Dreißigjährigen Krieg, 1980, 160 S., Ill.
- 0711 – Hans Magnus Enzensberger: Verteidigung der Wölfe – Gedichte, Nachw. von Reinhold Grimm, 1981, 106 S.
- 0712 – J. Rodolfo Wilcock: Das Buch der Monster, Aus dem Ital. von Gerhard Heller, 1981, 140 S.
- 0713 – João Cabral de Melo Neto: Erziehung durch den Stein – Gedichte, Portug. u. dt. Auswahl, Übertr. u. Nachw. von Curt Meyer-Clason, 1989, 292 S.
- 0714 – Walter Bauer: Geburt des Poeten – Erinnerungen, 1980, 176 S.
- 0715 – Bohumil Hrabal: Schneeglöckchenfeste – Erzählungen, Aus dem Tschech. von Petr Šimon, 1981, 199 S.
- 0716 – Michel Leiris: Lichte Nächte und mancher dunkle Tag, 1981, 185 S.
- 0717 – Colette: Diese Freuden, Aus d. Franz. von Maria Dessauer, 1983, 162 S.
- 0718 – Heinrich Lersch: Hammerschläge – ein Roman von Menschen und Maschinen, mit e. Nachw. von Martin Walser, 1980, 267 S.
- 0719 – Robert Walser: An die Heimat – Aufsätze, 1980, 165 S.
- 0720 – Miguel Angel Asturias: Der Spiegel der Lida Sal – Erzählungen und Legenden, Aus d. Span. von Wolfgang Promies, 1983, 134 S.
- 0721 – Odysseas Elytis: Maria Nepheli – ein szenisches Gedicht, Aus d. Neugriech. übertr. von Barbara Vierneisel-Schlörb unter Mitwirkung von Antigone Kasolea. Nachwort von Danae Coulmas, 1981, 119 S.
- 0722 – Max Frisch: Triptychon – drei szenische Bilder, 1981, 139 S.
- 0723 – Uwe Johnson: Mutmassungen über Jakob – Roman, 1981, 307 S.
- 0724 – Heinrich Mann: Professor Unrat oder Das Ende eines Tyrannen – Roman, 1981, 228 S.
- 0725 – Ba Jin: Shading – Erzählung, Aus d. Chines. übertr. von Helmut Forster-Latsch, 1981, 118 S.
- 0726 – Bohumil Hrabal: Bohumil Hrabals Lesebuch, 1981, 136 S.
- 0727 – Adolf Muschg: Liebesgeschichten, 1984, 170 S.
- 0728 – Thomas Bernhard: Über allen Gipfeln ist Ruh – ein deutscher Dichtertag um 1980; Komödie, 1981, 143 S.
- 0729 – Wolf von Niebelschütz: Über Barock und Rokoko, 1981, 146 S.
- 0730 – Michail Prischwin: Shen-Schen – die Wurzel des Lebens; Erzählung, Aus d. Russ. von Manfred von Busch. Revision d. Übers. durch Joachim Barckhausen, 1981, 119 S.
- 0731 – Ferdinand Bruckner: Mussia – Erzählung eines frühen Lebens, 1981, 156 S.
- 0732 – Heinrich Mann: Geist und Tat – Essays über Franzosen, 1981, 230 S.
- 0733 – Jules Laforgue: Hamlet oder die Folgen der Sohnestreue und andere legendenhafte Moralitäten, Übertr. aus dem Franz. und Nachw. von Klaus Ley, 1981, 202 S.
- 0734 – Rose aus Asche – spanische und spanisch-amerikanische Gedichte 1900–1950, hrsg. u. übertr. von Erwin Walter Palm, 1981, 175 S.
- 0735
- 0736 – Jarosław Iwaszkiewicz: Drei Erzählungen, Aus d. Poln. v. Klaus Staemmler, 1981, 120 S.
- 0737 – Leonora Carrington: Unten, Aus d. Franz. von Edmund Jacoby, 83 S., Ill.
- 0738 – August Strindberg: Der Todestanz, Aus d. Schwed. u. mit e. Nachw. v. Angelika Gundlach, 1981, 193 S.
- 0739 – Hans Erich Nossack: Das Testament des Lucius Eurinus, 1981, 99 S.
- 0740 – Stanislav Lem: Provokation – Besprechung eines ungelesenen Buches, Autoris. Übertr. aus d. Poln. von Jens Reuter, 1981, 95 S.
- 0741 – Miguel Angel Asturias: Der böse Schächer – Roman, Aus d. Span. u. mit e. Nachw. u. Anmerkungen von Ulrich Kunzmann, 1981, 306 S.
- 0742 – Lucebert: Die Silbenuhr – ausgewählte Gedichte und Zeichnungen, Autorisierte Übertr. aus d. Niederl., Ausw., Herausgabe u. Nachbemerkung von Rosemarie Still, 176 S., Ill.
- 0743 – Marie Luise Kaschnitz: Ferngespräche – Erzählungen, 1981, 281 S.
- 0744 – Emmanuel Bove: Meine Freunde, Aus d. Franz. von Peter Handke, 1981, 208 S.
- 0745 – Odysseas Elytis: Lieder der Liebe, Übertr. von Hans Eideneier, 1981, 115 S., Ill.
- 0746 – Boris A. Pilnjak: Das nackte Jahr – Roman, 1981, 234 S.
- 0747 – Hermann Hesse: Krisis – ein Stueck Tagebuch, 1981, 75 S.
- 0748 – Pandelis Prevelakis: Die Chronik einer Stadt – Erzählung, Aus d. Neugriech. von Gisela von der Trenck, 1981, 130 S., 1 Kt.
- 0749 – André Gide: Isabelle – Roman, Aus d. Franz. von Maria Honeit, 1981, 147 S.
- 0750 – Guido Morselli: Rom ohne Papst – römische Berichte vom Ende des zwanzigsten Jahrhunderts; Roman, Aus dem Ital. von Arianna Giachi, 1981, 204 S.
- 0751 – Robert Walser: Kleine Prosa, 145 S.
- 0752 – Luigi Malerba: Die Entdeckung des Alphabets – Erzählungen, Aus d. Ital. von Joachim A. Frank, 1983, 187 S.
- 0753 – Jean Giraudoux: Siegfried oder Die zwei Leben des Jacques Forestier – Roman, Aus d. Franz. von Otto F. Best, 1981, 227 S.
- 0754 – Reinhold Schneider: Die silberne Ampel – ein Roman, 1981, 194 S.
- 0755 – Max Mell: Barbara Naderer – Erzählung, 1981, 96 S.
- 0756 – Natalja Baranskaja: Ein Kleid für Frau Puschkin – Novelle, Aus d. Russ. übers. von Wolfgang Kasack, 1982, 107 S.
- 0757 – Paul Valéry: Die junge Parze – Gedicht, Übertr. von Paul Celan, 1982, 57 S.
- 0758 – Franz Hessel: Heimliches Berlin – Roman, 1982, 136 S.
- 0759 – Bruno Frank: Politische Novelle, 1982, 127 S.
- 0760 – Zofia Romanowiczowa: Der Zug durchs Rote Meer – Roman, Aus d. Poln. von Josef Hahn, 1982, 210 S.
- 0761 – Giovanni Verga: Die Malavoglia – Roman, Übertr. aus d. Ital. u. Nachw. von René König, 1988, 322 S.
- 0762 – Roland Barthes: Am Nullpunkt der Literatur, Aus d. Franz. von Helmut Scheffel, 1982, 100 S.
- 0763 – Ernst Weiss: Die Galeere – Roman, 1982, 196 S.
- 0764 – Machado de Assis: Quincas Borba – Roman, Aus d. brasilian. Portug. u. mit e. Nachw. von Georg Rudolf Lind, 1982, 349 S.
- 0765 – Carlos Drummond de Andrade: Gedichte, Auswahl, Übertr. u. Nachw. von Curt Meyer-Clason, 1982, 407 S.
- 0766 – Edmond Jabès: Es nimmt seinen Lauf, Ill. von Antoni Tapies. Aus d. Franz. von Felix Philipp Ingold, 1981, 124 S., Ill.
- 0767 – Thomas Bernhard: Am Ziel, 1981, 151 S.
- 0768 – Ödön von Horváth: Mord in der Mohrengasse; Revolte auf Côte 3018, 1981, 132 S.
- 0769 – Thomas Bernhard: Ave Vergil – Gedicht, 1981, 61 S.
- 0770 – Thomas Bernhard: Der Stimmenimitator, 1982, 179 S.
- 0771 – Albert Camus: Die Pest – Roman, Aus d. Franz. von Guido G. Meister, 1982, 317 S.
- 0772 – Norbert Elias: Über die Einsamkeit der Sterbenden in unseren Tagen, 1982, 99 S.
- 0773 – Peter Handke: Die Stunde der wahren Empfindung, 1982, 166 S.
- 0774 – Francis Ponge: Das Notizbuch vom Kiefernwald und La Mounine, Dt. von Peter Handke, 1995, 123 S.
- 0775 – João Guimarães Rosa: Doralda, die weisse Lilie – Roman, Aus d. brasilian. Portug. von Curt Meyer-Clason, 1982, 125 S.
- 0776 – Hermann Hesse: Unterm Rad – Roman in der Urfassung, Mit e. Nachw. von Volker Michels, 1982, 223 S.
- 0777 – Lu Xun: Die wahre Geschichte des Ah Q – Erzählung, Nachw. von Helmut Martin. Der dt. Text ist d. von Oskar von Törne überarb. Übertr. von Joseph Kalmers, 1982, 113 S.
- 0778 – H. P. Lovecraft: Der Schatten aus der Zeit – Geschichten kosmischen Grauens aus dem Cthulhu-Mythos, Dt. von H. C. Artmann u. Rudolf Hermstein, 1982, 308 S.
- 0779 – Ernst Penzoldt: Die Leute aus der Mohrenapotheke – Roman, 1982, 123 S.
- 0780 – Georges Perec: W oder die Kindheitserinnerung, Aus d. Franz. von Eugen Helmlé, 1982, 197 S.
- 0781 – Clarice Lispector: Die Nachahmung der Rose, Übertr. aus d. Brasilian. u. Nachw. von Curt Meyer-Clason, 1982, 237 S.
- 0782 – Natalia Ginzburg: Die Stimmen des Abends – Roman, Uebertr. aus d. Ital. u. Nachw. von Alice Vollenweider, 1982, 153 S.
- 0783 – Victor Segalen: René Leys – Roman, Aus dem Franz. von Markus May, 1982, 237 S.
- 0784 – Eduard von Keyserling: Harmonie – Novelle; mit einem Essay „Über die Liebe“, Ill. von Karl Walser, 1989, 121 S., Ill.
- 0785 – Uwe Johnson: Skizze eines Verunglueckten, 1982, 75 S.
- 0786 – Nicolás Guillén: Gedichte, 1982, 157 S.
- 0787 – Alain Robbe-Grillet: Djinn – ein rotes Loch im lückenhaften Pflaster; Roman, Dt. von Elmar Tophoven, 1983, 130 S.
- 0788 – Thomas Bernhard: Wittgensteins Neffe – eine Freundschaft, 1982, 163 S.
- 0789 – Vladimir Nabokov: Professor Pnin – Roman, 1982, 209 S.
- 0790 – Jorge Luis Borges: Ausgewählte Essays, Aus dem Span. von Karl August Horst, 1982, 255 S.
- 0791 – Rainer Maria Rilke: Das Florenzer Tagebuch, 1982, 115 S.
- 0792 – Emmanuel Bove: Armand – Roman, Aus d. Franz. von Peter Handke, 1982, 169 S.
- 0793 – Bohumil Hrabal: Bambini di Praga – Erzählungen, Aus d. Tschech. übers. von Karl-Heinz Jähn, 1982, 228 S.
- 0794 – Ingeborg Bachmann: Der Fall Franza – unvollendeter Roman, 1983, 202 S.
- 0795 – Stig Dagerman: Gebranntes Kind – Roman, Aus d. Schwed. übers. von Jörg Scherzer, 275 S.
- 0796 – Rafael Alberti (Hrsg.): Generation von 27 – Gedichte, von J. M. Castellet u. Pere Gimferrer. Aus d. Span. von Hildegard Baumgart, 1984, 349 S.
- 0797 – Peter Weiss: Fluchtpunkt – Roman. Mit vier Collagen, 1983, 196 S., Ill.
- 0798 – Pierre Loti: Aziyadeh – Auszug aus den Notizen und Briefe eines Leutnants der englischen Marine, Aus d. Franz. von Asma El Moutei Semler, 1983, 230 S.
- 0799 – E. M. Cioran: Gevierteilt, Aus d. Franz. von Bernd Mattheus, 1982, 167 S.
- 0800 – Samuel Beckett: Gesellschaft – eine Fabel, Dt. Übertr. von Elmar Tophoven, 1983, 66 S.
- 0801 – Ossip Mandelstam: Die Reise nach Armenien, Uebertr. aus d. Russ. u. Nachw. von Ralph Dutli, 1983, 137 S.
- 0802 – René Daumal: Der Analog – ein nicht-euklidischer, im symbolischen Verstand authentischer alpinistischer Abenteuerroman, Mit e. Nachw. u.e. ed. Notiz hrsg. von H. J. Maxwell u. Claudio Rugafiori. Aus d. Franz. von Albrecht Fabri, 1983, 128 S.
- 0803 – Friedrich Dürrenmatt: Monstervortrag über Gerechtigkeit und Recht – nebst einem helvetetischen Zwischenspiel (eine kleine Dramaturgie der Politik), 1983, 118 S.
- 0804 – Alberto Savinio: Unsere Seele; Signor Münster – Zwei Erzählungen, Aus dem Ital. von Joachim A. Frank, 1983, 131 S., Ill.
- 0805 – Henry de Montherlant: Die Junggesellen – Roman, 1983, 251 S.
- 0806 – Ricarda Huch: Lebenslauf des heiligen Wonnebald Pueck – eine Erzaehlung, 1983, 125 S.
- 0807 – Samuel Beckett: Three occasional pieces – zweisprachig, Aus dem Engl. von Erika Tophoven, 1982, 87 S.
- 0808 – Juan Carlos Onetti: So traurig wie sie – Erzählungen, Aus d. Span. von Wilhelm Muster, 1983, 189 S.
- 0809 – Heinrich Böll: Wo warst du, Adam? – Roman, 1983, 199 S.
- 0810 – Guido Ceronetti: Das Schweigen des Körpers – Materialien und Gedanken zu einem Studium der Medizin, 1983, 256 S.
- 0811 – Katherine Mansfield: Meistererzählungen, aus d. Engl. von Heide Steiner, 1983, 272 S.
- 0812 – Hans Mayer: Ein Denkmal für Johannes Brahms – Versuche über Musik und Literatur, 1983, 209 S.
- 0813 – Ōgai Mori: Vita sexualis – Erzählung, Übertr. aus dem Japan. und Nachw. von Siegfried Schaarschmidt, 1983, 143 S.
- 0814 – Benito Pérez Galdós: Miau – Roman, Aus d. Span. von Wilhelm Muster. Mit e. Nachw. von Rafael de la Vega, 1983, 407 S.
- 0815 – Gertrud Kolmar: Gedichte, Auswahl u. Nachw. von Ulla Hahn, 1983, 186 S.
- 0816 – Rosario Castellanos: Die neun Wächter, Aus dem mexikan. Spanisch von Fritz Vogelgsang, 281 S.
- 0817 – Bohumil Hrabal: Schöntrauer, Aus d. Tschech. v. Franz Peter Künzel, 1983, 267 S.
- 0818 – Thomas Bernhard: Der Schein trügt, 1983, 112 S.
- 0819 – Martin Walser: Ein fliehendes Pferd – Novelle, 1983, 162 S.
- 0820 – Gustav Januš: Gedichte 1962–1983, Aus d. Slowen. von Peter Handke, 1983, 121 S.
- 0821 – Bernard von Brentano: Die ewigen Gefühle – Roman, 1983, 323 S.
- 0822 – Franz Hessel: Der Kramladen des Glücks – Roman, Nachwort von Bernd Witte, 1983, 254 S.
- 0823 – Salvatore Satta: Der Tag des Gerichts – Roman, 1983, 300 S.
- 0824 – Marie Luise Kaschnitz: Liebe beginnt – Roman, 1984, 179 S.
- 0825 – John Steinbeck: Die Perle – Erzählung, Aus d. Amerikanischen von Felix Horst, 1983, 121 S.
- 0826 – Clarice Lispector: Der Apfel im Dunkeln – Roman, Aus d. brasilian. Portugies. von Curt Meyer-Clason, 1983, 344 S.
- 0827 – Bohumil Hrabal: Harlekins Millionen – ein Märchen, Aus dem Tschech. von Petr Šimon, 1984, 245 S.
- 0828 – Hans-Georg Gadamer: Lob der Theorie – Reden und Aufsätze, 1983, 175 S.
- 0829 – Manuel Rojas: Der Sohn des Diebes – Roman, Aus d. Span. von Anton Maria Rothbauer, 1986, 339 S.
- 0830 – Jacques Stéphen Alexis: Der verzauberte Leutnant – Erzählungen, Aus d. Franz. von Ewald Czapski, 1984, 177 S.
- 0831 – Gershom Scholem: Judaica, Hrsg. von Rolf Tiedemann, 1984, 285 S
- 0832 – Elio Vittorini: Erica und ihre Geschwister, 1984, 113 S.
- 0833 – Oscar Wilde: De profundis, Aus d. Engl. von Hedda Soellner. Mit e. Essay von Norbert Kohl, 1984, 204 S.
- 0834 – Peter Handke: Wunschloses Unglück – Erzählung, 1984, 101 S.
- 0835 – Ossip Mandelstam: Schwarzerde – Gedichte aus den Woronescher Heften, Uebertr. u. Nachw. von Ralph Dutli, 1984, 153 S.
- 0836 – Mircea Eliade: Dayan; Im Schatten einer Lilie – zwei Erzählungen, Aus d. Rumän. von Edith Silbermann, 1984, 131 S.
- 0837 – Angus Wilson: Späte Entdeckungen – Roman, Aus d. Engl. von Alexander Koval, 540 S.
- 0838 – Robert Walser: Seeland, 1984, 215 S., Ill.
- 0839 – Hermann Hesse: Sinclairs Notizbuch – mit aquarellierten Federzeichnungen des Verfassers, 1984, 155 S., Ill.
- 0840 – Luigi Malerba: Tagebuch eines Träumers, Aus d. Ital. von Joachim A. Frank, 1984, 163 S.
- 0841 – Ivan Bunin: Mitjas Liebe – Novelle, Aus d. Russ. von Käthe Rosenberg, 1984, 115 S.
- 0842 – Jürgen Becker: Erzählen bis Ostende, 1984, 174 S.
- 0843 – Odysseas Elytis: Neue Gedichte, Übertr. von Barbara Vierneisel-Schlörb unter Mitw. von Antigone Kasolea, 2001, 211 S.
- 0844 – Robert Walser: Die Gedichte, Hrsg, u. mit e. Nachw. vers. von Robert Maechler, 1984, 315 S.
- 0845 – Paul Nizon: Das Jahr der Liebe – Roman, 1984, 224 S.
- 0846 – Félix Vallotton: Das mörderische Leben – Roman, Aus d. Franz. von Maria Dessauer, 1985, 250 S., Ill.
- 0847 – Clarice Lispector: Nahe dem wilden Herzen – Roman, Aus d. brasilian. Portugies. von Ray-Güde Mertin, 1984, 196 S.
- 0848 – Edmond Jabès: Das Buch der Fragen, Aus d. Franz. v. Henriette Beese, 1984, 179 S.
- 0849 – Ludwig Hohl: Dass fast alles anders ist, 1984, 130 S.
- 0850 – Jorge Amado: Die Abenteuer des Kapitäns Vasco Moscoso – Roman, Aus dem brasilian. Portug. v. Curt Meyer-Clason, 1984, 302 S.
- 0851 – Hermann Lenz: Der Letzte – Erzählung, 1984, 132 S.
- 0852 – Marie Luise Kaschnitz: Elissa – Roman, 1984, 189 S.
- 0853 – Jorge Amado: Die drei Tode des Jochen Wasserbrüller – Erzählung, Aus d. brasilian. Portug. von Curt Meyer-Clason, 1984, 87 S.
- 0854 – Rudyard Kipling: Das Dschungelbuch, Aus d. Engl. v. Dagobert Mikusch, 1984, 188 S.
- 0855 – Alexander Moritz Frey: Solneman der Unsichtbare – Roman, Mit e. Nachw. von Joachim Manfred Wolff, 1984, 228 S.
- 0856 – Kōbō Abe: Die Frau in den Dünen – Roman, Aus dem Japan. von Oscar Benl und Mieko Osaki, 1984, 228 S.
- 0857 – Thomas Bernhard: Beton, 1985, 212 S.
- 0858 – Felisberto Hernández: Die Hortensien – Erzählungen, Mit e. Nachw. von Julio Cortázar. Aus d. Span. von Felisberto Hernández, 1985, 238 S.
- 0859 – Martinus Nijhoff: Die Stunde X – Gedichte, Ausgew., übertr. u. mit e. Nachw. vers. von Ard Posthuma, 1989, 112 S.
- 0860 – Jurij Trifonow: Zeit und Ort – Roman, Aus d. Russ. von Eckhard Thiele, 1985, 375 S.
- 0861 – Shen Congwen: Die Grenzstadt – Novelle, Aus dem Chines. übertr. und mit einem Nachw. vers. von Ursula Richter, 1985, 147 S.
- 0862 – Ōgai Mori: Die Wildgans – Roman, Aus dem Japan. übers. und mit einem Nachw. vers. von Fritz Vogelgsang, 1991, 154 S.
- 0863 – Karl Krolow: Im Gehen, 1985, 86 S.
- 0864
- 0865 – Gertrud von LeFort: Die Tochter Farinatas – Erzählung, Mit e. Nachwort von Ulla Hahn, 1985, 111 S.
- 0866 – Joachim Maass: Die unwiederbringliche Zeit – Roman, 1985, 296 S.
- 0867 – Stanisław Lem: Die Geschichte von den drei geschichtenerzaehlenden Maschinen des Koenigs Genius, Aus d. Poln. übers. v. Jens Reuter, 127 S.
- 0868 – Peter Huchel: Margarethe Minde – eine Dichtung für den Rundfunk, Mit e. Nachw. von Hans Mayer, 1984, 78 S.
- 0869 – Hermann Hesse: Der Steppenwolf, Aquarelle von Gunter Böhmer, 1986, 285 S., Ill.
- 0870 – Thomas Bernhard: Der Theatermacher, 1984, 161 S.
- 0871 – Hans Magnus Enzensberger: Der Menschenfreund – Komödie; mit einem Nachwort des Autors, 1984, 144 S.
- 0872 – Emmanuel Bove: Bécon-les-Bruyères – eine Vorstadt, Dt. von Peter Handke, 1984, 81 S., Ill.
- 0873 – Max Frisch: Biografie – ein Spiel, 1985, 174 S.
- 0874 – Sherwood Anderson: Briefwechsel und ausgewählte Essays, Gertrude Stein. Hrsg. von Ray Lewis White, 1985, 160 S.
- 0875 – Rafael Sánchez Ferlosio: Abenteuer und Wanderungen des Alfanhuí – Roman, Aus d. Span. von Helmut Frielinghaus, 1985, 158 S.
- 0876 – Walter Benjamin: Sonette, Hrsg. und mit einem Nachwort von Rolf Tiedemann, 1986, 126 S.
- 0877 – Franz Hessel: Pariser Romanze – Papiere eines Verschollenen, 1985, 128 S.
- 0878 – Danilo Kiš: Garten, Asche – Roman, Aus d. Serbischen v. Anton Hamm, 1985, 224 S.
- 0879 – Hugo von Hofmannsthal: Lucidor – Figuren zu einer ungeschriebenen Komoedie, Mit 6 Radierungen von Karl Walser, 1985, 46 S., Ill.
- 0880 – Adolf Muschg: Leib und Leben – Erzählungen, 1985, 213 S.
- 0881 – Horacio Quiroga: Geschichten von Liebe, Irrsinn und Tod, Aus d. Span. von Wilfried Böhringer., 1986, 267 S.
- 0882 – Max Frisch: Blaubart – eine Erzählung, 1985, 171 S.
- 0883 – Mircea Eliade: Nächte in Serampore – Novelle, Übers. aus d. Rumän. von Günther Spaltmann, 1985, 81 S.
- 0884 – Clarice Lispector: Die Sternstunde, Aus d. brasilian. Portugies. von Curt Meyer-Clason, 1985, 114 S.
- 0885 – Konrad Weiß: Die Löwin – vier Begegnungen, Mit e. Nachw. von Friedhelm Kemp, 1985, 144 S.
- 0886 – Tania Blixen: Moderne Ehe und andere Betrachtungen, Aus d. Dän. von Walter Boehlich, 1987, 100 S.
- 0887 – Jean Grenier: Die Inseln, 1985, 119 S.
- 0888 – Thomas Bernhard: Ritter, Dene, Voss, 1984, 163 S.
- 0889 – Max Jacob: Höllenvisionen, 1985, 185 S.
- 0890 – Rudyard Kipling: Kim, Aus d. Engl von Hans Reisiger, 1985, 364 S.
- 0891 – Peter Huchel: Die neunte Stunde – Gedichte, 1985, 70 S.
- 0892 – Scholem Alejchem: Schir-ha-Schirim – Lied der Lieder; Roman einer Jugend, Aus d. Jidd. von Jürgen Rennert, 1985, 132 S.
- 0893 – Ferreira Gullar: Schmutziges Gedicht, Übertragung u. Nachw. von Curt Meyer-Clason, 1985, 206 S.
- 0894 – Martin Kessel: Die Schwester des Don Quijote – ein intimer Roman, 1985, 162 S.
- 0895 – Raymond Queneau: Mein Freund Pierrot, Aus d. Franz. von Eugen Helmlé, 1985, 220 S.
- 0896 – August Strindberg: Schwarze Fahnen – Sittenschilderungen von der Jahrhundertwende, Aus d. Schwed. v. Alken Bruns, 1990, 256 S.
- 0897
- 0898 – E. M. Cioran: Widersprüchliche Konturen – literarische Porträts, Hrsg., aus d. Franz. übers. u. m. e. Nachw. vers. von Verena von der Heyden-Rynsch, 1986, 106 S.
- 0899 – Thomas Bernhard: Der Untergeher – Roman, 1986, 242 S.
- 0900 – Martin Walser: Gesammelte Geschichten, 1985, 318 S.
- 0901 – Leonora Carrington: Das Hörrohr – Roman, Aus d. Engl. von Tilman Spengler, 1995, 217 S.
- 0902 – Henri Michaux: Ein gewisser Plume, Aus d. Franz. übertr. von Kurt Leonhard, 1986, 103 S.
- 0903 – Walker Percy: Der Kinogeher – Roman, Deutsch von Peter Handke, 1993,
- 0904 – Julien Gracq: Die engen Wasser, Aus d. Franz. von Reinhard Palm, 1985, 62 S.
- 0905 – Francesco Jovine: Die Äcker des Herrn – Roman, Aus d. Ital. von Ina Jun-Broda, 1986, 318 S.
- 0906 – Richard Weiner: Spiel im Ernst – Roman, Aus d. Tschech. von Peter Sacher, 1987, 285 S.
- 0907 – Gertrude Stein: Jedermanns Autobiographie, Aus d. Amerikan. v. Marie-Anne Stiebel, 1986, 351 S.
- 0908 – Hans Magnus Enzensberger (Hg.): Die Raserei und die Qual – Gedichte, Ausw., Übertr. u. Nachw. von Hans Magnus Enzensberger, 1986, 116 S.
- 0909 – Marie Luise Kaschnitz: Menschen und Dinge 1945 – 12 Essays, Mit e. Nachw. von Karl Krolow, 1985, 116 S.
- 0910 – Thomas Bernhard: Einfach kompliziert, 1986, 70 S.
- 0911 – Alexander Kluge: Lebensläufe, 1986, 276 S.
- 0912 – Michel Butor: Bildnis des Künstlers als junger Affe – Capriccio, Aus d. Franz. übers. von Helmut Scheffel, 1986, 161 S.
- 0913
- 0914 – Wolfgang Koeppen: Der Tod in Rom – Roman, 1986, 208 S.
- 0915 – Catherine Colomb: Das Spiel der Erinnerung – Roman, Aus d. Franz. von Maria Dessauer, 1986, 187 S.
- 0916 – Bohumil Hrabal: Sanfte Barbaren, Aus d. Tschech. von Peter Sacher, 1987, 260 S.
- 0917 – Tania Blixen: Ehrengard, Aus d. Engl. von Fritz Lorch. mit e. Nachw. von Brigitte Kronauer, 1986, 89 S.
- 0918 – George Bernard Shaw: Frau Warrens Beruf – Stück in vier Akten, Aus d. Engl. von Martin Walser, 1986, 98 S.
- 0919 – Mercè Rodoreda: Der Fluss und das Boot – Erzählungen, Aus d. Katalan. u. mit e. Nachw. vers. von Angelika Maass, 1986, 154 S.
- 0920 – Adolf Muschg: Dreizehn Briefe Mijnheers – vom Bildersehen und Stilleben, 1986, 115 S.
- 0921 – Jorge de Sena: Der wundertätige Physicus – eine Novelle, Aus d. Portugies. von Curt Meyer-Clason, 1989, 105 S.
- 0922 – Anatolij Kim: Der Lotos – Roman, Aus d. Russ. von Wolfgang Kasack, 178 S.
- 0923 – Friederike Mayröcker: Reise durch die Nacht, 1986, 135 S.
- 0924 – Stig Dagerman: Deutscher Herbst – Reiseschilderung, Aus d. Schwed. von Jörg Scherzer, 1987, 119 S.
- 0925
- 0926 – Wolfgang Koeppen: Tauben im Gras. Das Treibhaus. Der Tod in Rom – drei Romane, 1986, 626 S.
- 0927 – Thomas Bernhard: Holzfällen – eine Erregung, 1986, 320 S.
- 0928 – Danilo Kiš: Ein Grabmal für Boris Dawidowitsch – sieben Kapitel ein und derselben Geschichte, Aus d. Serbokroat. von Ilma Rakusa, 1986, 157 S.
- 0929 – Janet Frame: Auf dem Maniototo – Roman, Aus d. Engl. von Lilian Faschinger, 1987, 263 S.
- 0930 – Peter Handke: Gedicht an die Dauer, 1986, 54 S.
- 0931 – Alain Robbe-Grillet: Der Augenzeuge – Roman, Aus d. Franz. von Elmar Tophoven, 1986, 233 S.
- 0932
- 0933 – Paul Celan: Gedichte 1938–1944, 1986, 138 S., Ill.
- 0934 – Leonid Leonow: Evgenia Ivanovna – Novelle, Aus d. Russ. von Hilde Angarowa, 1986, 126 S.
- 0935 – Marguerite Duras: Liebe, Aus d. Franz. von Barbara Henninges, 1986, 98 S.
- 0936 – Hans Erich Nossack: Das Mal und andere Erzählungen, 1987, 133 S.
- 0937 – Raymond Queneau: Die Haut der Träume „Fern von Rueil“ – Roman, Aus dem Franz. von Eugen Helmlé, 1987, 178 S.
- 0938 – Juan Carlos Onetti: Leichensammler – Roman, Aus d. Span. u. mit e. Nachw. von Anneliese Botond, 1988, 278 S.
- 0939 – Franz Hessel: Alter Mann – Romanfragment, 1987, 135 S.
- 0940 – George Bernard Shaw: Candida – ein Mysterium in drei Akten, Aus d. Engl. v. Annemarie Böll, 1987, 100 S.
- 0941 – Marina Zwetajewa: Mutter und die Musik – autobiographische Prosa, Aus dem Russ. und mit einem Nachw. von Ilma Rakusa, 1987, 175 S., Ill.
- 0942 – Jürg Federspiel: Die Ballade von der Typhoid Mary, 1987, 153 S.
- 0943 – August Strindberg: Der romantische Küster auf Rånö, Aus d. Schwed. von Angelika Gundlach, 1986, 99 S.
- 0944 – Alberto Savinio: Maupassant und der „andere“, Aus d. Ital. von Anna Leube, 1988, 131 S.
- 0945 – Hans Mayer: Versuche über Schiller, 1987, 180 S.
- 0946 – Martin Walser: Meßmers Gedanken, 1987, 105 S.
- 0947 – Ödön von Horváth: Jugend ohne Gott – Roman, Edition u. editor. Notiz von Traugott Krischke, 1987, 147 S.
- 0948 – E. M. Cioran: Der zersplitterte Fluch – Aphorismen, Aus dem Franz. von Verena von der Heyden-Rynsch, 1987, 143 S.
- 0949 – Alain: Das Glück ist hochherzig – 60 Propos, Übers. u. Nachw. von Franz Joseph Krebs, 1987, 188 S.
- 0950 – Thomas Pynchon: Die Versteigerung von Objekt No. 49, Übers. aus dem amerikanischen Englisch von Wulf Teichmann, 1987, 200 S.
- 0951 – Raymond Queneau: Heiliger Bimbam – Roman, Aus d. Franz. von Eugen Helmlé. Das Kap. „Der Kiesel“ wurde von Ludwig Harig übers. Die Übers. wurde für diese Ausg. von Eugen Helmlé neu durchges., 1987, 243 S.
- 0952 – Hermann Ungar: Die Verstümmelten – Roman, Hrsg. u. mit e. Nachw. vers. von Dieter Sudhoff, 183 S., Ill.
- 0953 – Marina Zwetajewa: Auf eigenen Wegen – Tagebuchprosa Moskau 1917–1920, Paris 1934, Übers. u. Nachwort von Marie-Luise Bott, 1987, 267 S., Ill.
- 0954 – Maurice Blanchot: Thomas der Dunkle, Aus dem Franz. übers. von Jürg Laederach, 1987, 114 S.
- 0955 – Thomas Bernhard: Watten – ein Nachlaß, 1987, 88 S.
- 0956 – Eça de Queiroz: Der Mandarin, Aus dem Portugies. von Willibald Schönfelder, 1987, 116 S.
- 0957 – Norman Malcolm: Erinnerungen an Wittgenstein, 216 S.
- 0958 – André Gide: Aufzeichnungen über Chopin, Übers. von Walter Kolneder u. mit e. Nachw. vers. von Dirk Hoeges u. Detlef Gojowy, 1987, 100 S., Notenbeisp.
- 0959 – Wolfgang Hoffmann-Zampis: Erzählung aus den Türkenkriegen, Mit e. Nachbemerkung (1947) u.e. Nachw. zur Neuausg. von Carl Friedrich von Weizsäcker, 1987, 111 S.
- 0960
- 0961 – August Scholtis: Jas der Flieger – Roman, 1987, 201 S.
- 0962 – Giorgos Seferis: Poesie – griechisch und deutsch, Übertr. u. Nachw. von Christian Enzensberger, 1987, 97 S.
- 0963 – Andrzej Kuśniewicz: Lektion in einer toten Sprache – Roman, Aus d. Poln. übers. von Klaus Staemmler, 1987, 178 S.
- 0964 – Thomas Bernhard: Elisabeth II – keine Komödie, 1987, 125 S.
- 0965 – Hans Blumenberg: Die Sorge geht über den Fluß, 1987, 222 S.
- 0966 – Walter Benjamin: Berliner Kindheit um neunzehnhundert, 1987, 116 S.
- 0967 – Marguerite Duras: Der Liebhaber, Aus d. Franz. von Ilma Rakusa, 1987, 193 S.
- 0968 – Ernst Barlach: Der gestohlene Mond – Roman, Mit e. Nachw. von Elmar Jansen, 1987, 278 S.
- 0969 – Tschingis Aitmatow: Der weisse Dampfer, Aus d. Russ. von Hans-Joachim Lambrecht, 1988, 162 S.
- 0970 – Christine Lavant: Gedichte, Hrsg. von Thomas Bernhard, 1987, 88 S.
- 0971 – Catherine Colomb: Tagundnachtgleiche, Aus dem Franz. von Marcel Schwander, 1987, 179 S.
- 0972 – Robert Walser: Der Räuber – Roman, 1988, 196 S., Ill.
- 0973 – Franz Rosenzweig: Der Stern der Erlösung, Mit e. Einf. von Reinhold Mayer u.e. Gedenkrede von Gershom Scholem, 1988, 37, 549 S.
- 0974 – Jan Józef Szczepański: Ikarus, Aus d. Poln. übers. von Klaus Staemmler, 259 S.
- 0975 – Melchior Vischer: Sekunde durch Hirn; Der Hase, Hrsg. u. mit e. Nachw. vers. von Peter Engel, 1988, 149 S., 1 Ill.
- 0976 – Juan Carlos Onetti: Grab einer Namenlosen – Roman, Aus d. Span. von Wilhelm Muster, 1988, 93 S.
- 0977 – Vincenzo Consolo: Die Wunde im April, Aus d. Ital. von Bettina Kienlechner, 1990, 157 S.
- 0978 – Jürgen Becker: Felder, mit einem Nachwort von Heinrich Vormweg, 1964, 155 S.
- 0979 – E. M. Cioran: Von Tränen und von Heiligen, Mit e. Nachw. von Sanda Stolojan. Aus d. Franz. übers. von Verena von der Heyden-Rynsch, 1988, 100 S.
- 0980 – Olof Lagercrantz: Die Kunst des Lesens und des Schreibens, Aus d. Schwed. v. Angelika Gundlach, 1988, 93 S.
- 0981 – Hermann Hesse: Unterm Rad – Roman in der Urfassung, ill. von Gunter Böhmer. Mit e. Nachwort von Volker Michels, 1988, 223 S., Ill.
- 0982 – T. S. Eliot: Über Dichtung und Dichter – Essays, Auswahl und Nachwort von Wolfgang Held., 1988, 201 S.
- 0983 – Anna Achmatowa: Gedichte, Nachdichtungen von Heinz Czechowski Hrsg. u. mit e. Nachw. vers. von Ilma Rakusa, 1988, 204 S., Ill.
- 0984 – Hans Mayer: Ansichten von Deutschland – bürgerliches Heldenleben, 1988,
- 0985 – Marguerite Yourcenar: Orientalische Erzählungen, Aus d. Franz. von Anneliese Botond u. Gerda Keller, 1988, 125 S.
- 0986 – Robert Walser: Poetenleben, 1988, 129 S.
- 0987 – René Crevel: Der schwierige Tod, Aus d. Franz. von Hans Feist, 1988, 151 S.
- 0988 – Scholem Alejchem: Eine Hochzeit ohne Musikanten – Erzählungen, Aus d. Jiddischen v. Alexander Eliasberg, 1988, 149 S.
- 0989 – Erica Pedretti: Valerie oder das unerzogene Auge, 1988, 137 S.
- 0990 – S. J. Agnon: Der Verstoßene, Aus d. Hebr. von Nahum Norbert Glatzer u. Moritz Spitzer, 1988, 118 S.
- 0991 – Janet Frame: Wenn Eulen schrein – Roman, Aus dem Engl. von Ruth Malchow, 1992, 230 S.
- 0992 – Paul Valéry: Gedichte, Übertr. von Rainer Maria Rilke. Mit e. Nachw. von Karl Krolow, 1988, 137 S.
- 0993 – Viktor Šklovskij: Dritte Fabrik, Aus d. Russ. von Verena Dohrn u. Gabriele Leupold. Mit e. Nachw. von Verena Dohrn, 1988, 134 S., Ill.
- 0994 – Yakup Kadri: Der Fremdling – Roman, Aus d. Türk. von Max Schultz-Berlin, 1989, 246 S.
- 0995 – Patrick Modiano: Eine Jugend, Aus d. Franz. von Peter Handke, 1988, 187 S.
- 0996
- 0997 – Thomas Bernhard: Heldenplatz, 1988, 164 S.
- 0998 – Hans Blumenberg: Matthäuspassion, 1988, 306 S.
- 0999 – Julio Cortázar: Der Verfolger, Aus d. Span. übers. von Rudolf Wittkopf, 1988, 98 S., Ill.
- 1000 – Samuel Beckett: Mehr Prügel als Flügel, Aus d. Engl. von Christian Enzensberger, 1989, 213 S.
- 1001 – Peter Handke: Die Wiederholung, 1989, 333 S., Ill.
- 1002 – Else Lasker-Schüler: Arthur Aronymus – die Geschichte meines Vaters, 1989, 60 S.
- 1003 – Heimito von Doderer: Die erleuchteten Fenster oder Die Menschwerdung des Amtsrates Julius Zihal – Roman, 1989, 174 S.
- 1004 – Hans-Georg Gadamer: Das Erbe Europas – Beiträge, 1989, 172 S.
- 1005 – Hans Jonas: Das Prinzip Verantwortung – Versuch einer Ethik für die technologische Zivilisation, 1989, 413 S.
- 1006 – Marguerite Duras: Aurelia Steiner, 1989, 93 S., Ill.
- 1007 – Juan Carlos Onetti: Der Schacht – Roman, Aus d. Span. von Jürgen Dormagen, 1989, 77 S., Ill.
- 1008 – E. M. Cioran: Auf den Gipfeln der Verzweiflung, Übers. aus d. Rumän. u. Nachbemerkung von Ferdinand Leopold, 1989, 178 S.
- 1009 – Marina Zwetajewa: Ein gefangener Geist – Essays, Aus d. Russ. übertr. u. mit e. Nachw. vers. von Rolf-Dietrich Keil, 1989, 286 S., Ill.
- 1010 – Christine Lavant: Das Kind – Erzählung, Mit einem Nachwort von Christine Wigotschnig, 1989, 77 S., 19 cm
- 1011 – Alexandros Papadiamantis: Die Mörderin – Roman, Aus d. Griech. von Andrea Schellinger. Nachw. Danae Coulmas, 1989, 164 S.
- 1012 – Hermann Broch: Die Schuldlosen – Roman in elf Erzählungen, 1989, 289 S.
- 1013 – Benito Pérez Galdós: Tristana – Roman, Aus dem Span. übers. und mit einem Nachw. vers. von Erna Pfeiffer, 1989, 232 S.
- 1014 – Conrad Aiken: Fremder Mond – ausgewählte Erzählungen, Aus d. Amerikan. von Ernst Kaiser, 195 S.
- 1015 – Max Frisch: Tagebuch – 1966–1971, 1989, 403 S.
- 1016 – Catherine Colomb: Zeit der Engel – Roman, Aus d. Franz. von Maria Dessauer. Nachw. von Gertrud Leutenegger, 1989, 197 S.
- 1017 – Georges Dumézil: Der schwarze Mönch in Varennes, nostradamische Posse und Divertissement über die letzten Worte des Sokrates, Aus d. Franz. von Eva Moldenhauer, 1989, 148 S.
- 1018 – Peter Huchel: Gedichte, Auswahl und Nachwort von Peter Wapnewski, 2017, 177 S.
- 1019 – Gesualdo Bufalino: Das Pesthaus, Aus d. Ital. von Karin Fleischanderl, 1990, 162 S.
- 1020 – Konstantinos Kavafis: Um zu bleiben – Liebesgedichte, Übersetzung u. Nachwort von Michael Schroeder. Mit 13 Radierungen von David Hockney, 1989, 110 S., Ill.
- 1021 – André du Bouchet: Vakante Glut – Gedichte, Übertr. von Paul Celan, 1989, 183 S., Ill.
- 1022 – Rainer Maria Rilke: Briefe an einen jungen Dichter, 1996, 72 S.
- 1023 – René Char: Lob einer Verdächtigen – Gedichte, Übers. von Lothar Klünner, 1989, 67 S., Ill.
- 1024 – Cees Nooteboom: Ein Lied von Schein und Sein, Aus d. Niederländ. von Helga van Beuningen, 1989, 98 S.
- 1025 – Gerhart Hauptmann: Das Meerwunder – eine unwahrscheinliche Geschichte, Mit 18 Zeichn. von Alfred Kubin, 1989, 117 S., 18 Ill.
- 1026 – Juan Benet: Ein Grabmal; Numa, eine Sage – Zwei Erzählungen, Aus dem Span. von Gerhard Poppenberg, 1989, 117 S.
- 1027 – Samuel Beckett: Der Verwaiser, Dt. Übertr. Elmar Tophoven. Übertr. ins Engl. durch d. Autor, 1989, 89 S.
- 1028 – Ulrich Plenzdorf: Die neuen Leiden des jungen W., 1989, 147 S.
- 1029 – George Bernard Shaw: Die Abenteuer des schwarzen Mädchens auf der Suche nach Gott, Mit e. Nachw. d. Autors. Aus d. Engl. von Ursula Michels-Wenz. Ill. von John Farleigh, 1989, 123 S., Ill.
- 1030 – Francis Ponge: Texte zur Kunst, Aus d. Französ. übers. von Gerhard M. Neumann u. Werner Spies. Mit e. Nachw. versehen von Werner Spies, 1990, 138 S.
- 1031 – Tankred Dorst: Klaras Mutter, Mitarb. Ursula Ehlers, 1990, 125 S., Ill.
- 1032 – Robert Graves: Das kühle Netz – Gedichte, Auswahl, Übertr. u. Nachw. von Wolfgang Held, 1990, 196 S., Ill.
- 1033 – Alain Robbe-Grillet: Die Radiergummis – Roman, Aus d. Franz. von Gerda von Uslar, 1989, 260 S.
- 1034 – Robert Musil: Vereinigungen – zwei Erzählungen, Mit e. Essay von Hartmut Böhme, 1990, 220 S.
- 1035 – Virgilio Piñera: Kleine Manöver – Roman, Aus d. Span. von Wilfried Böhringer, 222 S.
- 1036 – Kazimierz Brandys: Die Art zu leben, Aus d. Poln. übers. von Walter Thiel, 1990, 163 S.
- 1037 – Karl Krolow: Meine Gedichte, 1990, 152 S.
- 1038 – Leonid Andrejew: Die sieben Gehenkten – Erzählungen, Aus d. Russ. übertr. von Hans Loose u. Herbert Wotte. Mit e. Nachw. vers. von Angela Martini-Wonde, 1990, 261 S., 1 Ill.
- 1039 – Volker Braun: Der Stoff zum Leben 1–3; Gedichte, Mit e. Nachw. v. Hans Mayer, 1990, 107 S.
- 1040 – Samuel Beckett: Warten auf Godot, Übertr. v. Elmar Tophoven, 1990, 112 S.
- 1041 – Alejo Carpentier: Die Hetzjagd – Roman, Aus d. Span. von Anneliese Botond, 1990, 108 S.
- 1042 – Nicolas Born: Gedichte, Hrsg. u. mit e. Nachw. vers. v. Peter Handke, 1990, 88 S.
- 1043 – Maurice Blanchot: Das Todesurteil, Aus d. Franz. von Jürg Laederach, 1990, 108 S.
- 1044 – D. H. Lawrence: Der Mann, der Inseln liebte – Erzählung, Aus d. Engl. von Martin Beheim-Schwarzbach, 1990, 75 S., Ill.
- 1045 – Jurek Becker: Der Boxer – Roman, 1990, 303 S.
- 1046 – E. M. Cioran: Das Buch der Täuschungen, Aus d. Rumän. von Ferdinand Leopold, 1990, 228 S.
- 1047 – Federico García Lorca: Diwan des Tamarit; Sonette der dunklen Liebe – Gedichte, Übertr. von Rudolf Wittkopf und Lothar Klünner, 1990, 104 S.
- 1048 – Friederike Mayröcker: Das Herzzerreißende der Dinge, 1990, 164 S.
- 1049 – Pedro Salinas: Gedichte, Ausgew. u. übertr. von Rudolf Wittkopf. Mit einer Hommage von Jorge Guillén, 1990, 175 S.
- 1050 – Jürg Federspiel: Museum des Hasses – Tage in Manhattan, 1990, 228 S.
- 1051 – Silvina Ocampo: Die Furie und andere Geschichten, Aus dem Span. übers. und mit einem Nachw. vers. von René Strien, 1992, 237 S.
- 1052 – Alexander Blok: Gedichte, Ausgew., nachgedichtet u. mit e. Nachw. vers. von Adrian Wanner, 1990, 178 S.
- 1053 – Raymond Queneau: Stilübungen, Aus d. Franz. von Ludwig Harig und Eugen Helmlé, 1990, 155 S.
- 1054 – Dolf Sternberger: Figuren der Fabel – Essays, 1990, 178 S.
- 1055 – Gertrude Stein: Q. E. D., Aus d. Amerikan. v. Marie-Anne Stiebel, 1990, 107 S.
- 1056 – Mercè Rodoreda: Aloma – Roman, Aus dem Katalanischen übers. u. mit e. Nachwort versehen von Angelika Maass, 1991, 184 S.
- 1057 – Marina Zwetajewa: Phoenix – Versdrama in drei Bildern, Nachdichtung von Ilma Rakusa, 1990,
- 1058 – Thomas Bernhard: In der Höhe – Rettungsversuch, Unsinn, 1990, 143 S.
- 1059 – Jorge Ibargüengoitia: Die toten Frauen – Roman, Aus d. Span. von Peter Schwaar, 1990, 164 S., Ill.
- 1060 – Henry de Montherlant: Moustique, Aus d. Franz. von Gabriele Gerecke, 1990, 130 S.
- 1061 – Carlo E. Gadda: An einen brüderlichen Freund – Briefe an Bonaventura Tecchi, Hrsg. von Marcello Carlino. Aus dem Ital. übers. von Wolfgang Boerner, 1991, 169 S.
- 1062 – Karl Kraus: Pro domo et mundo, 1990, 132 S.
- 1063 – Sándor Weöres: Der von Ungern – Gedichte und acht Zeichnungen, Ausgew. und aus dem Ungar. übers. von Barbara Frischmuth, 1991, 138 S., Ill.
- 1064 – Ernst Penzoldt: Der arme Chatterton – Geschichte eines Wunderkindes, 1990, 163 S.
- 1065 – Giorgos Seferis: Alles voller Götter – Essays, Hrsg., aus dem Griech. übers. u. mit einem Nachw. vers. von Asteris Kutulas, 1990, 365 S.
- 1066 – Horst Krüger: Das zerbrochene Haus – eine Jugend in Deutschland, Vorw. von Marcel Reich-Ranicki, 1990, 208 S.
- 1067 – Alain: Die Kunst sich und andere zu erkennen – fünfundfünfzig Propos und ein Essai, Auswahl, Übers. und Nachwort von Franz Joseph Krebs, 1991, 193 S.
- 1068 – Rainer Maria Rilke: Bücher, Theater, Kunst – Aufsätze 1896–1905, Hrsg. v. Richard von Mises, 1991, 231 S.
- 1069 – Claude Ollier: Bildstörung, Aus dem Franz. von Ingrid Axmann, 1991, 178 S.
- 1070 – Jörg Steiner: Schnee bis in die Niederungen – Erzählung, 1990, 103 S.
- 1071 – Norbert Elias: Mozart, zur Soziologie eines Genies, Hrsg. von Michael Schröter, 1991, 186 S.
- 1072 – Louis Aragon: Libertinage, Aus dem Franz. von Lydia Babilas, 1991, 219 S.
- 1073 – Gabriele D’Annunzio: Der Kamerad mit den wimpernlosen Augen – Roman, Aus dem Ital. übers. von Karin Fleischanderl, 1991, 156 S.
- 1074
- 1075 – Max Frisch: Biedermann und die Brandstifter – ein Lehrstück ohne Lehre, 1991, 69 S.
- 1076 – Willy Kyrklund: Vom Guten, Aus dem Schwed. von Angelika Gundlach, 1991, 99 S.
- 1077 – Jannis Ritsos: Gedichte, Ausgew., aus dem Griechischen übers. und mit einem Nachwort versehen von Klaus-Peter Wedekind, 1991, 153 S.
- 1078
- 1079 – Max Dauthendey: Lingam – zwölf asiatische Novellen, Mit einem Nachw. von Hans Christoph Buch, 1991, 126 S.
- 1080 – Alexej Remisow: Gang auf Simsen – Erzählung, Aus dem Russ. übertr. von Annelore Nitschke, 1991, 149 S.
- 1081
- 1082 – Octavio Paz: Adler oder Sonne?, Aus dem Span. von Rudolf Wittkopf, 1991, 111 S.
- 1083 – René Crevel: Seid ihr verrückt?, Aus dem Franz. übers. u. mit e. Nachwort versehen von Una Pfau, 1991, 166 S.
- 1084 – Robert Pinget: Passacaglia, Aus dem Franz. übers. von Gerda Scheffel., 1991, 148 S.
- 1085 – Wolfgang Koeppen: Eine unglückliche Liebe – Roman, 1991, 197 S.
- 1086 – Mario Vargas Llosa: Lob der Stiefmutter – Roman, Aus d. Span. v. Elke Wehr, 1991, 195 S., Ill.
- 1087 – Marguerite Duras: Im Sommer abends um halb elf – Roman, Aus dem Franz. von Ilma Rakusa, 1991, 217 S.
- 1088 – Joseph Conrad: Herz der Finsternis, Übers. u. Nachw. von Reinhold Batberger, 1992, 164 S.
- 1089
- 1090 – Czesław Miłosz: Gedichte, Aus d. Poln. übertr. von Karl Dedecius, 1992, 227 S.
- 1091 – Karl Kraus: Die letzten Tage der Menschheit – Bühnenfassung des Autors, Hrsg. von Eckart Früh, 1992, 284 S.
- 1092 – Jean Giono: Der Deserteur – Erzählung, Aus dem Franz. von Hans Thill, 1992, 109 S.
- 1093 – Michel Butor: Die Wörter in der Malerei – Essay, 1992, 141 S., Ill.
- 1094 – Konstantin Waginow: Auf der Suche nach dem Gesang der Nachtigall – Roman, Aus dem Russ. von Ulrike Zemme, 1993, 189 S.
- 1095 – Max Frisch: Fragebogen, 1992, 92 S.
- 1096 – Carlo Emilio Gadda: Die Liebe zur Mechanik – Roman, Aus dem Ital. von Marianne Schneider, 1993, 183 S.
- 1097 – Bohumil Hrabal: Die Katze Autitschko – Erzählung, Aus dem Tschech. von Karl-Heinz Jähn. Mit Ill. von Hans-Jörg Brehm, 1992, 133 S., Ill.
- 1098 – Hans Mayer: Frisch und Dürrenmatt, 1992, 184 S.
- 1099 – Isabel Allende: Eine Rache und andere Geschichten, Aus dem Span. von Lieselotte Kolanoske, 1992, 114 S.
- 1100 – Wolfgang Hildesheimer: Mitteilungen an Max über den Stand der Dinge und anderes, Mit e. Glossarium u. 6 Tuschzeichn. d. Autors, 1992, 79 S., Ill.
- 1101 – Paul Valéry: Über Mallarmé, 1992, 133 S.
- 1102 – Marie Nimier: Die Giraffe – Roman, Aus dem Franz. von Maria Dessauer, 1992, 238 S.
- 1103 – Gennadij Ajgi: Beginn der Lichtung – Gedichte, Hrsg. u. aus d. Russ. übertragen von Karl Dedecius, 1992, 119 S.
- 1104 – Jorge Ibargüengoitia: Augustblitze – Roman, Aus dem Span. von Peter Schwaar, 1992, 118 S.
- 1105 – Silvio D'Arzo: Des andern Haus – Erzählung, Aus d. Ital. von Iris Schnebel-Kaschnitz, 1992, 87 S.
- 1106 – Werner Koch: Altes Kloster – Erzählung, 1992, 193 S.
- 1107 – Gesualdo Bufalino: Der Ingenieur von Babel – Erzählungen, Aus dem Ital. von Maja Pflug, 1992, 196 S.
- 1108 – Manuel Puig: Der Kuß der Spinnenfrau, Aus dem Span. von Anneliese Botond, 1992, 298 S.
- 1109 – Marieluise Fleißer: Das Mädchen Yella – Geschichten, 1992, 109 S.
- 1110 – Raymond Queneau: Ein strenger Winter – Roman, Aus dem Franz. von Eugen Helmlé, 1992, 123 S.
- 1111 – Gershom Scholem: Judaica, Hrsg. von Rolf Tiedemann, 1992, 151 S
- 1112 – Jürgen Becker: Beispielsweise am Wannsee – ausgewählte Gedichte, 1992, 140 S.
- 1113 – Eduardo Mendoza: Das Geheimnis der verhexten Krypta – Roman, Aus d. Span. von Peter Schwaar, 1992, 225 S.
- 1114 – Wolfgang Hildesheimer: Paradies der falschen Vögel – Roman, 1992, 139 S.
- 1115 – Guillaume Apollinaire: Die sitzende Frau – Sitten und Wunder der Zeit, eine Chronik Frankreichs und Amerikas, Aus dem Franz. von Lydia Babilas, 1992, 132 S.
- 1116 – Paul Nizon: Canto, 1993, 248 S., Ill.
- 1117 – Guido Morselli: Dissipatio humani generis oder die Einsamkeit – Roman, Aus d. Ital. von Ragni Maria Gschwend, 1993, 152 S. (2. A. 2021 unter der Nr. 1529)
- 1118 – Karl Kraus: Nachts, 1993, 158 S.
- 1119 – Juan Carlos Onetti: Der Tod und das Mädchen – Roman, Aus d. Span. von Jürgen Dormagen, 1993, 96 S.
- 1120 – Thomas Bernhard: Alte Meister – Komödie, 1993, 310 S.
- 1121 – Willem Elsschot: Villa des Roses – Roman, Aus dem Niederländ. von Waltraud Hüsmert, 1993, 187 S.
- 1122 – Juan Goytisolo: Landschaften nach der Schlacht – Roman, Aus dem Span. von Gisbert Haefs, 1993, 175 S.
- 1123 – Sascha Sokolow: Die Schule der Dummen – Roman, Aus d. Russ. uebers. von Wolfgang Kasack, 1993, 237 S.
- 1124 – Bohumil Hrabal: Leben ohne Smoking – Erzählungen, Aus dem Tschech. von Karl-Heinz Jähn, 1993, 213 S.
- 1125 – Peter Bichsel: Eigentlich möchte Frau Blum den Milchmann kennenlernen – 21 Geschichten, 1993, 73 S.
- 1126 – Guido Ceronetti: Teegedanken, Aus d. Ital. v. Viktoria von Schirach, 1993, 112 S.
- 1127 – Adolf Muschg: Noch ein Wunsch – Erzählung, 1993, 140 S.
- 1128 – Forugh Farrochsad: Jene Tage – Gedichte, Ausgew., aus d. Pers. übertr. u. mit e. Nachw. vers. von Kurt Scharf, 1993, 120 S., Ill.
- 1129 – Julio Cortázar: Unzeiten – Erzählungen, 1993, 178 S.
- 1130 – Gesualdo Bufalino: Die Lügen der Nacht – Roman, Aus dem Ital. von Marianne Schneider, 1993, 204 S.
- 1131 – Richard Ellmann: Vier Dubliner – Wilde, Yeats, Joyce und Beckett, Aus dem Engl. von Wolfgang Held, 1993, 139 S., Ill.
- 1132 – Gerard Reve: Der vierte Mann, Aus dem Niederländ. von Jürgen Hillner, 1993, 137 S.
- 1133 – Mercè Rodoreda: Auf der Plaça del Diamant – Roman, Aus dem Katalan. von Hans Weiss, 1995, 244 S.
- 1134 – Francis Ponge: Die Seife, Aus dem Franz. von Maria Bosse-Sporleder, 1993, 108 S.
- 1135 – Hans-Georg Gadamer: Über die Verborgenheit der Gesundheit – Aufsätze und Vorträge, 1993, 213 S.
- 1136 – Wolfgang Hildesheimer: Mozart, 1993, 415 S.
- 1137
- 1138 – Max Frisch: Stich-Worte, Ausgesucht von Uwe Johnson, 1994, 251 S.
- 1139 – Bohumil Hrabal: Ich habe den englischen König bedient, Aus dem Tschech. von Karl-Heinz Jähn, 1994, 300 S.
- 1140
- 1141 – Cees Nooteboom: Die folgende Geschichte, Aus dem Niederländ. von Helga van Beuningen, 1994, 146 S.
- 1142 – Hermann Hesse: Musik – Betrachtungen, Gedichte, Rezensionen und Briefe, mit e. Essay von Hermann Kasack; hrsg. von Volker Michels, 1993, 247 S.
- 1143 – Paul Celan: Lichtzwang, 1994, 102 S.
- 1144 – Isabel Allende: Geschenk für eine Braut – Geschichten, Aus dem Span. von Lieselotte Kolanoske, 1994, 115 S.
- 1145 – Thomas Bernhard: Frost, 1994, 315 S.
- 1146 – Katherine Mansfield: Glück – Erzählungen, Aus d. Engl. von Heide Steiner, 1994, 76 S.
- 1147 – Giorgos Seferis: Sechs Nächte auf der Akropolis, Hrsg. und mit einem Nachw. vers. von Asteris Kutulas. Aus dem Griech. übers. von Asteris Kutulas, 1995, 240 S.
- 1148 – Gershom Scholem: Alchemie und Kabbala, 1994, 116 S.
- 1149 – Max Dauthendey: Die acht Gesichter am Biwasee – japanische Liebesgeschichten, 1994, 171 S.
- 1150 – Julio Cortázar: Alle lieben Glenda – zwei Geschichten und eine Meditation über das Phantastische, Aus dem Span. von Rudolf Wittkopf, 1994, 55 S.
- 1151 – Isaak Babel: Die Reiterarmee – Erzählungen, Aus dem Russ. von Dmitri Umanski, 1994, 180 S.
- 1152 – Hermann Broch: Barbara – Novelle, 1994, 65 S.
- 1153
- 1154 – Juan Benet: Der Turmbau zu Babel – Essay, Aus dem Span. von Gerhard Poppenberg, 1994, 69 S., Ill.
- 1155 – Bertolt Brecht: Die Dreigroschenoper – nach John Gays „The beggar’s opera“, Mitarb. E. Hauptmann; K. Weill, 1994, 106 S.
- 1156 – Józef Wittlin: Mein Lemberg, Aus d. Poln. von Klaus Staemmler, 81 S., Ill.
- 1157 – Bohumil Hrabal: Reise nach Sondervorschrift, Zuglauf überwacht – Erzählung, Aus dem Tschech. von Franz Peter Künzel, 1994, 88 S.
- 1158 – Tankred Dorst: Fernando Krapp hat mir diesen Brief geschrieben – ein Versuch über die Wahrheit, Mitarb. Ursula Ehler, 1994, 93 S.
- 1159 – Mori Ōgai: Die Tänzerin – zwei Erzählungen, Aus dem Japan. von Wolfgang Schamoni, 1994, 59 S.
- 1160 – Hans Jonas: Gedanken über Gott – drei Versuche, 1994, 103 S.
- 1161 – Bertolt Brecht: Gedichte über die Liebe, Ausgew. von Werner Hecht, 1994, 239 S.
- 1162 – Clarice Lispector: Aqua viva – ein Zwiegespräch, Aus d. brasilian. Portug. von Sarita Brandt, 1994, 110 S.
- 1163 – Samuel Beckett: Der Ausgestoßene, Dt. Übertr. von Elmar Tophoven. Mit Ill. von Roswitha Quadflieg, 1994, 95 S., Ill.
- 1164 – Friederike Mayröcker: Das Licht in der Landschaft, 1994, 137 S.
- 1165 – Yasunari Kawabata: Die schlafenden Schönen – Roman, Aus dem Japan. von Siegfried Schaarschmidt, 1994, 129 S.
- 1166 – Marcel Proust: Tage des Lesens – drei Essays, Aus dem Franz. von Helmut Scheffel, 1995, 123 S.
- 1167 – Peter Weiss: Die Verfolgung und Ermordung Jean Paul Marats dargestellt durch die Schauspielgruppe des Hospizes zu Charenton unter Anleitung des Herrn de Sade – Drama in zwei Akten, Musik von Hans-Martin Majewski, 1995, 143 S., Ill.
- 1168 – Alberto Savinio: Kindheit des Nivasio Dolcemare, Aus dem Ital. von Sigrid Vagt, 1996, 151 S.
- 1169 – Alain Robbe-Grillet: Die blaue Villa in Hongkong – Roman, Übers. aus dem Franz. von Rolf und Hedda Soellner, 1995, 173 S.
- 1170 – Dolf Sternberger: Ich wünschte ein Bürger zu sein – neun Versuche über den Staat, 1995, 191 S.
- 1171 – Herman Bang: Die vier Teufel – Novelle, 1995, 80 S.
- 1172 – Paul Valéry: Windstriche – Aufzeichnungen und Aphorismen, Aus d. Franz. von Bernhard Böschenstein, 1995, 140 S.
- 1173 – Peter Handke: Die Stunde da wir nichts voneinander wussten – ein Schauspiel, 1995, 63 S.
- 1174 – Emmanuel Bove: Die Falle, Aus dem Franz. von Bernd Schwibs, 1996, 193 S.
- 1175 – Juan Carlos Onetti: Abschiede – Roman, Aus dem Span. von Wilhelm Muster, 1994, 85 S.
- 1176 – Elisabeth Langgässer: Das Labyrinth – fünf Erzählungen, 1995, 134 S.
- 1177 – E. M. Cioran: Syllogismen der Bitterkeit, Aus dem Franz. von Kurt Leonhard, 1995, 89 S.
- 1178 – Kenzaburo Oe: Der Fang, Aus d. Japan. von Tatsuji Iwabuchi, 1994, 82 S.
- 1179 – Peter Bichsel: Zur Stadt Paris – Geschichten, 1995, 114 S.
- 1180 – Zbigniew Herbert: Der Tulpen bitterer Duft, Aus d. Poln. von Klaus Staemmler, 1995, 60 S.
- 1181 – Martin Walser: Ohne einander – Roman, 1995, 225 S.
- 1182 – Jean Paulhan: Der beflissene Soldat, Aus d. Franz. übers. u. mit einem Nachw. versehen von Friedhelm Kemp, 1995, 108 S.
- 1183 – Rudyard Kipling: Die beste Geschichte der Welt, Aus dem Engl. von Friedrich Polakovics, 1995, 74 S.
- 1184 – Elizabeth von Arnim: Der Garten der Kindheit, 1995, 73 S.
- 1185 – Marcel Proust: Eine Liebe Swanns, Aus dem Franz. von Eva Rechel-Mertens, 1995, 305 S.
- 1186 – Friedrich Cramer: Gratwanderungen – das Chaos der Künste und die Ordnung der Zeit, 1995, 68 S., Ill.
- 1187 – Juan Goytisolo: Rückforderung des Conde don Julián – Roman, Aus dem Span. von Joachim A. Frank. Nachw. von Carlos Fuentes, 1995, 237 S.
- 1188 – Adolfo Bioy Casares: Abenteuer eines Fotografen in LaPlata – Roman, Aus dem Span. von Peter Schwaar, 1995, 171 S.
- 1189 – Cees Nooteboom: Der Buddha hinter dem Bretterzaun – eine Erzählung, Aus dem Niederländ. von Helga van Beuningen, 1995, 84 S.
- 1190 – Gesualdo Bufalino: Mit blinden Argusaugen oder Die Träume der Erinnerung, Aus dem Ital. von Marianne Schneider, 1995, 197 S.
- 1191 – Paul Valéry: Monsieur Teste, Aus dem Franz. von Max Rychner, 1995, 84 S.
- 1192 – Harry Mulisch: Das steinerne Brautbett – Roman, Aus dem Niederländ. von Gregor Seferens, 1995, 182 S.
- 1193 – John Cage: Silence, Aus dem Amerikan. von Ernst Jandl, 1995, 159 S.
- 1194 – Antonia S. Byatt: Zucker – Erzählung. Aus dem Engl. von Melanie Walz, 1995, 80 S.
- 1195
- 1196
- 1197 – Claude Lévi-Strauss: Mythos und Bedeutung – Vorträge, Aus dem Engl. von Brigitte Luchesi, 1995, 78 S.
- 1198 – Tschingis Aitmatow: Der weisse Dampfer – Roman, Aus dem Russ. von Uwe Groth. Mit einem Vorw. des Autors, 1995, 232 S.
- 1199 – Gertrud Kolmar: Susanna – Erzählung, Mit einem Nachw. von Thomas Sparr, 1995, 90 S.
- 1200 – Octavio Paz: Die doppelte Flamme – Liebe und Erotik, Aus dem Span. von Rudolf Wittkopf, 1997, 210 S., Ill.
- 1201 – E. M. Cioran: Gedankendämmerung, Aus dem Rumän. übers. und mit einer Nachbemerkung vers. von Ferdinand Leopold, 1995, 260 S.
- 1202 – Gesualdo Bufalino: Klare Verhältnisse – Roman, Aus dem Ital. von Hans Raimund, 1995, 172 S.
- 1203 – Friedrich Dürrenmatt: Die Ehe des Herrn Mississippi – eine Komödie in zwei Teilen (Neufassung 1980) und ein Drehbuch, 1996, 211 S.
- 1204 – Alexej Remisow: Die Geräusche der Stadt, Aus dem Russ. übers. und mit einem Nachw. vers. Ilma Rakuša, 1996, 188 S.
- 1205 – Ambrose Bierce: Mein Lieblingsmord – Erzählungen, Aus dem Amerikan. von Gisela Günther. Mit einem Nachw. von Edouard Roditi, 1996, 220 S.
- 1206 – Amos Oz: Herr Levi – Erzählungen, Aus dem Hebr. von Ruth Achlama, 1996, 84 S.
- 1207
- 1208 – Wolfgang Koeppen: Ich bin gern in Venedig warum, 1996, 63 S.
- 1209 – Hugo Claus: Jakobs Verlangen – Roman, Aus d. Niederländ. übers. v. Rosemarie Still, 1996, 229 S.
- 1210 – Abraham Sutzkever: Grünes Aquarium – kurze Beschreibungen; Prosastücke, Übers. Jost G. Blum, 1996, 150 S.
- 1211 – Samuel Beckett: Das letzte Band, Dt. Übertr. von Erika und Elmar Tophoven. Franz. Übertr. von Samuel Beckett, 1996, 53 S.
- 1212
- 1213 – Louis Aragon: Der Pariser Bauer, Aus dem Franz. von Lydia Babilas, 1996, 242 S.
- 1214 – Michel Foucault: Die Hoffräulein, Aus dem Franz. von Ulrich Köppen, 1996, 45 S., Ill.
- 1215 – Gertrude Stein: Zarte Knöpfe – deutsch und amerikanisch, Übers. von Marie-Anne Stiebel, 1996, 145 S.
- 1216 – Hans Mayer: Reden über Deutschland – (1945–1993), 1996, 217 S.
- 1217 – Álvaro Cunqueiro: Die Chroniken des Kantors – Roman, Aus dem Spanischen von Elke Wehr, 1996, 155 S.
- 1218 – Inger Christensen: Das gemalte Zimmer – eine Erzählung aus Mantua, Aus dem Dän. von Hanns Grössel. Das Gedicht „Lied an meinen Pfau“ hat Bernhard Glienke übertr., 1996, 106 S.
- 1219 – Peter Weiss: Das Gespräch der drei Gehenden, 1996, 91 S.
- 1220 – Rudyard Kipling: Das neue Dschungelbuch, Aus dem Engl. von Dagobert von Mikusch, 1996, 272 S.
- 1221 – Sylvia Plath: Die Glasglocke, Aus dem Engl. von Reinhard Kaiser, 1997, 254 S.
- 1222 – Martin Walser: Selbstbewusstsein und Ironie – Frankfurter Vorlesungen, 1996, 211 S., Ill.
- 1223 – Cees Nooteboom: Das Gesicht des Auges – Gedichte, In der Übertr. von Ard Posthuma, 1994, 86 S.
- 1224 – Samuel Beckett: Endspiel, Dt. Übertr. von Elmar Tophoven. Franz. Orig.-Fassung. Engl. Übertr. von Samuel Beckett, 1996, 121 S.
- 1225 – George Bernard Shaw: Die wundersame Rache und andere Geschichten, Aus d. Engl. von Ursula Michels-Wenz, 1996, 166 S.
- 1226 – Else Lasker-Schüler: Der Prinz von Theben, 1996,
- 1227 – Cesare Pavese: Die einsamen Frauen – Roman, Aus dem Ital. von Catharina Gelpke, 1996, 154 S.
- 1228 – Zbigniew Herbert: Stilleben mit Kandare – Skizzen und Apokryphen. Aus dem Poln. von Klaus Staemmler, 1996, 216 S.
- 1229 – Marie Luise Kaschnitz: Das Haus der Kindheit, 1996, 110 S.
- 1230 – Peter Handke: Phantasien der Wiederholung, 1996, 99 S.
- 1231 – John Updike: Der weite Weg zu zweit – Szenen einer Liebe, Aus d. Amerikan. übers. von Maria Carlsson, 1996, 232 S.
- 1232 – Georges Simenon: Der Mörder – Roman, Aus dem Franz. von Lothar Baier, 1997, 162 S.
- 1233 – Jürgen Habermas: Vom sinnlichen Eindruck zum symbolischen Ausdruck – philosophische Essays, 1997, 154 S.
- 1234 – Clarice Lispector: Wo warst du in der Nacht – Erzählungen, Aus dem brasilianischen Portugiesisch von Sarita Brandt, 1997, 117 S.
- 1235 – Joseph Conrad: Falk – eine Erinnerung, Aus dem Englischen von Fritz Lorch, 1997, 127 S.
- 1236 – Stefan Andres: Wir sind Utopia – Novelle, 1997, 144 S.
- 1237 – Virginia Woolf: Die Wellen – Roman, Aus dem Engl. von Maria Bosse-Sporleder, 1997, 262 S.
- 1238 – Cesare Pavese: Der schöne Sommer – Roman, Aus d. Ital. von Charlotte Birnbaum, 1997, 121 S.
- 1239 – Franz Kafka: Betrachtung, 1997, 77 S.
- 1240 – Lawrence Durrell: Das Lächeln des Tao, Aus dem Engl. von Nicolaus Bornhorn, 1997,
- 1241 – Bohumil Hrabal: Ein Heft ungeteilter Aufmerksamkeit, Aus dem Tschech. von Susanna Roth, 1997, 93 S.
- 1242 – Erhart Kästner: Die Lerchenschule – Aufzeichnungen von der Insel Delos, 1997, 277 S.
- 1243 – Eduardo Mendoza: Das Jahr der Sintflut – Roman, Aus dem Span. von Peter Schwaar, 1997, 130 S.
- 1244 – Karl Kraus: Die Sprache, 1997, 372 S.
- 1245 – Annette Kolb: Daphne Herbst, 1997, 220 S.
- 1246 – Giuseppe Tomasi di Lampedusa: Die Sirene – Erzählungen, Aus dem Ital. übers. von Charlotte Birnbaum, 1997, 198 S.
- 1247 – Marieluise Fleißer: Die List – frühe Erzählungen, Hrsg. und mit einem Nachw. versehen von Bernhard Echte, 1997, 111 S.
- 1248 – Sadeq Hedayat: Die blinde Eule – Roman, Aus dem Pers. von Bahman Nirumand. Mit einem Nachw. von Abbas Maroufi, übers. von Anneliese Ghahraman-Beck, 1997, 166 S.
- 1249 – Olof Lagercrantz: Marcel Proust oder Vom Glück des Lesens, Aus dem Schwedischen von Angelika Gundlach, 1997, 203 S.
- 1250 – Paul Celan: Schneepart – Gedichte, 1997, 88 S.
- 1251 – György Dalos: Die Beschneidung – eine Geschichte, Aus dem Ungar. von György Dalos und Elsbeth Zylla, 1997, 197 S.
- 1252 – René Depestre: Hadriana in all meinen Träumen – Roman, Aus d. Franz. von Rudolf von Bitter, 1997, 170 S.
- 1253 – Jurek Becker: Bronsteins Kinder – Roman, 1997, 302 S.
- 1254 – Ryūnosuke Akutagawa: Das Leben eines Narren, Aus dem Japan. von Otto Putz, 1997, 83 S.
- 1255 – Cesare Pavese: Der Teufel auf den Hügeln – Roman, Aus dem Ital. von Charlotte Birnbaum, 1997, 171 S.
- 1256 – Hans Magnus Enzensberger: Kiosk – neue Gedichte, 1997, 133 S.
- 1257 – Paul Bowles: Zu fern der Heimat – Erzählung, Aus dem Amerikan. von Pociao, 1997, 70 S.
- 1258 – Adolfo Bioy Casares: Ein schwankender Champion – Roman, Aus dem Span. von Peter Schwaar, 1997, 79 S.
- 1259 – Anna Maria Jokl: Essenzen, 1997, 109 S.
- 1260
- 1261 – Giuseppe Ungaretti: Das verheißene Land; Das Merkbuch des Alten,
- 1262 – Juan Carlos Onetti: Magda – Roman, Aus d. Span. von Anneliese Botond, 1997, 99 S.
- 1263 – Hans Blumenberg: Schiffbruch mit Zuschauer – Paradigma einer Daseinsmetapher, 1997, 105 S.
- 1264 – Hermann Lenz: Die Augen eines Dieners – Roman, 1997, 223 S.
- 1265 – Hans Erich Nossack: Um es kurz zu machen – Miniaturen, Zsgest. von Christof Schmid, 1997, 119 S.
- 1266 – Joseph Brodsky: Haltestelle in der Wüste – Gedichte, Aus dem Russischen übertragen von Ralph Dutli, 1997, 123 S.
- 1267 – Mário de Sá-Carneiro: Lúcios Bekenntnis – Roman, Aus dem Portug. übers. und mit einem Nachw. vers. von Berthold Zilly, 1997, 133 S.
- 1268 – Gerhard Meier: Land der Winde – Roman, Nachwort von Werner Morlang, 1997, 133 S.
- 1269 – Gershom Scholem: Judaica, Hrsg. von Rolf Tiedemann, 1997, 110 S.
- 1270 – Rafael Alberti: Der verlorene Hain – Erinnerungen, Aus d. Span. von Joachim A. Frank, 1997, 360 S.
- 1271 – Bertolt Brecht: Furcht und Elend des III. Reiches – 30 Szenen, 1998, 135 S.
- 1272 – Thomas Wolfe: Der verlorene Knabe – Erzählung, Aus dem Amerikan. von Erich Wolfgang Skwara. Mit einem Nachw. von Paul Nizon, 1998, 110 S.
- 1273 – E. M. Cioran: Leidenschaftlicher Leitfaden, Aus dem Rumän. übers. und mit einer Nachbemerkung vers. von Ferdinand Leopold, 1998, 131 S.
- 1274 – Bertolt Brecht: Flüchtlingsgespräche, 1998,
- 1275 – Else Lasker-Schüler: In Theben geboren – Gedichte, Hrsg. und mit einem Nachw.vers. von Ruth Klüger, 1998, 111 S.
- 1276 – S. J. Agnon: Buch der Taten – Erzählungen, Aus dem Hebr. übers. und mit einem Nachw. vers. von Gerold Necker und Karl Steinschneider, 1998, 155 S.
- 1277 – Volker Braun: Die unvollendete Geschichte und ihr Ende, 1998, 121 S.
- 1278 – Jan Jacob Slauerhoff: Christus in Guadalajara – Roman, Aus dem Niederländ. von Ard Posthuma, 1998, 136 S.
- 1279 – Yasushi Inoue: Shirobamba – Roman, Aus dem Japan. von Richmod Bollinger, 1998, 234 S.
- 1280 – Gertrud von LeFort: Das fremde Kind – Erzählung, 1998, 110 S.
- 1281 – György Konrád: Heimkehr, Aus dem Ungarischen von Hans-Henning Paetzke, 1998, 69 S.
- 1282 – Peter Bichsel: Der Busant – von Trinkern, Polizisten und der schönen Magelone, 1998, 120 S.
- 1283 – Hans Mayer: Der Weg Heinrich Heines – Versuche, 1998, 117 S.
- 1284 – Carlos Fuentes: Der alte Gringo, Aus dem mexikan. Span. übertr. von Maria Bamberg, 1998, 203 S.
- 1285 – Peter Rühmkorf: Lethe mit Schuß – Gedichte, Ausgew. und mit einem Nachw. vers. von Robert Gernhardt, 1998, 138 S.
- 1286 – Cees Nooteboom: Der Ritter ist gestorben – Roman, Aus dem Niederländ. von Helga van Beuningen, 1998, 150 S.
- 1287 – Christopher Isherwood: Praterveilchen, Aus dem Engl. von Hansi Bochow-Blüthgen, 1998, 139 S.
- 1288 – Ernst Weiß: Jarmila – eine Liebesgeschichte aus Böhmen, 1998, 110 S.
- 1289 – Vladimir Nabokov: Pnin – Roman, Dt. von Dieter E. Zimmer. Mit einem Nachw. von Michael Maar, 1998, 222 S.
- 1290 – Wenedikt Jerofejew: Die Reise nach Petuschki – Roman, Aus dem Russ. von Natascha Spitz, 1998, 179 S.
- 1291 – Rainer Maria Rilke: Mitten im Lesen schreib ich Dir – ausgewählte Briefe, Hrsg. von Rätus Luck, 1998, 321 S.
- 1292 – Robert Graves: Der Schrei – Erzählung, Aus dem Engl. von Wolfgang Held, 1998, 56 S.
- 1293 – S. J. Agnon: Liebe und Trennung – Erzählungen, Aus dem Hebr. übers. und mit einem Nachw. vers. von Gerold Necker und Nachum N. Glatzer, 1998, 187 S.
- 1294 – Louis Begley: Lügen in Zeiten des Krieges – Roman, Aus dem Amerikan. von Christa Krüger, 1998, 222 S.
- 1295 – Inger Christensen: Das Schmetterlingstal – ein Requiem, Übertr. von Hanns Grössel. Nachw. Thomas Sparr, 1998, 48 S.
- 1296 – Rosario Castellanos: Die Tugend der Frauen von Comitán – Erzählung, Aus dem Span. von Petra Strien, 1998, 113 S.
- 1297 – Marcel Proust: Freuden und Tage, Übertr. und hrsg. von Luzius Keller, 1998, 269 S.
- 1298 – Weniamin Kawerin: Vor dem Spiegel – Roman. Aus dem Russischen von Gisela Drohla, 1998, 323 S.
- 1299 – Juan Carlos Onetti: Wenn es nicht mehr wichtig ist – Roman. Aus dem Spanischen von Rudolf Wittkopf, 1998, 188 S.
- 1300 – Peter Handke: Die drei Versuche, 1998, 302 S.
- 1301 – Hans Henny Jahnn: 13 nicht geheure Geschichten. Hrsg. und mit einem Nachwort von Uwe Schweikert, 1998, 253 S.
- 1302 – Claude Simon: Die Akazie – Roman. Aus dem Französischen von Eva Moldenhauer, 1998, 354 S.
- 1303 – Hans Blumenberg: Begriffe in Geschichten, 1998, 259 S.
- 1304 – Friederike Mayröcker: Benachbarte Metalle – ausgewählte Gedichte. Anordnung und Nachwort von Thomas Kling, 1998, 157 S.
- 1305 – S. Yishar: Ein arabisches Dorf – Erzählung. Aus dem Hebräischen von Ruth Achlama, 1998, 102 S.
- 1306 – Paul Valéry: Leonardo da Vinci – Essays. Aus dem Französischen von Karl August Horst und Jürgen Schmidt-Radefeldt, 1998, 163 S., Ill.
- 1307 – Ernst Weiß: Der Augenzeuge – Roman. Mit einem Nachwort von Peter Engel, 1999, 224 S.
- 1308 – Octavio Paz: Im Lichte Indiens – ein Essay. Aus dem Spanischen von Rudolf Wittkopf, 1999, 201 S.
- 1309 – Gertrud Kolmar: Welten – Gedichte, 1999, 62 S.
- 1310 – Alberto Savinio: Tragödie der Kindheit, Aus dem Italienischen von Anna Leube, 1999, 121 S.
- 1311 – Zbigniew Herbert: Opfer der Könige – zwei Essays. Aus dem Polnischen von Klaus Staemmler, 1999, 113 S.
- 1312 – Edoardo Sanguineti: Capriccio italiano. Aus dem Italienischen von Arianna Giachi, 1999, 153 S.
- 1313
- 1314 – Augusto Roa Bastos: Die Nacht des Admirals – Roman. Aus dem Spanischen von Ulrich Kunzmann, 1999, 331 S.
- 1315 – Frank Wedekind: Lulu - Die Büchse der Pandora – eine Monstretragödie, Urfassung von 1894, 1999, 200 S.
- 1316 – Jorge Ibargüengoitia: Abendstunden in der Provinz – Roman, Aus dem Spanischen von Peter Schwaar, 1999, 146 S.
- 1317 – Marina I. Cvetaeva: Ein Abend nicht von dieser Welt – Prosa. Aus dem Russischen von Ilma Rakuša, 1999, 150 S., Ill.
- 1318 – Hans Henny Jahnn: Die Nacht aus Blei, 2004, 123 S.
- 1319 – Julio Cortázar: Andrés Favas Tagebuch. Aus dem Spanischen von Gisbert Haefs, 1999, 116 S.
- 1320 – Thomas Bernhard: Das Kalkwerk – Roman, 1999, 210 S.
- 1321 – Marcel Proust: Combray. Aus dem Französischen von Eva Rechel-Mertens, 1999, 364 S.
- 1322 – Ludwig Wittgenstein: Tractatus logico-philosophicus, 1999, 114 S.
- 1323 – Hermann Lenz: Spiegelhütte, 1999, 229 S.
- 1324
- 1325 – Sigrid Undset: Das glückliche Alter – Erzählung. Aus dem Norwegischen von Lothar Schneider, 1999, 130 S.
- 1326 – Botho Strauß: Gedankenfluchten, Ausgew. von Volker Hage, 1999, 99 S.
- 1327 – Ricarda Huch: Herbstfeuer – Gedichte, 1999, 75 S.
- 1328 – Paul Nizon: Untertauchen – Protokoll einer Reise, 1999, 104 S.
- 1329 – Alvaro Mutis: Die letzte Fahrt des Tramp Steamer – Roman, Aus dem Span. von Peter Schwaar, 1999, 108 S.
- 1330 – Sherwood Anderson: Winesburg, Ohio – eine Reihe Erzählungen aus dem Kleinstadtleben Ohios, Aus dem Amerikan. von Hans Erich Nossack, 2000, 259 S.
- 1331 – Jacques Derrida: Über die Freundschaft, Michel de Montaigne. Aus dem Franz. von Stefan Lorenzer, 2000, 90 S.
- 1332 – Günter Grass: Katz und Maus – eine Novelle, 2000, 195 S.
- 1333 – Gert Ledig: Die Stalinorgel – Roman, Nachw. von Florian Radvan, 2000, 228 S.
- 1334 – Yasushi Inoue: Schwarze Flut – Roman, Aus dem Japan. übers. u. mit e. Nachwort versehen von Otto Putz, 2000, 189 S.
- 1335 – Heiner Müller: Ende der Handschrift – Gedichte, Ausgew. u. mit e. Nachw. vers. von Durs Grünbein, 2000, 115 S.
- 1336 – Hans Blumenberg: Löwen, 2001, 117 S.
- 1337 – Konstantinos Kavafis: Gefärbtes Glas – historische Gedichte, Übers. u. Nachw. von Michael Schroeder, 2001, 125 S., Ill.
- 1338 – Wolfgang Koeppen: Die Jawang-Gesellschaft – ein Roman, 2001, 134 S.
- 1339 – Jorge Semprun: Die Ohnmacht – Roman, Aus dem Franz. von Eva Moldenhauer, 2001, 197 S.
- 1340 – Marina Zwetajewa: Versuch, eifersüchtig zu sein – Gedichte, Übertragen von Waldemar Dege. Hrsg. und mit einem Nachwort von Ilma Rakuša, 2002, 191 S.
- 1341 – Hermann Hesse: Der Zauberer – Fragmente zu einem Roman, Hrsg. und mit einem Nachw. vers. von Bernhard Zeller, 2001, 118 S.
- 1342 – Hermann Broch: Hofmannsthal und seine Zeit – eine Studie, Hrsg. und mit einem Nachw. vers. von Paul Michael Lützeler, 2001, 262 S.
- 1343 – Bertolt Brecht: Kalendergeschichten, Mit einem Nachw. von Jan Knopf, 150 S.
- 1344 – Odysseas Elytis: Oxópetra Elegien; Westlich der Trauer – Späte Gedichte. Übertragen von Barbara Vierneisel-Schlörb, 2001, 100 S.
- 1345 – Hermann Hesse: Peter Camenzind – Roman, Mit einem Nachwort von Peter Unseld, 2001, 211 S.
- 1346 – Franz Kafka: Strafen – Das Urteil, Die Verwandlung, In der Strafkolonie, Mit einer Nachbemerkung von Peter Höfle, 149 S.
- 1347 – Amos Oz: Sumchi – eine wahre Geschichte über Liebe und Abenteuer, Aus d. Hebräischen von Mirjam Pressler, 2001, 87 S.
- 1348 – Stefan Zweig: Schachnovelle, Mit einem Nachw. von Siegfried Unseld, 2001, 118 S.
- 1349 – Ivo Andrić: Der verdammte Hof – Erzählung, Aus d. Serbischen übers. von Milo Dor, 2002, 164 S.
- 1350 – Rudolf Borchardt: Rudolf Borchardts Leben von ihm selbst erzählt, Mit einem Nachwort von Gustav Seibt, 2002, 167 S.
- 1351 – André Breton: Nadja, Aus dem Französischen von Bernd Schwibs. Mit einem Nachwort von Karl Heinz Bohrer, 2002, 154 S., Ill.
- 1352 – Ted Hughes: Etwas muß bleiben – Gedichte, Ausgew. und übertr. von Jutta Kaußen, 2002, 191 S., Ill.
- 1353 – Arno Schmidt: Das steinerne Herz, Mit einem Nachw. von Georg Klein: historischer Roman aus dem Jahr 1954 nach Christi, 2002, 262 S.
- 1354 – José María Arguedas: Diamanten und Feuersteine – Erzählung, Mit einem Nachwort von Mario Vargas Llosa. Aus dem Span. von Elke Wehr, 2002, 112 S.
- 1355 – Thomas Brasch: Vor den Vätern sterben die Söhne, Mit einem Nachw. von Katja Lange-Müller, 2002, 133 S.
- 1356 – Federico García Lorca: Zigeunerromanzen 1924–1927 – Gedichte spanisch und deutsch, Übertragung und Nachwort von Martin von Koppenfels, 2002, 122 S.
- 1357 – Imre Kertész: Der Spurensucher – Erzählung. Aus dem Ungarischen übersetzt von György Buda, 2002, 129 S.
- 1358 – István Örkény: Minutennovellen. Ausgewählt und aus dem Ungarischen von Terézia Mora, 2002, 163 S.
- 1359 – Josef Winkler: Natura morta – eine römische Novelle, 2002, 107 S.
- 1360 – Giorgio Agamben: Idee der Prosa, Aus dem Ital. von Dagmar Leupold, 2003, 171 S., Ill.
- 1361 – Alfredo Bryce Echenique: Ein Frosch in der Wüste – Erzählung, Aus dem Span. von Elke Wehr, 2003, 123 S.
- 1362
- 1363 – Ted Hughes: Birthday letters. Aus dem Englischen von Andrea Paluch, 2003, 208 S.
- 1364 – Ralf Rothmann: Stier – Roman, 2003, 372 S.
- 1365 – Arno Schmidt: Seelandschaft mit Pocahontas. Mit einem Nachwort von Sibylle Lewitscharoff, 81 S.
- 1366 – Bertolt Brecht: Geschichten vom Herrn Keuner, 2003, 157 S.
- 1367 – M. Blecher: Aus der unmittelbaren Unwirklichkeit. Aus dem Rumänischen von Ernest Wichner. Mit einem Nachwort von Herta Müller, 2003, 153 S.
- 1368 – Joseph Conrad: Ein Lächeln des Glücks – Hafengeschichte. Aus dem Englischen von Ernst Wagner. Mit einem Nachwort von Brigitte Kronauer, 2003, 123 S.
- 1369 – Christoph Hein: Der Ort; Das Jahrhundert – Essais, 2003, 209 S.
- 1370 – Gertrud Kolmar: Die jüdische Mutter, 2003, 214 S.
- 1371 – Hermann Lenz: Vielleicht lebst du weiter im Stein – Gedichte. Nachwort von Michael Krüger, 2003, 154 S.
- 1372 – Ludwig Wittgenstein: Philosophische Untersuchungen. Auf der Grundlage der kritisch-genetischen Edition neu hrsg. von Joachim Schulte, 2003, 299 S.
- 1373 – Thomas Brasch: Der schöne 27. September – Gedichte. Mit einem Nachwort von Christa Wolf, 2004, 83 S.
- 1374 – Péter Esterházy: Die Hilfsverben des Herzens – Roman. Aus dem Ungarischen von Hans-Henning Paetzke. Nachwort von Imre Kertész, 2004, 131 S.
- 1375 – Stanislaus Joyce: Meines Bruders Hüter. Vorwort von T. S. Eliot, Einführung von Richard Ellmanns. Deutsch von Arno Schmidt, 2004, 332 S.
- 1376 – Yasunari Kawabata: Schneeland – Erzählung. Aus dem Japanischen von Tobias Cheung, 2004, 210 S.
- 1377 – Heiner Müller: Germania. Mit einem Nachwort von Albert Ostermaier, 2004, 107 S.
- 1378 – Carlos Barral (Hrsg.): Du kamst, Vogel, Herz, im Flug – spanische Lyrik der Gegenwart. Gedichte 1950–2000, von Javier Gómez-Montero und Petra Strien. Nachwort von Javier Gómez-Montero. Übertragen von Manfred Bös, 2004, 199 S.
- 1379 – Giorgio Agamben: Kindheit und Geschichte – Zerstörung der Erfahrung und Ursprung der Geschichte. Aus dem Italienischen von Davide Giuriato, 2004, 207 S., Ill.
- 1380 – Louis Begley: Lügen in Zeiten des Krieges – Roman, Aus dem Amerikan. von Christa Krüger, 2004, 230 S.
- 1381 – Alejo Carpentier: Das Reich von dieser Welt, Aus dem Span. von Doris Deinhard, 2004, 137 S.
- 1382 – Nagib Machfus: Das Hausboot am Nil, Aus dem Arab. von Nagi Naguib, 2004, 155 S.
- 1383 – Guillermo Rosales: Boarding home – Roman, Aus dem Span. von Christian Hansen, 2004, 108 S.
- 1384 – Siegfried Unseld: Briefe an die Autoren, Hrsg. von Rainer Weiss, 2004, 181 S.
- 1385 – Theodor W. Adorno: Traumprotokolle, Hrsg. von Christoph Gödde. Nachwort von Jan Philipp Reemtsma, 2005, 119 S.
- 1386 – Rudolf Borchardt: Jamben, Hrsg. und mit einem Nachwort versehen von Elisabeth Lenk, 2004, 107 S.
- 1387 – Günter Grass: Wir leben im Ei – Geschichten aus fünf Jahrzehnten, Hrsg. und mit einem Nachwort von Dieter Stolz, 2005, 194 S., Ill.
- 1388 – Palinurus: Das ruhelose Grab – ein Wörterzyklus, Mit einer Einf. von Cyril Connolly. Übers aus dem Engl. und Nachw. von Chris Hirte, 2006, 210 S.
- 1389 – Hans-Ulrich Treichel: Der Felsen, an dem ich hänge – Essays und andere Texte, 2005, 187 S.
- 1390 – Edward Upward: Reise an die Grenze – Roman. Aus dem Englischen von Karin Rausch. Einleitung von Stephen Spender, Nachwort von Elfriede Jelinek, 2005, 202 S.
- 1391 – Adonis und Dimitri T. Analis: Unter dem Licht der Zeit – Briefwechsel. Aus dem Französischen und mit einer Nachbemerkung von Peter Handke, 2005, 80 S.
- 1392 – Samuel Beckett: Trötentöne – französisch und deutsch. Übertragen von Barbara Köhler, 2005, 91 S., Ill.
- 1393 – Federico García Lorca: Dichter in New York – Gedichte. Übertragen und Nachwort von Martin von Koppenfels, 2005, 265 S.
- 1394 – Durs Grünbein: Der Misanthrop auf Capri – Historien, Gedichte, 2005, 120 S.
- 1395 – Ko Un: Die Sterne über dem Land der Väter – Gedichte, Aus dem Koreanischen von Woon-Jung Chei und Siegfried Schaarschmidt. Mit einer Nachbemerkung der Übersetzer, 2005, 101 S.
- 1396 – Wislawa Szymborska: Der Augenblick – Gedichte, Übertragen und hrsg. von Karl Dedecius, 2005, 106 S.
- 1397 – Brigitte Kronauer: Frau Melanie, Frau Martha und Frau Gertrud – drei Erzählungen, 2005, 113 S.
- 1398 – Idea Vilariño: An Liebeejrkhg-a – Gedichte, Übertragen von Peter Schultze-Kraft. Ausgewählt und mit einem Nachwort versehen von Erich Hackl, 2005, 129 S.
- 1399 – M. Blecher: Vernarbte Herzen, Aus dem Rumän. und mit einem Nachwort von Ernest Wichner, 2006, 221 S.
- 1400
- 1401 – Gert Jonke: Schule der Geläufigkeit – eine Erzählung, Mit einem Nachwort von Jochen Jung, 2006, 190 S.
- 1402 – Heiner Müller und Sophokles: Philoktet. Aus dem Griechischen von Wolfgang Schadewaldt, 2006, 147 S.
- 1403 – Giorgos Seferis: Ionische Reise, Aus dem Neugriechischen übertragen u. mit einem Nachw. versehen von Gerhard Emrich, 2006, 95 S., Ill.
- 1404 – Christa Wolf: Nachdenken über Christa T., 2006, 207 S.
- 1405 – Günther Anders: Tagesnotizen – Aufzeichnungen 1941–1979, Auswahl und Nachwort Volker Hage, 2006, 199 S.
- 1406 – Roberto Arlt: Das böse Spielzeug – Roman. Übersetzt von Elke Wehr, 2006, 197 S.
- 1407 – Hermann Hesse / Stefan Zweig: Briefwechsel, Hrsg. von Volker Michels, 2006, 206 S., Ill.
- 1408 – Franz Kafka: Die Zürauer Aphorismen, Hrsg. und mit einem Nachw. vers. von Roberto Calasso, 2006, 133 S.
- 1409 – Saadat Hassan Manto: Schwarze Notizen – Geschichten der Teilung. Ausgewählt und aus dem Urdu übersetzt von Christina Oesterheld. Mit einem Nachwort von Tariq Ali, 2006, 157 S.
- 1410 – Arno Schmidt: Die Gelehrtenrepublik – Kurzroman aus den Roßbreiten. Mit einem Nachwort von Dietmar Dath, 2006, 215 S.
- 1411 – Bruno Bayen: Die Verärgerten – Roman. Aus dem Französischen von Peter Handke, 2007, 131 S.
- 1412 – Marcel Beyer: Flughunde – Roman, 1995, 311 S.
- 1413 – Thomas Brasch: Was ich mir wünsche – Gedichte aus Liebe. Auswahl und Nachwort von Thomas Wild, 2007, 96 S.
- 1414 – Reto Hänny: Flug, 2007, 257 S.
- 1415 – Zygmunt Haupt: Vorhut – Erzählungen, Skizzen, Fragmente. Aus dem Polnischen übersetzt und mit einem Nachwort von Esther Kinsky, 2007, 230 S.
- 1416 – Gerhard Meier: Toteninsel – Roman. Nachwort von Peter Handke, 2007, 133 S.
- 1417 – Gerhard Meier: Borodino – Roman. Nachwort von Michael Mettler, 2007, 134 S.
- 1418 – Gerhard Meier: Die Ballade vom Schneien – Roman. Nachwort von Peter Weber, 2007, 129 S.
- 1419 – Raymond Queneau: Stilübungen. Aus dem Französischen von Ludwig Harig und Eugen Helmlé. Mit einem Nachwort von Ludwig Harig, 2007, 167 S.
- 1420 – Jürgen Becker: Dorfrand mit Tankstelle – Gedichte, 2007, 95 S.
- 1421 – Peter Handke: Noch einmal für Thukydides, 2007, 109 S.
- 1422 – Georges Hyvernaud: Der Viehwaggon – Roman; mit einem Brief des Autors, Übers. aus dem Franz. u. Nachw. von Julia Schoch, 2007, 196 S.
- 1423 – Dezsö Kosztolányi: Lerche – Roman. Aus dem Ungarischen übersetzt von Heinrich Eisterer, 2007, 217 S.
- 1424 – Josep Pla: Das graue Heft, Ausw. von J. M. Castellet. Übers. aus dem Katalan. und Nachw. von Eberhard Geisler, 2007, 249 S.
- 1425 – Ernst Wiechert: Der Totenwald – ein Bericht, 2008, 200 S.
- 1426
- 1427 – Leonora Carrington: Das Haus der Angst, Aus dem Franz. und Engl. übersetzt von Heribert Becker und Edmund Jacoby. Nachwort von Christiane Meyer-Thoss, 2008, 243 S., Ill.
- 1428 – Rainald Goetz: Irre – Roman, 2008, 372 S., Ill.
- 1429 – A. F. Th. van der Heijden: Treibsand urbar machen – Movos Erben. Aus dem Niederländischen von Helga van Beuningen, 2008, 145 S.
- 1430 – Helmut Heißenbüttel: Über Benjamin. Hrsg. und mit einem Nachwort versehen von Thomas Combrink, 2008, 201 S.
- 1431 – Henri Thomas: Das Vorgebirge – Roman. Aus dem Französischen von Paul Celan. Aus dem Nachlaß hrsg., erg. und mit einem Nachwort versehen von Barbara Wiedemann, 2008, 127 S., Ill.
- 1432 – Arno Schmidt: Traumflausn. Gesammelt und mit einem Nachwort versehen von Bernd Rauschenbach, 2008, 117 S.
- 1433 – Walter Benjamin: Träume. Hrsg. und mit einem Nachwort von Burkhardt Lindner, 2008, 167 S.
- 1434 – M. Blecher: Beleuchtete Höhle – Sanatoriumstagebuch. Aus dem Rumänischen und mit einem Nachwort von Ernest Wichner, 2008, 201 S., Ill.
- 1435 – Edmundo Desnoes: Erinnerungen an die Unterentwicklung – Roman. Aus dem Spanischen von Gisbert Haefs, 2008, 153 S.
- 1436 – Nazim Hikmet: Die Romantiker – Roman. Aus dem Türkischen von Hanne Egghardt. Mit einem Nachwort von Peter Bichsel, 2008, 264 S.
- 1437 – Pierre Michon: Rimbaud der Sohn. Aus dem Französischen von Anne Weber, 2008, 115 S.
- 1438 – Franz Tumler: Der Mantel – Erzählung. Nachwort von Wendelin Schmidt-Dengler. Mit Zeichnungen von Alfred Kubin, 2008, 234 S., Ill.
- 1439 – Yi Munyol: Der Dichter – Roman. Aus dem Koreanischen von Kim Sun Young, 2010, 275 S.
- 1440
- 1441 – Djuna Barnes: Nachtgewächs – Roman. Deutsch von Wolfgang Hildesheimer, 2009, 195 S.
- 1442 – Isaiah Berlin: Der Igel und der Fuchs – Essay über Tolstojs Geschichtsverständnis. Aus dem Englischen von Harry Maor, 2009, 104 S.
- 1443 – Max Frisch: Skizze eines Unglücks, 2009, 133 S.
- 1444 – Alfred Kubin: Die andere Seite – ein phantastischer Roman. Nachwort von Josef Winkler, 2009, 308 S., Ill.
- 1445 – Heiner Müller: Traumtexte. Hrsg. von Gerhard Ahrens, 2009, 210 S.
- 1446 – Jannis Ritsos: Monovassiá – Gedichte. Aus dem Griechischen übertragen und mit einer Nachbemerkung versehen von Klaus-Peter Wedekind, 2009, 108 S.
- 1447 – Volker Braun: Der Stoff zum Leben 1-4 – Gedichte, 2009, 129 S.
- 1448 – Roland Barthes: Die helle Kammer – Bemerkung zur Photographie, übersetzt von Dietrich Leube, 2009, 137 S.
- 1449 – Siegfried Kracauer: Straßen in Berlin und anderswo. Mit einem Nachwort von Reimar Klein, 2009, 268 S.
- 1450 – Hermann Lenz: Neue Zeit – Roman, 2009, 391 S.
- 1451 – Siegfried Unseld: Reiseberichte. Hrsg. von Raimund Fellinger, 2017, 240 S.
- 1452 – Samuel Beckett: Disjecta – vermischte Schriften und ein szenisches Fragment, Hrsg. und mit einem Vorwort versehen von Ruby Cohn, 2010, 221 S.
- 1453 – Thomas Bernhard: An der Baumgrenze – Erzählungen, Zeichnungen Anton Lehmden; mit einem Nachwort von Raimund Fellinger, 2010, 104 S., Ill.
- 1454 – Hans Blumenberg: Löwen, Mit einem Nachwort von Martin Meyer, 2010, 129 S.
- 1455
- 1456 – Georges Hyvernaud: Haut und Knochen – Roman. Aus dem Französischen von Julia Schoch, 2010, 111 S.
- 1457 – Gabriel Josipovici: Moo Pak. Aus dem Englischen von Jochen Schimmang, 2010, 216 S.
- 1458 – Ernst Meister: Gedichte, ausgewählt von Peter Handke, 2011, 149 S.
- 1459 – Meret Oppenheim: Träume – Aufzeichnungen 1928–1985. Hrsg. und mit einem Nachwort von Christiane Meyer-Thoss, 2010, 117 S., Ill.
- 1460 – Alexander Kluge: Dezember – 39 Geschichten, 39 Bilder, Gerhard Richter, 2010, 123 S., Ill.
- 1461 – Paul Celan: Gedichte. Auswahl und Nachwort von Aris Fioretos. Mit Radierungen von Gisèle Celan-Lestrange, 2011, 258 S., Ill.
- 1462 – Felix Hartlaub: Kriegsaufzeichnungen aus Paris. Nachwort von Durs Grünbein. Mit Zeichnungen des Autors, 2011, 162 S., Ill.
- 1463 – Pierre Michon: Die Grande Beune. Aus dem Französischen von Katja Massury, 2011, 102 S.
- 1464 – Marie NDiaye: Mein Herz in der Enge – Roman. Aus dem Französischen von Claudia Kalscheuer, 2011, 284 S.
- 1465 – Nadeschda Mandelstam: Erinnerungen an Anna Achmatowa. Aus dem Russischen von Christiane Körner, 2011, 205 S., Ill.
- 1466
- 1467 – Robert Walser: Mikrogramme. Nach der Transkription von Bernhard Echte und Werner Morlang, 2011, 214 S., Ill.
- 1468 – James Joyce: Geschichten von Shem und Shaun. Hrsg. und übersetzt von Friedhelm Rathjen, 2012, 100 S., Ill.
- 1469 – Hans Blumenberg: Quellen, Ströme, Eisberge. Hrsg. von Ulrich von Bülow, 2012, 303 S., Ill.
- 1470 – Florjan Lipuš: Boštjans Flug – Roman. Aus dem Slowenischen von Johann Strutz. Nachwort von Peter Handke, 2012, 166 S., Ill.
- 1471 – Shahrnush Parsipur: Frauen ohne Männer – Roman. Mit einem Nachwort der Autorin. Aus dem Farsi von Jutta Himmelreich, 2012, 134 S.
- 1472 – John Cage: Empty Mind, Hrsg. von Marie Luise Knott. Deutsch von Klaus Reichert, 2012, 243 S., Ill.
- 1473 – Felix Hartlaub: Italienische Reise – Tagebuch einer Studienfahrt 1931; mit Federzeichnungen des Autors, Hrsg. und mit einem Nachw. von Nikola Herweg, 2013, 104 S., Ill.
- 1474 – Pierre Michon: Die Elf. Aus dem Französischen von Eva Moldenhauer, 2013, 119 S.
- 1475 – Pierre Michon: Leben der kleinen Toten. Aus dem Französischen von Anne Weber, 2013, 220 S.
- 1476 – Kito Lorenc: Gedichte. Ausgewählt und mit einem Vorwort versehen von Peter Handke, 2013, 119 S.
- 1477 – Alexander Kluge: Nachricht von ruhigen Momenten, 89 Geschichten. Gerhard Richter, 64 Bilder, 2013, 135 S., Ill.
- 1478 – E. M. Cioran: Leidenschaftlicher Leitfaden, Aus dem Rumän. übers. und mit einer Nachbemerkung vers. von Ferdinand Leopold, 2013, 110 S.
- 1479 – Christa Wolf: Kein Ort. Nirgends, 2014, 109 S.
- 1480 – Renata Adler: Rennboot – Roman. Aus dem amerikanischen Englisch von Marianne Frisch, 2014, 241 S.
- 1481 – Julio Cortázar, Carol Dunlop: Die Autonauten auf der Kosmobahn – eine zeitlose Reise Paris – Marseille. Aus dem Spanischen von Wilfried Böhringer, 2014, 358 S., Ill.
- 1482 – Lidia Ginsburg: Aufzeichnungen eines Blockademenschen, Aus dem Russischen von Christiane Körner. Mit einem Nachwort von Karl Schlögel, 2014, 240 S., Ill.
- 1483 – Ludwig Hohl: Die Notizen oder von der unvoreiligen Versöhnung, 2014, 831 S.
- 1484 – Ludwig Hohl: Bergfahrt, 2014, 96 S.
- 1485 – Ludwig Hohl: Nuancen und Details, 2014, 141 S.
- 1486 – Ludwig Hohl: Vom Erreichbaren und vom Unerreichbaren, 2014, 190 S.
- 1487 – Ludwig Hohl: Nächtlicher Weg – Erzählungen, 2014, 97 S.
- 1488 – Fritz Sternberg: Der Dichter und die Ratio – Erinnerungen an Bertolt Brecht, Hrsg. und komm. von Helga Grebing, 2014, 195 S., Ill.
- 1489 – Felix Hartlaub: Aus Hitlers Berlin – 1934–1938, Mit Zeichnungen des Autors. Hrsg. und mit einem Nachw. vers. von Nikola Herweg, 2014, 129 S., Ill.
- 1490 – Renata Adler: Pechrabenschwarz – Roman. Aus dem amerikanischen Englisch von Helga Huisgen, 2015, 228 S.
- 1491 – Pierre Michon: Körper des Königs – über die erhabene und lächerliche Berufung der Kunst. Aus dem Französischen von Anne Weber, 2015, 101 S., Ill.
- 1492 – Joseph Beuys: Mysterien für alle – kleinste Aufzeichnungen. Auswahl und Nachwort von Steffen Popp, 2015, 198 S., Ill.
- 1493 – T. S. Eliot: Vier Quartette. Übertragen und mit einem Nachwort versehen von Norbert Hummelt, 2015, 93 S.
- ohne – Notizbuch, 2016, 120 S., ISBN 978-3-518-07260-8.
- 1494 – Walker Percy: Der Kinogeher – Roman, deutsch von Peter Handke, 2016, 221 S.
- 1495 – Raymond Queneau: Stilübungen. Aus dem Französischen und mit einem Nachwort von Frank Heibert und Hinrich Schmidt-Henkel, 2016, 210 S.
- 1496 – Charlotte Beradt: Das Dritte Reich des Traums, herausgegeben und mit einem Nachwort versehen von Barbara Hahn, 2016, 173 S., Ill.
- 1497 – Nescio: Werke. Aus dem Niederländischen von Christiane Kuby und Herbert Post. Nachwort von Cees Nooteboom, 2016, 196 S.
- 1498 – Andrej Bitow: Georgisches Album – auf der Suche nach Heimat. Deutsch von Rosemarie Tietze. Mit Photographien von Guram Tsibakhashvili, 2017, 279 S., Ill.
- 1499 – Gerald Murnane: Die Ebenen – Roman. Aus dem Englischen von Rainer G. Schmidt. Mit einem Nachwort von Ben Lerner, 2017, 152 S.
- 1500 – Thomas Kling: Sondagen – Gedichte, 2020, 145 S.
- 1501 – Georg Baselitz: Weltverändernder Zorn – Nachricht von den Gegenfüßlern, Alexander Kluge; Mitarbeit: Thomas Combrink, 2017, 237 S., Ill.
- 1502 – Annie Ernaux: Die Jahre. Aus dem Französischen von Sonja Finck, 2017, 255 S.
- 1503 – Roberto Calasso: Die Literatur und die Götter. Aus dem Italienischen von Reimar Klein, 2018, 200 S.
- 1504 – Friederike Mayröcker: Pathos und Schwalbe, 2018, 265 S., Ill.
- 1505 – Cees Nooteboom: Mönchsauge – Gedichte. Aus dem Niederländischen von Ard Posthuma. Mit Bildern von Matthias Weischer, 2018, 115 S., Ill.
- 1506
- 1507 – Gerald Murnane: Grenzbezirke. Aus dem Englischen von Rainer G. Schmidt, 2018, 231 S.
- 1508 – Miron Białoszewski: Erinnerungen aus dem Warschauer Aufstand. Aus dem Polnischen übersetzt und mit einem Nachwort von Esther Kinsky, 2019, 344 S.
- 1509 – Annie Ernaux: Der Platz. Aus dem Französischen von Sonja Finck, 2019, 94 S.
- 1510 – Sophie Calle: Das Adressbuch. Aus dem Französischen von Sabine Erbrich, 2019, 105 S.
- 1511 – Szilárd Borbély: Berlin Hamlet. Gedichte. Aus dem Ungarischen und mit einem Nachwort von Heike Flemming, 2019, 201 S.
- 1512 – Annie Ernaux: Eine Frau. Aus dem Französischen von Sonja Finck, 2019, 88 S.
- 1513 – Fabjan Hafner: Erste und letzte Gedichte (slowenisch und deutsch), herausgegeben, übertragen und mit einem Vorwort versehen von Peter Handke, 2020, 119 S.
- 1514 – Gerald Murnane: Landschaft mit Landschaft. Aus dem Englischen von Rainer G. Schmidt, 2020, 397 S.
- 1515 – Friederike Mayröcker: da ich morgens und moosgrün. Ans Fenster trete, 2020, 201 S.
- 1516 – Marie-Claire Blais: Drei Nächte, drei Tage. Roman. Aus dem Französischen von Nicola Denis, 2020, 391 S.
- 1517 – Annie Ernaux: Die Scham. Aus dem Französischen von Sonja Finck, 2020, 110 S.
- 1518 – Rosmarie Waldrop: Pippins Tochters Taschentuch. Aus dem Englischen von Ann Cotten, 2021, 275 S.
- 1519 – Sophie Calle: Wahre Geschichten. 65 Erzählungen. Aus dem Französischen von Sabine Erbrich, 2021, 141 S.
- 1520 – Elke Erb: Das ist hier der Fall. Ausgewählte Gedichte, herausgegeben und mit einem Nachwort von Steffen Popp und Monika Rinck, 2020, 210 S.
- 1521 – Carl Seelig: Wanderungen mit Robert Walser, 2021, 250 S.
- 1522 – Cees Nooteboom: Abschied. Gedicht aus der Zeit des Virus (zweisprachig). Aus dem Niederländischen von Ard Posthuma, mit Bildern von Max Neumann, 2021, 87 S.
- 1523 – Wolf Biermann: Mensch Gott!, 2021, 191 S.
- 1524 – Peter Handke: Mein Tag im anderen Land. Eine Dämonengeschichte, 2021, 93 S.
- 1525 – Annie Ernaux: Das Ereignis. Aus dem Französischen von Sonja Finck, 2021, 103 S.
- 1526 – Andrej Bitow: Leben bei windigem Wetter. Deutsch von Rosemarie Tietze, 2021, 153 S.
- 1527 – Mary Ruefle: Mein Privatbesitz. Aus dem Englischen von Esther Kinsky, 2022, 125 S., ISBN 978-3-518-22527-1.
- 1528 – Arno Schmidt: Schwarze Spiegel, gezeichnet von Nicolas Mahler, 2021, 191 S., ISBN 978-3-518-22528-8.
- 1529 – Guido Morselli: Dissipatio humani generis oder Die Einsamkeit. Roman. Aus dem Italienischen von Ragni Maria Gschwend, 2021, 188 S., ISBN 978-3-518-22529-5.
- 1530 – Ludwig Wittgenstein: Betrachtungen zur Musik, hrsg. v. Walter Zimmermann, 2022, 253 S., ISBN 978-3-518-22530-1.
- 1531 – Rachel Cusk: Coventry. Essays. Aus dem Englischen von Eva Bonné, 2022, 159 S., ISBN 978-3-518-22531-8.
- 1532 – Samuel Beckett: Proust. Aus dem Englischen von Jochen Schimmang, 2023, 144 S, ISBN 978-3-518-22532-5.
- 1533 – Florjan Lipuš: Die Verweigerung der Wehmut. Aus dem Slowenischen von Fabjan Hafner, 2023, 128 S., ISBN 978-3-518-22533-2.
- 1534 – Gerald Murnane: Inland. Aus dem Englischen von Rainer G. Schmidt, 2022, 269 S., ISBN 978-3-518-22534-9.
- 1535 – Katja Petrowskaja: Das Foto schaute mich an. Kolumnen, 2022, 254 S., ISBN 978-3-518-22535-6.
- 1536 – Peter Handke: Zwiegespräch, 2022, 66 S., ISBN 978-3-518-22536-3.
- 1537 – Marianne Fritz: Die Schwerkraft der Verhältnisse, 2023, 150 S., ISBN 978-3-518-22537-0.
- 1538
- 1539 – Annie Ernaux: Das andere Mädchen. Aus dem Französischen von Sonja Finck, 2022, 80 S., ISBN 978-3-518-22539-4.
- 1540 – Felix Hartlaub: Aufzeichnungen aus dem Führerhauptquartier. Herausgegeben von Gabriele Lieselotte Ewenz. Mit einem Nachwort von Matthias Weichelt, 2022, 192 S., ISBN 978-3-518-22540-0.
- 1541 – Sylvia Plath: Das Herz steht nicht still. Späte Gedichte 1960–1963. Zweisprachige Ausgabe. Aus dem Englischen von Judith Zander, 2022, 224 S., ISBN 978-3-518-22541-7.
- 1542 – Dmitri Prigow: Katja chinesisch. Eine fremde Erzählung. Aus dem Russischen von Christiane Körner, 2022, 336 S., ISBN 978-3-518-22542-4.
- 1543 – John Jeremiah Sullivan: Vollblutpferde. Aus dem Amerikanischen von Hannes Meyer, 2022, 272 S., ISBN 978-3-518-22543-1.
- 1544 – Esther Kinsky: Weiter Sehen. Von der unwiderstehlichen Magie des Kinos, 2023, 200 S., ISBN 978-3-518-22544-8.
- 1545 – Ralf Rothmann: Theorie des Regens. Notizen, 2023, 215 S., ISBN 978-3-518-22545-5.
- 1546 – Tomaž Šalamun: Steine aus dem Himmel. Gedichte. Zweisprachige Ausgabe. Aus dem Slowenischen von Matthias Göritz, Liza Linde und Monika Rinck, 2023, 243 S., ISBN 978-3-518-22546-2.
- 1547 – Maria Stepanova: Winterpoem 20/21. Zweisprachig Russisch/Deutsch. Aus dem Russischen von Olga Radetzkaja, 2023, 119 S., ISBN 978-3-518-22547-9.
- 1548 – Roger Van de Velde: Knisternde Schädel. Erzählungen. Aus dem Niederländischen und mit einem Nachwort von Annette Wunschel, 2024, 130 S., ISBN 978-3-518-22548-6.
- 1549 – Annie Ernaux: Die leeren Schränke. Aus dem Französischen von Sonja Finck, 2023, 218 S., ISBN 978-3-518-22549-3.
- 1550 – Ludwig Hohl: Die seltsame Wendung. Novelle, 2023, 130 S., ISBN 978-3-518-22550-9.
- 1551 – Pedro Lemebel: Torero, ich hab Angst. Roman. Aus dem Spanischen von Matthias Strobel, 2023, 216 S., ISBN 978-3-518-22551-6.
- 1552 – Søren Ulrik Thomsen: Store Kongensgade 23. Aus dem Dänischen von Hannes Langendörfer, 2023, 126 S., ISBN 978-3-518-22552-3.
- 1553 – Annie Ernaux: Eine Leidenschaft. Aus dem Französischen von Sonja Finck, 2024, 80 S., ISBN 978-3-518-22553-0.
- 1554 – Barbara Köhler: Schriftstellen. Ausgewählte Gedichte und andere Texte, 2024, 261 S., ISBN 978-3-518-22554-7.
- 1555 – Cynthia Zarin: Inverno. Roman. Aus dem amerikanischen Englisch von Esther Kinsky, 2024, 192 S., ISBN 978-3-518-22555-4.
- 1556 – Mieko Kanai: Leichter Schwindel. Roman. Aus dem Japanischen von Ursula Gräfe, 2025, 174 S., ISBN 978-3-518-22556-1.
- 1557 – Alexander Kluge, Anselm Kiefer: »Klugheit ist die Kunst, unter verschiedenen Umständen getreu zu bleiben«, 2024, 240 S., ISBN 978-3-518-22557-8.
- 1558 – Tezer Özlü: Suche nach den Spuren eines Selbstmordes. Mit einem Nachwort von Emine Sevgi Özdamar, 2024, 208 S., ISBN 978-3-518-22558-5.
- 1559 – Clemens J. Setz: Das All im eignen Fell. Eine kurze Geschichte der Twitterpoesie, 2024, 192 S., ISBN 978-3-518-22559-2.
- 1560 – Siegfried Unseld: Hundert Briefe. Mitteilungen eines Verlegers 1947–2002. Herausgegeben von Ulrike Anders und Jan Bürger, 2024, 468 S., ISBN 978-3-518-22560-8.
- 1561 – Peter Bichsel: Eigentlich möchte Frau Blum den Milchmann kennenlernen. Erweiterte Neuausgabe von Andreas Mauz und Beat Mazenauer, 2025, 163 S., ISBN 978-3-518-22561-5.